# Liste der Biografien/Schwar
Liste der Biografien |
Portal Biografien |
Personensuche
# |
A |
B |
C |
D |
E |
F |
G |
H |
I |
J |
K |
L |
M |
N |
O |
P |
Q |
R |
S |
T |
U |
V |
W |
X |
Y |
Z |
?
 
Sa |
Sb |
Sc |
Sd |
Se |
Sf |
Sg |
Sh |
Si |
Sj |
Sk |
Sl |
Sm |
Sn |
So |
Sp |
Sq |
Sr |
Ss |
St |
Su |
Sv |
Sw |
Sy |
Sz
 
Sca–Sce |
Sch |
Sci–Scz
 
Scha |
Schc |
Schd |
Sche |
Schg |
Schi |
Schj |
Schk |
Schl |
Schm |
Schn |
Scho |
Schp |
Schr |
Schs |
Scht |
Schu |
Schv |
Schw |
Schy
 
Schwa |
Schwe |
Schwi |
Schwo |
Schwu |
Schwy
 
Schwaa |
Schwab |
Schwac |
Schwad |
Schwae |
Schwag |
Schwah |
Schwai |
Schwak |
Schwal |
Schwam |
Schwan |
Schwap |
Schwar |
Schwas |
Schwat |
Schwau |
Schwaz
Die Liste der Biografien führt alle Personen auf, die in der deutschsprachigen Wikipedia einen Artikel haben. Dieses ist eine Teilliste mit 1105 Einträgen von Personen, deren Namen mit den Buchstaben „Schwar“ beginnt.

## Schwar
- Schwar, Benjamin (1884–1943), Schweizer Politiker
- Schwär, Oskar (1890–1968), deutscher Volksschullehrer, Heimatdichter und -forscher
- Schwär, Philipp (* 1986), deutscher MusikproduzentPhilipp Schwär (* 1986)

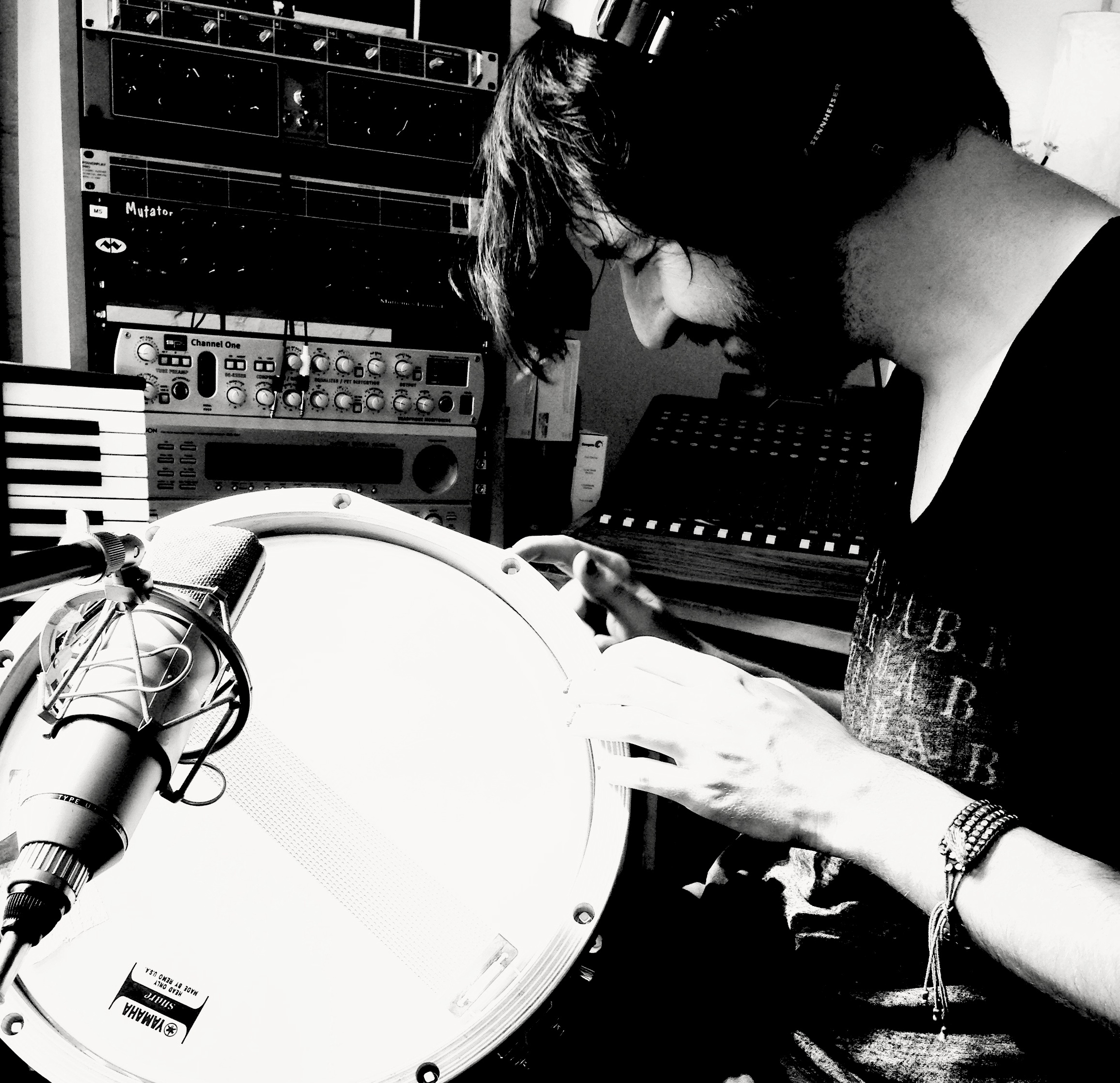
Philipp Schwär (* 1986)

- Schwar, Wilhelm (1860–1943), deutscher Kunstmaler

### Schwara
- Schwara, Desanka (* 1959), Schweizer Historikerin

### Schwarb
- Schwarber, Karl (1889–1950), Schweizer Bibliotheksdirektor und Historiker
- Schwarberg, Günther (1926–2008), deutscher Journalist und Autor

### Schwarc
- Schwarck, Gösta (1915–2012), dänischer Komponist und Unternehmer
- Schwarcz, Andreas (* 1952), österreichischer Historiker
- Schwarcz, Ernst (1923–2008), österreichischer Pazifist
- Schwarcz, Eva (1919–1966), deutsche Theater- und Filmschauspielerin
- Schwarcz, Juraj (* 1952), slowakischer Jurist
- Schwarcz, Lilia Moritz (* 1957), brasilianische Humanwissenschaftlerin
- Schwarczenberger, Ildikó (1951–2015), ungarische Florettfechterin und Weltmeisterin

### Schward
- Schwardt, Sara (* 1958), schwedische Schriftstellerin
- Schwardtmann, Friedrich (* 1954), deutsch-österreichischer Schauspieler

### Schwari
- Schwarick, Werner (1926–2015), deutscher Fußballtorwart
- Schwärig, Siegfried (* 1931), deutscher Fußballspieler

### Schwark
- Schwark, Eberhard (* 1939), deutscher Rechtswissenschaftler
- Schwark, Hans-Joachim (1926–2018), deutscher Hochschullehrer, Tierzüchter und Hippologe
- Schwark, Thomas (* 1956), deutscher Historiker und Museumsleiter
- Schwark, Wolfgang (* 1942), deutscher Pädagoge und Hochschullehrer
- Schwarke, Christian (* 1960), evangelischer Theologe

### Schwarm
- Schwarm, Balthasar (* 1946), deutscher Rennrodler

### Schwart
- Schwart, Uwe († 2006), US-amerikanischer Fußballtorhüter
- Schwartau, Oscar (* 2006), dänischer Fußballspieler
- Schwartau, Rolf (* 1944), deutscher Fußballspieler
- Schwartau, Wiebke (* 1999), deutsche Basketballspielerin
- Schwarte, Adolf (* 1935), deutscher Mittelstreckenläufer
- Schwarte, Bernhard († 1624), Opfer der Hexenverfolgungen in Lüdinghausen
- Schwarte, Georg (* 1967), deutscher Journalist
- Schwarte, Ludger (* 1967), deutscher Philosoph und Schriftsteller
- Schwarte, Matthias (* 1968), deutscher Diplom-Kaufmann, Kanzler der Westfälischen Wilhelms-Universität in Münster
- Schwarte, Max (1860–1945), preußischer Generalleutnant im Ersten Weltkrieg und Militärschriftsteller
- Schwarte, Rudolf (1939–2021), deutscher Ingenieurwissenschaftler und Hochschullehrer
- Schwarthoff, Florian (* 1968), deutscher Hürdenläufer und Olympiamedaillengewinner
- Schwarting, Andreas (* 1966), deutscher Bauforscher
- Schwarting, Bernd (* 1964), deutscher Maler
- Schwarting, Rainer (* 1955), deutscher Neuropsychologe und Hochschullehrer
- Schwartländer, Johannes (1922–2011), deutscher Philosoph und Hochschullehrer
- Schwartmann, Rolf (* 1965), deutscher JuristRolf Schwartmann (* 1965)

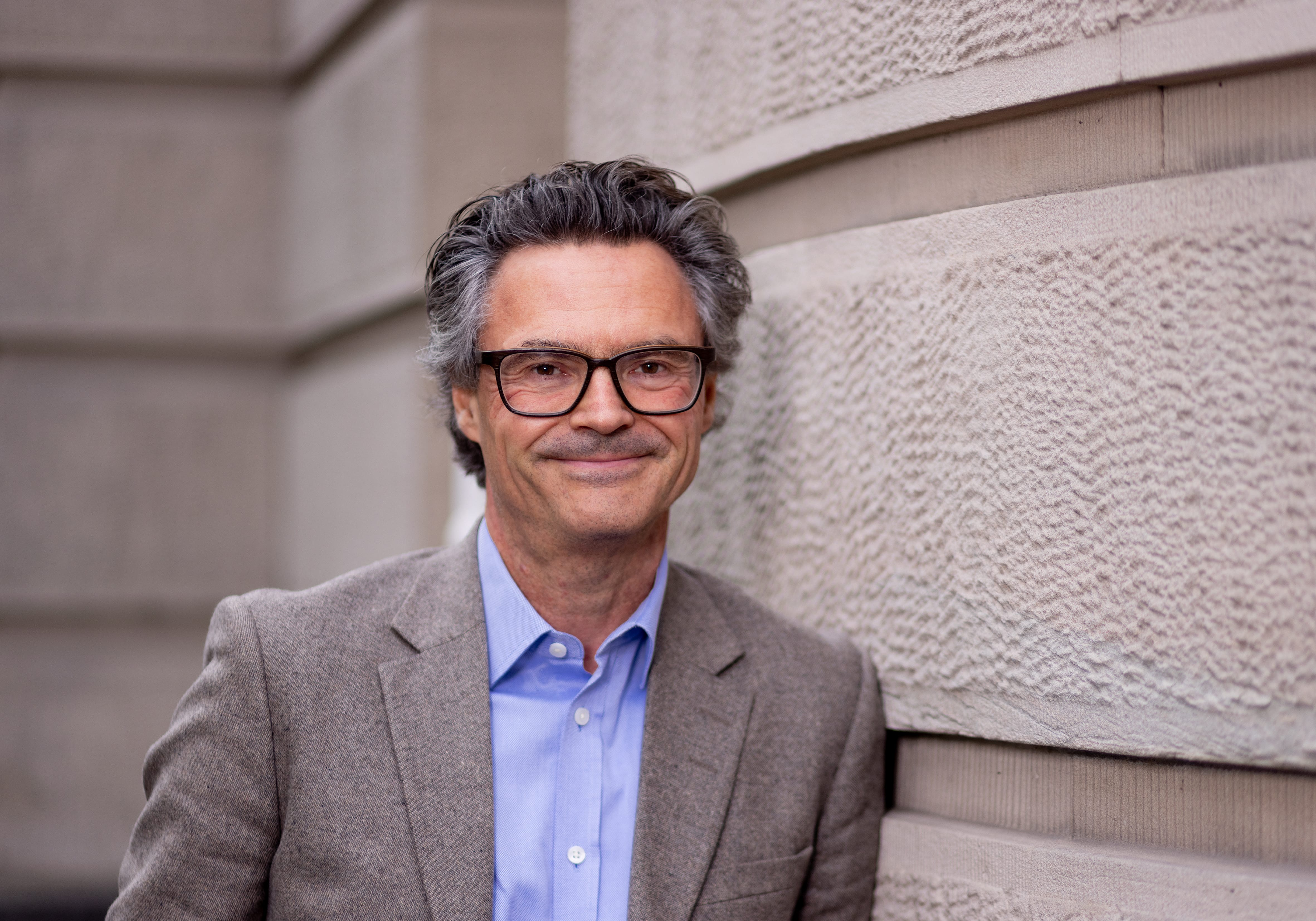
Rolf Schwartmann (* 1965)

- Schwartner, Martin von (1759–1823), österreichischer Historiker und Statistiker im Kronland Königreich Ungarn von Kaisertum Österreich
- Schwartz (* 1981), deutscher Rapper, Produzent, Lyriker und Schriftsteller
- Schwartz, Abe (1881–1963), US-amerikanischer Komponist, Klezmer-Musiker, Geiger, Pianist und Orchesterleiter
- Schwartz, Adam Hinrich (1678–1762), deutschbaltischer Bürgermeister von Riga
- Schwartz, Adelheit Sibylla, deutsche Pietistin
- Schwartz, Albert (1907–1986), US-amerikanischer Schwimmer
- Schwartz, Albert (1923–1992), US-amerikanischer Zoologe
- Schwartz, Albert Fredrich (1905–1984), deutscher Arbeitseinsatzführer im KZ Buchenwald
- Schwartz, Albert Georg (1687–1755), deutscher Philosoph, Hochschullehrer und Rektor der Universität Greifswald (1735)
- Schwartz, Alexandru (1909–1994), rumänischer Fußballspieler
- Schwartz, Alfons Paoli, letzter deutscher Kriegsgefangener des Ersten Weltkriegs
- Schwartz, Allyson (* 1948), US-amerikanische Politikerin
- Schwartz, Alois (* 1967), deutscher Fußballspieler und -trainerAlois Schwartz (* 1967)

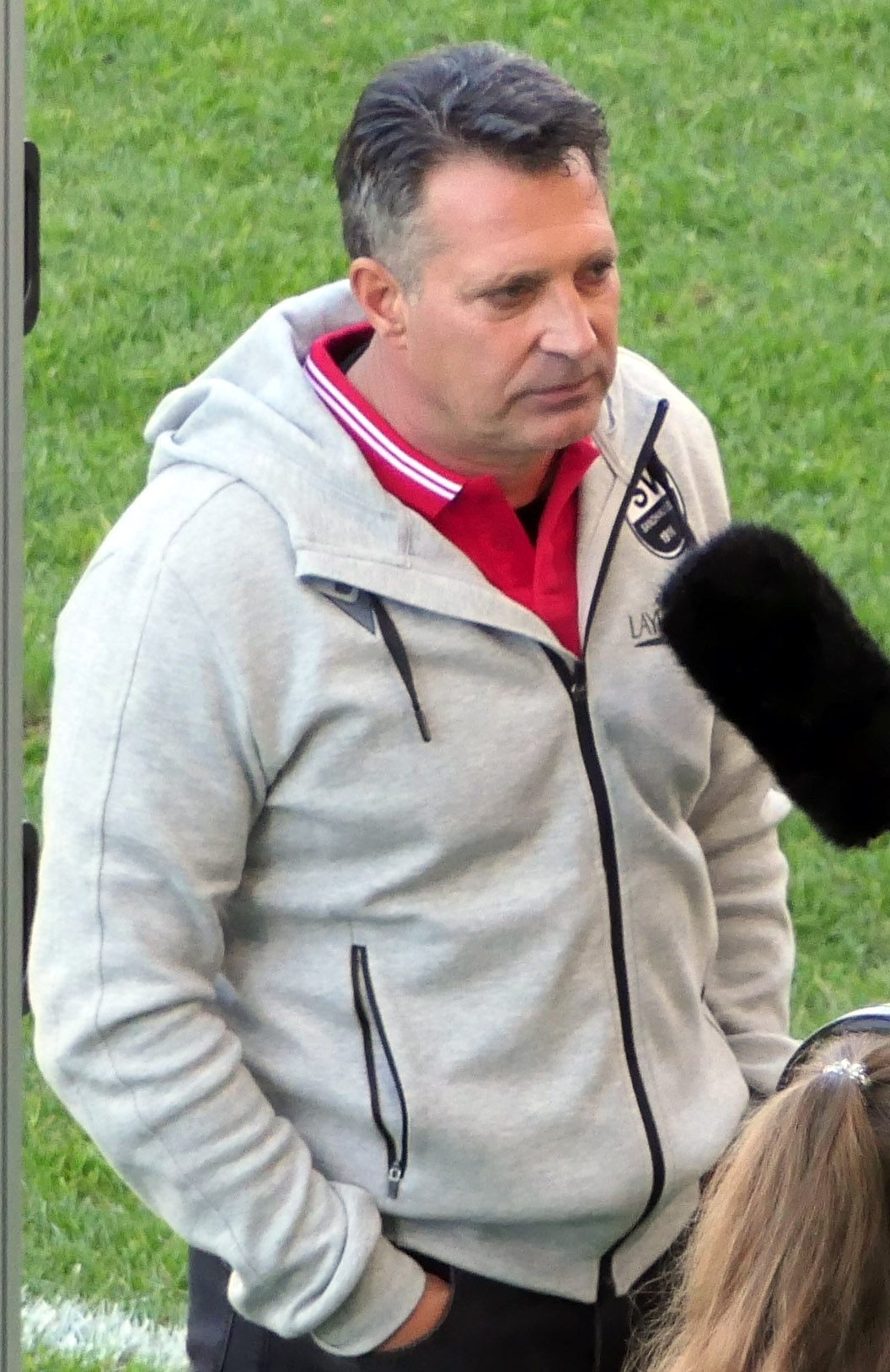
Alois Schwartz (* 1967)

- Schwartz, Anna J. (1915–2012), US-amerikanische Ökonomin
- Schwartz, Anthony (* 2000), US-amerikanischer American-Football-Spieler
- Schwartz, Anton Maria (1852–1929), österreichischer katholischer Priester und Gründer der Kalasantiner, Seliger
- Schwartz, Arthur (1900–1984), US-amerikanischer Komponist
- Schwartz, August (1837–1904), Drucker, Buchhändler und Ansichtskartenerfinder
- Schwartz, Barbara (* 1979), österreichische Tennisspielerin
- Schwartz, Barry (* 1946), US-amerikanischer Psychologe
- Schwartz, Ben (* 1981), US-amerikanischer SchauspielerBen Schwartz (* 1981)

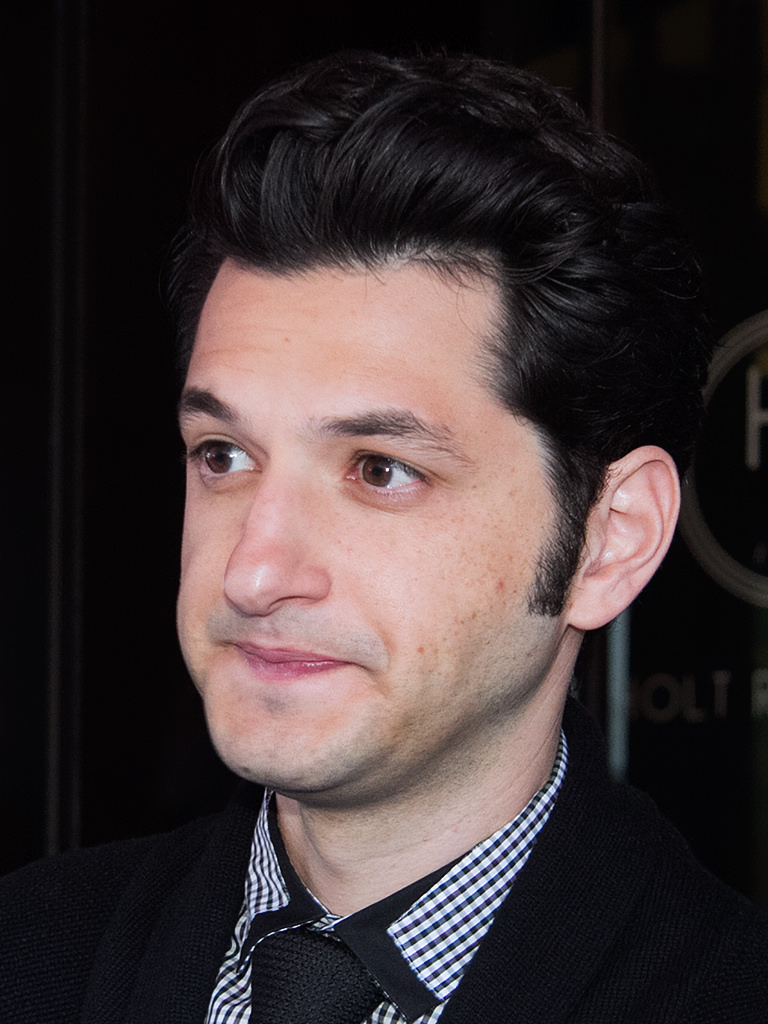
Ben Schwartz (* 1981)

- Schwartz, Benjamin Isadore (1916–1999), amerikanischer Politikwissenschaftler und Sinologe
- Schwartz, Bernard (1917–2003), US-amerikanischer Filmproduzent
- Schwartz, Bobby (* 1956), US-amerikanischer Speedway- und Langbahnfahrer
- Schwartz, Buky (1932–2009), israelischer Bildhauer und Videokünstler
- Schwartz, Caspar († 1647), deutscher Theologe, Pädagoge, Mediziner, Mathematiker und Kalendermacher
- Schwartz, Catharina (* 1837), deutsche Landschaftsmalerin
- Schwartz, Christian (1645–1684), kursächsischer Vizeweinmeister und Maler
- Schwartz, Christian (* 1977), deutsch-amerikanischer Schriftgestalter und Typograf
- Schwartz, Christian Friedrich (1726–1798), deutscher evangelisch-lutherischer Missionar in Indien
- Schwartz, Christian von (1878–1944), deutscher Jurist und Verwaltungsbeamter
- Schwartz, Christoph († 1592), deutscher Maler
- Schwartz, Claudia (* 1963), Schweizer Journalistin und Autorin
- Schwartz, Daniel (* 1955), Schweizer Fotograf
- Schwartz, Daniel (* 1981), US-amerikanischer Manager
- Schwartz, Daniel R. (* 1952), israelisch-US-amerikanischer Historiker und Hochschullehrer
- Schwartz, David J. (* 1970), amerikanischer Autor von Science-Fiction und Fantasy
- Schwartz, Delmore (1913–1966), US-amerikanischer Dichter und Erzähler
- Schwartz, Ebbe (1901–1964), dänischer Sportfunktionär
- Schwartz, Eduard (1858–1940), deutscher klassischer Philologe
- Schwartz, Edward (1906–2005), US-amerikanischer Fotograf
- Schwartz, Ekkehard (1926–2005), deutscher Forstwissenschaftler
- Schwartz, Elek (1908–2000), rumänischer Fußballspieler und -trainerElek Schwartz (1908–2000)

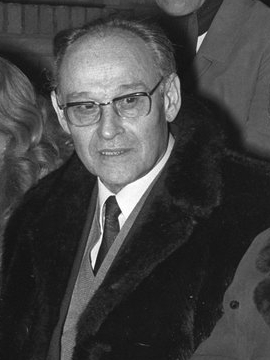
Elek Schwartz (1908–2000)

- Schwartz, Elemér (1890–1962), ungarischer Sprachwissenschaftler und Hochschullehrer
- Schwartz, Eric (* 1976), US-amerikanischer Komponist, Pianist und Musikpädagoge
- Schwartz, Ernst (1883–1932), deutscher Maler und Grafiker
- Schwartz, Erwin (1916–2003), deutscher Pädagoge und Hochschullehrer, Professor für Grundschulpädagogik
- Schwartz, F. Albert (1836–1906), deutscher Fotograf
- Schwartz, Felice (1925–1996), US-amerikanische Autorin, Rechtsanwältin und Feministin
- Schwartz, Ferdinand von (1774–1835), Hamburger Kaufmann und Senator
- Schwartz, Francis (* 1940), US-amerikanischer Komponist
- Schwartz, Franz von (1839–1907), deutscher Verwaltungsjurist in Preußen, Regierungspräsident in Sigmaringen
- Schwartz, Friedrich August (1816–1892), deutscher Politiker
- Schwartz, Friedrich von (1798–1892), preußischer Generalleutnant
- Schwartz, Friedrich Wilhelm (1943–2024), deutscher Gesundheitswissenschaftler, Mediziner und Hochschullehrer
- Schwartz, Georges (1911–1994), französischer Autorennfahrer
- Schwartz, Gesa (* 1980), deutsche Schriftstellerin
- Schwartz, Gustav (1847–1910), deutscher Architekt und Stadtbaumeister von Hildesheim
- Schwartz, Gustav (1860–1909), deutscher Rittergutsbesitzer, Landwirt, Mitglied des Preußischen Abgeordnetenhauses
- Schwartz, Hans (* 1911), deutscher Fußballspieler
- Schwartz, Hans (1913–1991), deutscher Fußballspieler
- Schwartz, Hans-Dieter (1941–2015), deutscher Boxer
- Schwartz, Harald (* 1969), deutscher Rechtsanwalt und Politiker (CSU), MdL
- Schwartz, Heiko (1911–1973), deutscher Wasserballspieler
- Schwartz, Helmut (1937–2007), deutscher Politiker (CDU), MdL
- Schwartz, Henry H. (1869–1955), US-amerikanischer Politiker
- Schwartz, Herman M. (* 1958), US-amerikanischer Politikwissenschaftler
- Schwartz, Hermann (1821–1890), deutscher Gynäkologe und Hochschullehrer
- Schwartz, Hermann (1856–1919), deutscher Jurist und Gerichtspräsident
- Schwartz, Hermann (1902–1953), deutscher Radsportfunktionär
- Schwartz, Howard (1919–1990), US-amerikanischer Kameramann
- Schwartz, Hubertus (1883–1966), deutscher Jurist und Politiker
- Schwartz, Isadore (1900–1988), US-amerikanischer Boxer im Fliegengewicht
- Schwartz, Ise (* 1942), deutsche Künstlerin
- Schwartz, Jacob T. (1930–2009), US-amerikanischer Mathematiker
- Schwartz, Jacques-Fernand (1889–1960), französischer Berufssoldat
- Schwartz, Jaden (* 1992), kanadischer Eishockeyspieler
- Schwartz, Jean (1878–1956), US-amerikanischer Songwriter
- Schwartz, Jeffrey H. (* 1948), US-amerikanischer Paläoanthropologe
- Schwartz, Jeremias († 1621), deutscher Bildhauer
- Schwartz, Jim (* 1966), US-amerikanischer American-Football-Trainer
- Schwartz, Joachimus (1686–1759), deutscher Rechtswissenschaftler
- Schwartz, Joe (1913–2013), US-amerikanischer Fotograf
- Schwartz, Johann Christian August (1756–1814), deutscher Maler
- Schwartz, Johann Christoph (1722–1804), deutschbaltischer Rechtsgelehrter und Diplomatiker, Bürgermeister von Riga
- Schwartz, Johann Heinrich (* 1653), deutscher Maler
- Schwartz, Johann Peter (1721–1781), deutscher evangelischer Theologe
- Schwartz, John (1793–1860), US-amerikanischer Politiker
- Schwartz, Jonathan I. (* 1965), US-amerikanischer Manager; Chief Executive Officer von Sun Microsystems
- Schwartz, Joseph (* 1957), Schweizer Bauingenieur und Universitätsprofessor
- Schwartz, Josh (* 1976), US-amerikanischer Fernsehproduzent und DrehbuchautorJosh Schwartz (* 1976)

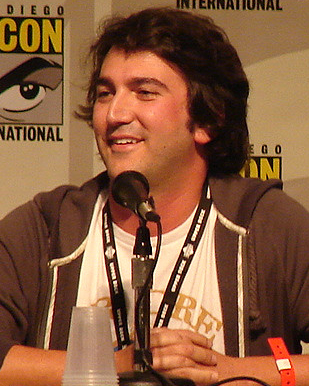
Josh Schwartz (* 1976)

- Schwartz, Josua (1632–1709), deutscher Theologe und Generalsuperintendent
- Schwartz, Julie (* 1960), US-amerikanische Rabbinerin, Militärseelsorgerin in der US Navy
- Schwartz, Julius (1915–2004), US-amerikanischer Verleger
- Schwartz, Julius August von (1811–1883), preußischer Generalleutnant, Inspekteur der 2. Artillerie-Inspektion
- Schwartz, Karl (1809–1885), deutscher Gymnasialdirektor und Historiker
- Schwartz, Karl August von (1715–1791), preußischer Generalleutnant, Chef des Infanterieregiments Nr. 49, Gouverneur von Neisse
- Schwartz, Karl von (1847–1923), deutscher lutherischer Theologe und Direktor der Leipziger Mission
- Schwartz, Karl von (1872–1947), deutscher Rittergutsbesitzer und Hofbeamter
- Schwartz, Karl von (1873–1943), deutscher lutherischer Pfarrer und Domprediger
- Schwartz, Ladis (1920–1991), rumänisch-deutscher Bildhauer
- Schwartz, Laurent (1915–2002), französischer Mathematiker, Fields-MedaillenträgerLaurent Schwartz (1915–2002)

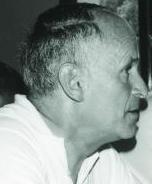
Laurent Schwartz (1915–2002)

- Schwartz, Leslie (1930–2020), ungarisch-amerikanischer Überlebender des Holocaust
- Schwartz, Lillian (1927–2024), US-amerikanische Künstlerin, Pionierin der Computerkunst
- Schwartz, Lionel (* 1953), französischer Mathematiker
- Schwartz, Ludwig (1785–1864), deutscher Unternehmer
- Schwartz, Lynne Sharon (* 1939), US-amerikanische Schriftstellerin
- Schwartz, Madalena (1921–1993), jüdische ungarisch-brasilianischer Fotografin
- Schwartz, Malene (* 1936), dänische Schauspielerin
- Schwartz, Manuela (* 1964), deutsche Musikwissenschaftlerin
- Schwartz, Marie Espérance von (1818–1899), britische Reiseschriftstellerin, Freundin und Biografin Garibaldis
- Schwartz, Marie Sophie (1819–1894), schwedische Autorin
- Schwartz, Marie-Hélène (1913–2013), französische Mathematikerin
- Schwartz, Martha (1892–1939), Schweizer Widerstandshelferin
- Schwartz, Martha (* 1950), US-amerikanische Landschaftsarchitektin und Hochschullehrerin
- Schwartz, Martin († 1487), deutscher Söldnerführer
- Schwartz, Maurice (1889–1960), jüdisch-amerikanischer Schauspieler und Theaterproduzent
- Schwartz, Melvin (1932–2006), US-amerikanischer Physiker
- Schwartz, Michael (* 1963), deutscher Historiker
- Schwartz, Mitchell (* 1989), US-amerikanischer American-Football-Spieler
- Schwartz, Moritz Wilhelm Paul (1864–1919), evangelisch-lutherischer Pastor, Märtyrer in Estland
- Schwartz, Morrie (1916–1995), US-amerikanischer Soziologe
- Schwartz, Noah (* 1983), US-amerikanischer Pokerspieler
- Schwartz, Norman (1927–1995), amerikanischer Konzertveranstalter und Musikproduzent
- Schwartz, Norton A. (* 1951), US-amerikanischer Pilot, General, Kommandeur des US Transportation Command
- Schwartz, Oliver (* 1968), deutscher Autor, Podcaster, Vortragsredner und Kommunikationsberater
- Schwartz, Olivier (* 1963), französischer Comiczeichner
- Schwartz, Oskar (1886–1943), deutscher Offizier, zuletzt Generalmajor im Zweiten Weltkrieg
- Schwartz, Paul (1878–1945), deutscher römisch-katholischer Geistlicher und Märtyrer
- Schwartz, Paul (1904–1963), deutscher Politiker (KPD), MdR
- Schwartz, Paul (* 1956), US-amerikanischer Musikproduzent, Komponist, Arrangeur, Dirigent und Pianist
- Schwartz, Pedro (* 1935), spanischer Politiker, Rechtswissenschaftler, Ökonom und Hochschullehrer
- Schwartz, Pepper (* 1945), US-amerikanische Soziologin
- Schwartz, Perry (1915–2001), US-amerikanischer American-Football-Spieler
- Schwartz, Peter (* 1949), US-amerikanischer Journalist
- Schwartz, Philipp († 1747), deutscher Tabakhändler und Bürgermeister der Pfälzer Kolonie Magdeburg
- Schwartz, Philipp (1894–1977), österreichischer Pathologe
- Schwartz, Rainer (1915–1995), deutscher Offizier, zuletzt Generalmajor der Bundeswehr
- Schwartz, Rainer (* 1983), deutscher Fußballtorhüter
- Schwartz, Randal L. (* 1961), US-amerikanischer Systemadministrator und beratender Programmierer
- Schwartz, Raymond (1894–1973), französischer Esperantoschriftsteller und Bankdirektor
- Schwartz, Reinhold (1880–1967), österreichischer Arzt, Naturheil- und Fastenpionier
- Schwartz, Richard, US-amerikanischer Ingenieur
- Schwartz, Richard (* 1958), deutscher Schriftsteller
- Schwartz, Richard C. (* 1949), amerikanischer systemischer Familientherapeut, Universitätsdozent und Autor
- Schwartz, Richard Evan (* 1966), US-amerikanischer Mathematiker
- Schwartz, Rolf Dietrich (1940–2019), deutscher Journalist
- Schwartz, Ronnie (* 1989), dänischer Fußballspieler
- Schwartz, Rudolf (1859–1935), deutscher Musikwissenschaftler und Bibliothekar
- Schwartz, Rylan (* 1990), deutsch-kanadischer Eishockeyspieler
- Schwartz, Scott (* 1968), US-amerikanischer Schauspieler und Filmregisseur
- Schwartz, Scott L. (1959–2024), US-amerikanischer Schauspieler, Stuntman, Regisseur, Drehbuchautor und ProduzentScott L. Schwartz (1959–2024)

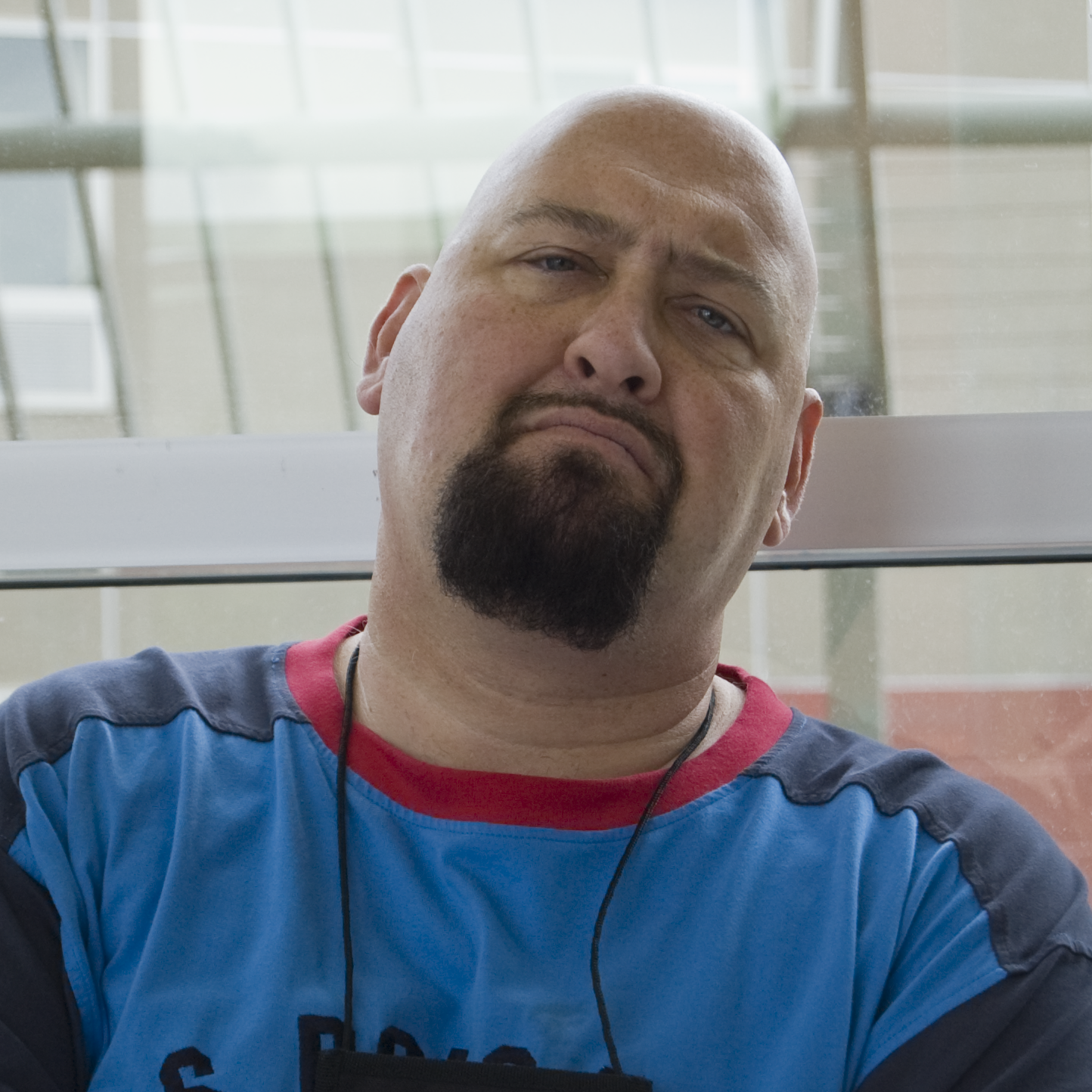
Scott L. Schwartz (1959–2024)

- Schwartz, Seth (* 1959), US-amerikanischer Althistoriker und Inhaber der Lucius N. Littauer Professur für Jüdische Zivilisation der Columbia University
- Schwartz, Shalom H., US-amerikanisch-israelischer Sozialpsychologe
- Schwartz, Sherwood (1916–2011), US-amerikanischer Fernsehproduzent und Drehbuchautor
- Schwartz, Simon (* 1982), deutscher Comiczeichner und -autor
- Schwartz, Sophia (* 1990), US-amerikanische Freestyle-Skisportlerin
- Schwartz, Stefan (1851–1924), österreichischer Bildhauer und Medailleur
- Schwartz, Stephan (* 1951), deutscher Schauspieler und Synchronsprecher
- Schwartz, Stephen (1942–2020), amerikanischer Pathologe
- Schwartz, Stephen (* 1948), US-amerikanischer KomponistStephen Schwartz (* 1948)

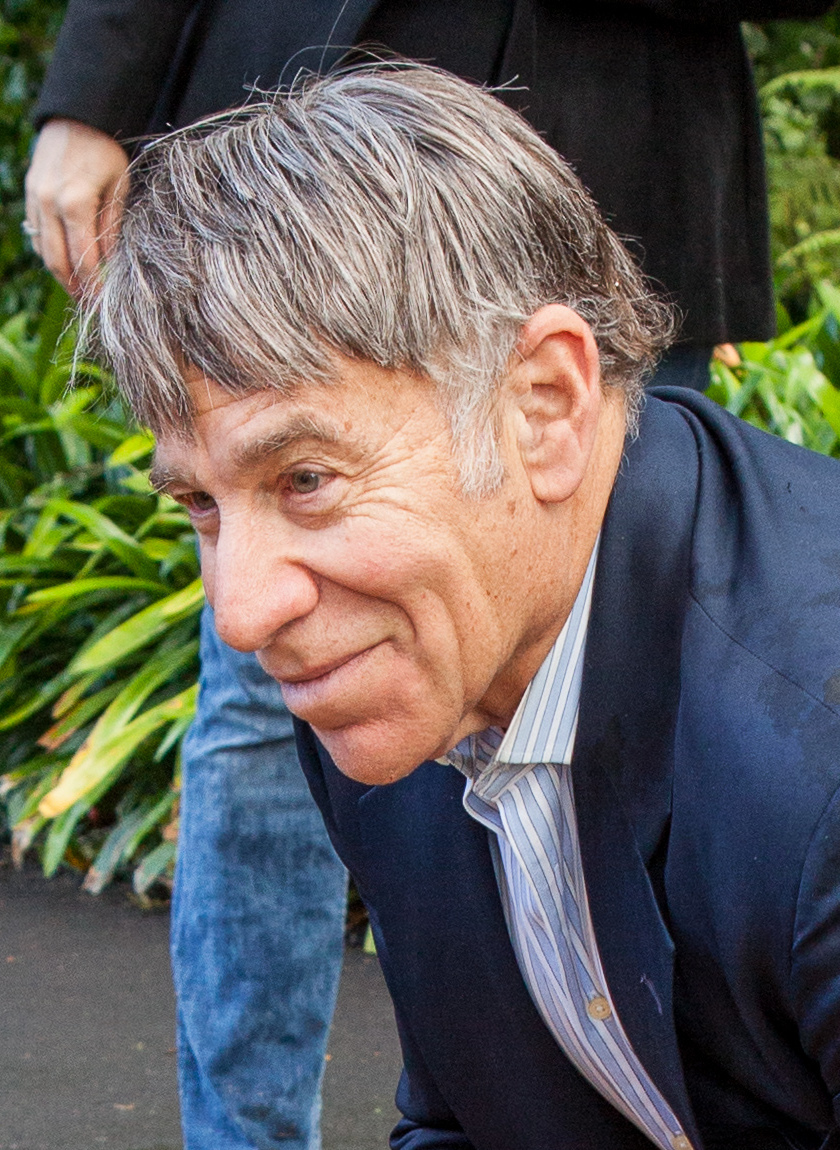
Stephen Schwartz (* 1948)

- Schwartz, Theodor (1810–1876), deutscher Verwaltungs- und Ministerialbeamter und Parlamentarier des Fürstentums Schwarzburg-Rudolstadt
- Schwartz, Theodor (1841–1922), deutscher Gewerkschafter und Politiker (SPD), MdR
- Schwartz, Theodor Karl (1813–1892), preußischer Generalmajor
- Schwartz, Thomas (* 1964), deutscher katholischer Geistlicher und Theologe
- Schwartz, Thomas A. (* 1945), US-amerikanischer Offizier, Generalleutnant der US-Army
- Schwartz, Thornell (1927–1977), US-amerikanischer Jazzgitarrist
- Schwartz, Tim (* 1987), deutscher Basketballspieler
- Schwartz, Tobias (* 1976), deutscher Schriftsteller
- Schwartz, Tony (1923–2008), US-amerikanischer Werbefachmann
- Schwartz, Tony (* 1952), US-amerikanischer Journalist
- Schwartz, Vanessa, chilenisch-kanadische Animatorin
- Schwartz, Wilhelm (1821–1899), deutscher Philologe, Sagensammler und Schriftsteller
- Schwartz, Wilhelm (1896–1987), deutscher Mikrobiologe und Hochschullehrer
- Schwartz, Wolfgang († 1914), deutscher Offizier und Resident in Adamaua
- Schwartz-Bostunitsch, Gregor (* 1883), deutscher Autor, SS-Standartenführer und völkischer Esoteriker
- Schwartz-Uppendieck, Sirka (* 1965), deutsche Kirchenmusikerin, Organistin und Pianistin
- Schwartzbard, Scholom (1886–1938), ukrainisch-jüdischer Dichter, Publizist und AnarchistScholom Schwartzbard (1886–1938)

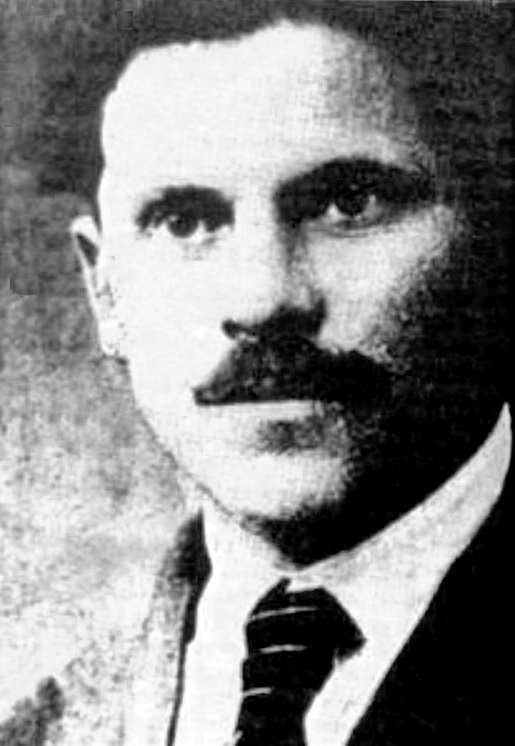
Scholom Schwartzbard (1886–1938)

- Schwartzbrod, Alexandra (* 1960), französische Journalistin und Schriftstellerin
- Schwartze, Andreas (* 1956), deutscher Rechtswissenschaftler
- Schwartze, Emil (1888–1950), deutscher Gymnasiallehrer
- Schwartze, Erich Wilhelm Edmund (1810–1885), deutscher Richter und Politiker
- Schwartze, George Washington (1857–1909), niederländischer Maler und Zeichner
- Schwartze, Georgine (1854–1935), niederländische Bildhauerin
- Schwartze, Gotthilf Wilhelm (1787–1855), deutscher Mediziner und Universitätsprofessor
- Schwartze, Heinrich (1903–1970), deutscher evangelisch-lutherischer Geistlicher und Politiker (SPD, SED)
- Schwartze, Hermann (1837–1910), deutscher Hals-Nasen-Ohren-Arzt
- Schwartze, Johann Georg (1814–1874), niederländischer Porträt-, Landschafts- und Genremaler
- Schwartze, Moritz Gotthilf (1802–1848), Religionsgeschichtler und Erforscher der koptischen Sprache und Literatur
- Schwartze, Peter (* 1931), deutscher Arzt
- Schwartze, Stefan (* 1966), deutscher Jurist
- Schwartze, Stefan (* 1974), deutscher Politiker (SPD), MdB
- Schwartze, Thérèse (1851–1918), niederländische Porträtmalerin
- Schwartzel, Charl (* 1984), südafrikanischer Golfer
- Schwärtzel, Heinz (* 1936), deutscher Mathematiker und Informatiker
- Schwartzenau, Erwin (1858–1926), österreichischer Beamter, Statthalter und Minister
- Schwartzenau, Joachim Ludwig von (1713–1787), hessisch-preußischer WGR, Diplomat und Minister
- Schwartzenberg, Bertha thoe (1891–1993), niederländische Bildhauerin
- Schwartzenberg, Caspar von († 1661), deutscher Schöffe und Bürgermeister der Freien Reichsstadt Aachen
- Schwartzenberg, Melchior von (1613–1664), deutscher Schöffe und Bürgermeister der Freien Reichsstadt Aachen
- Schwartzenberg, Roger-Gérard (* 1943), französischer Politiker (PRG)
- Schwartzenfels, Anton Ludwig von (1678–1725), sachsen-gothaischer Geheimer Rat, Kammerdirektor und Kreishauptmann zu Altenburg
- Schwartzkopf, Karl-Aage (1920–2009), schwedischer Schriftsteller von Kinder- und Jugendliteratur
- Schwartzkopff, Ernst (1852–1904), deutscher Architekt
- Schwartzkopff, Günter (1898–1940), deutscher Generalmajor
- Schwartzkopff, Johann (1596–1658), Jurist und Kanzler in Wolfenbüttel
- Schwartzkopff, Johann (1918–1995), deutscher Zoologe und Sinnesphysiologe
- Schwartzkopff, Johannes (1889–1968), deutscher evangelischer Geistlicher und Förderer des Werkes von Ernst Barlach
- Schwartzkopff, Louis (1825–1892), deutscher UnternehmerLouis Schwartzkopff (1825–1892)

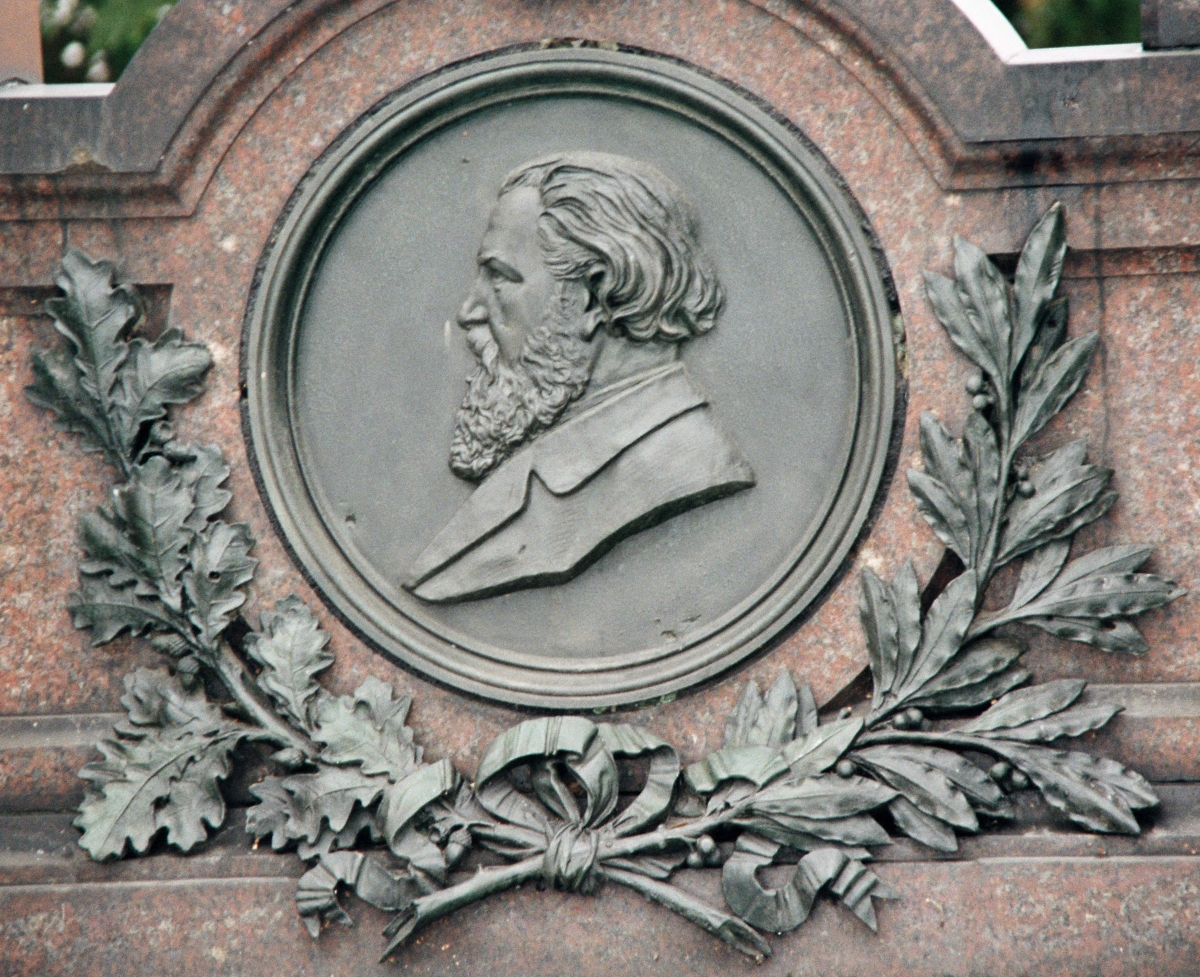
Louis Schwartzkopff (1825–1892)

- Schwartzkopff, Philipp (1858–1914), deutscher Verwaltungsjurist, preußischer Regierungsbeamter, Oberpräsident der Provinz Posen
- Schwartzkopff, Wolfgang (1886–1943), deutscher Bildhauer
- Schwartzkoppen, Eduard von (1903–1978), deutscher Jurist und Bankier
- Schwartzkoppen, Emil von (1810–1878), preußischer General der Infanterie
- Schwartzkoppen, Erich von (1870–1919), preußischer Offizier, Kammerherr und Hofmarschall
- Schwartzkoppen, Friedrich von (1819–1897), deutscher Politiker (NLP) und Publizist, MdHdA
- Schwartzkoppen, Friedrich Wilhelm von (1874–1933), preußischer Offizier und als Oberst a. D. militärischer Leiter der Zentrale des Selbstschutzes Oberschlesien
- Schwartzkoppen, Luise von (1902–1986), deutsche Juristin und Bibliothekarin
- Schwartzkoppen, Maximilian von (1850–1917), preußischer General der Infanterie sowie Militärattaché
- Schwartzlin-Berberat, Constance (1845–1911), Schweizer Künstlerin der Art Brut
- Schwartzman, Aaron (1908–2013), argentinischer Schachspieler
- Schwartzman, Arnold (* 1936), britischer Dokumentarfilmer (Regisseur, Produzent, Drehbuchautor)
- Schwartzman, Diego (* 1992), argentinischer Tennisspieler
- Schwartzman, Dov (1921–2011), russisch-amerikanischer ultraorthodoxer Rabbiner
- Schwartzman, Jason (* 1980), US-amerikanischer Musiker und SchauspielerJason Schwartzman (* 1980)

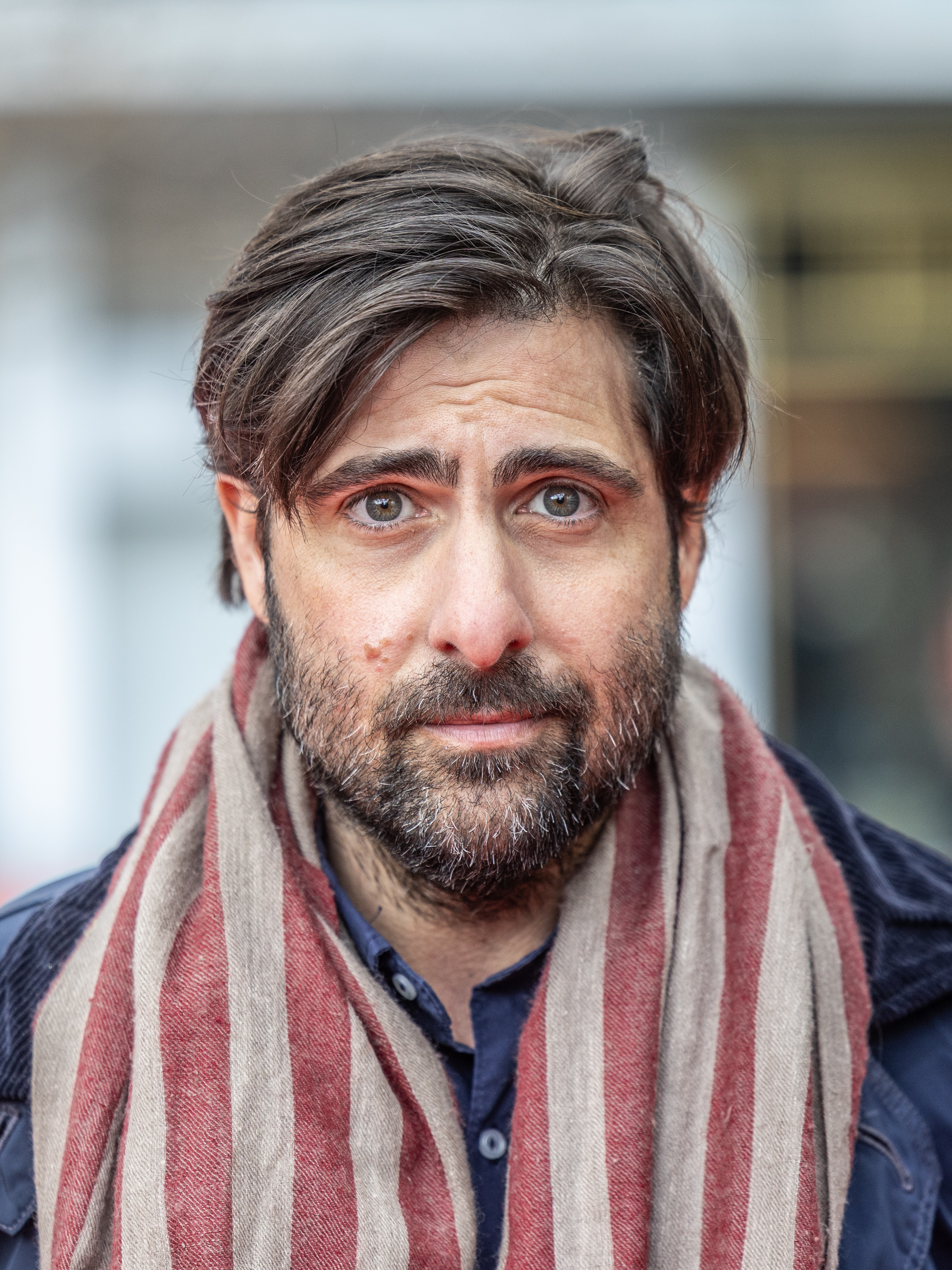
Jason Schwartzman (* 1980)

- Schwartzman, John (* 1960), US-amerikanischer Kameramann
- Schwartzman, Robert Coppola (* 1982), US-amerikanischer Schauspieler, Sänger und Songwriter
- Schwartzmann, Paulette, französisch-argentinische Schachspielerin

### Schwarw
- Schwarwel (* 1968), deutscher Grafiker, Illustrator, Comiczeichner, Regisseur und Art-Direktor

### Schwary
- Schwary, Ronald L. (1944–2020), US-amerikanischer Filmproduzent

### Schwarz

#### Schwarz F
- Schwarz Ferdl (* 1937), deutscher Volksmusiksänger, Jodler, Gitarrist, Texter und Komponist

#### Schwarz V
- Schwarz van Berk, Hans (1902–1973), deutscher Journalist und Nationalsozialist

#### Schwarz, A – Schwarz, Z

##### Schwarz, A
- Schwarz, Aaron Sky (* 2004), österreichischer Fußballspieler
- Schwarz, Adam (* 1990), Schweizer Schriftsteller
- Schwarz, Adolf (1836–1910), österreich-ungarischer Schachspieler
- Schwarz, Adolf (1846–1931), Rabbiner und Publizist
- Schwarz, Adolf (1855–1913), deutsch-böhmischer Bildhauer
- Schwarz, Adolf (1868–1926), österreichischer Maler
- Schwarz, Adolf (* 1871), deutscher Bankangestellter und NS-Opfer
- Schwarz, Adolf (1883–1932), deutscher Politiker (USPD, SPD), MdR
- Schwarz, Adolf (1906–1996), deutscher Arbeiteresperantist
- Schwarz, Adolf Heinrich Friedrich (* 1812), deutscher Arzt und 1848/50 Mitglied der Mecklenburgischen Abgeordnetenversammlung
- Schwarz, Adolf von (1807–1872), österreichischer Statistiker, Jurist und Autor
- Schwarz, Aenne (* 1983), deutsche SchauspielerinAenne Schwarz (* 1983)

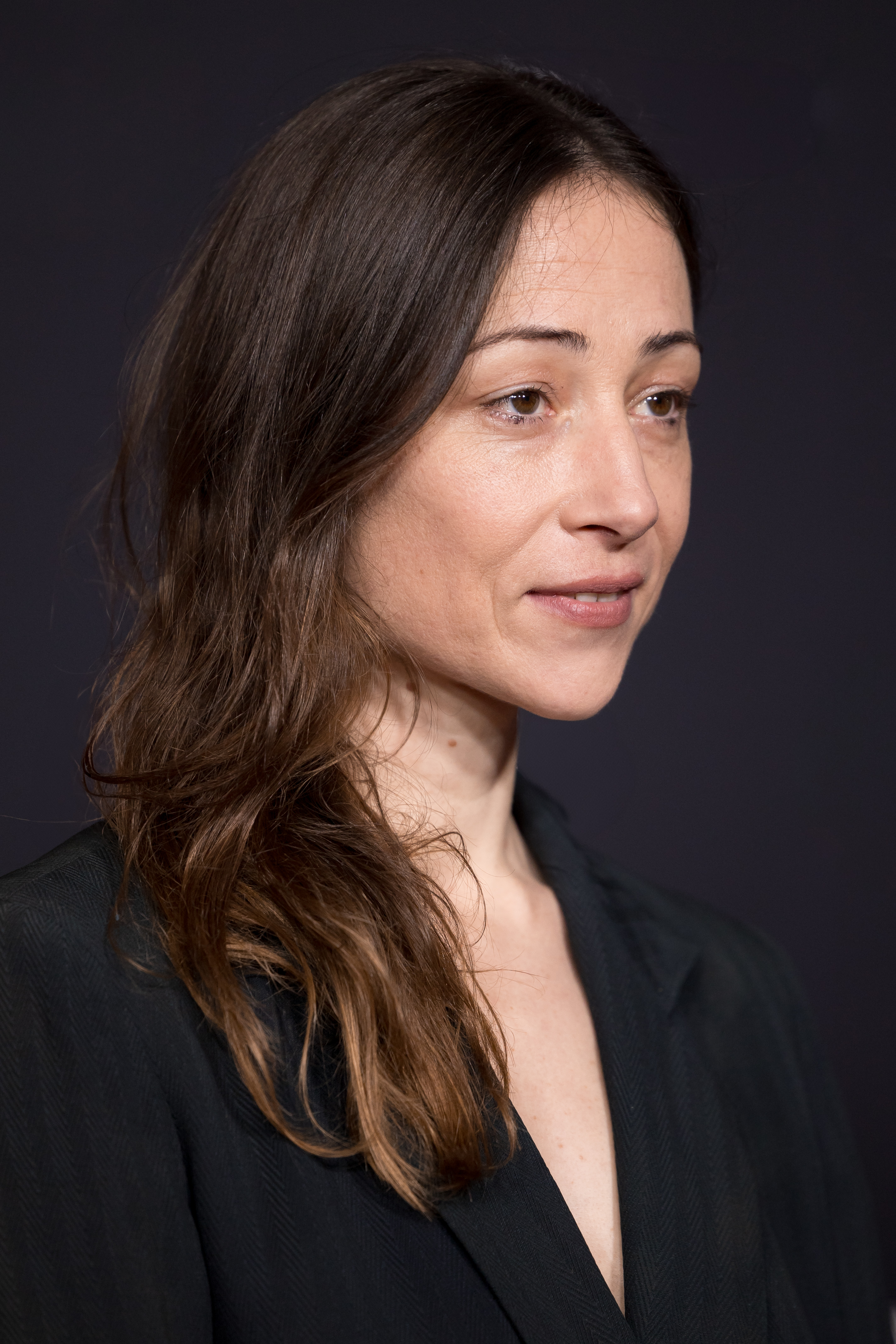
Aenne Schwarz (* 1983)

- Schwarz, Albert (1859–1921), deutscher Mundartdichter
- Schwarz, Albert (1876–1929), deutscher Politiker
- Schwarz, Albert (1895–1977), deutscher Maler, Grafiker und Plastiker
- Schwarz, Albert (1906–1996), deutscher Historiker
- Schwarz, Albert (1927–2005), deutscher Landrat
- Schwarz, Albert (* 1934), russischer Mathematiker
- Schwarz, Albert Gustav (* 1833), deutscher Landschafts- und Genremaler
- Schwarz, Alberto (* 1951), deutscher Denkmalpfleger und Autor
- Schwarz, Albuin (* 1969), österreichischer Triathlet und Duathlet
- Schwarz, Alexander (* 1954), deutscher Fußballspieler
- Schwarz, Alexander H. (* 1957), deutscher Buchautor
- Schwarz, Alf (1935–2015), kanadischer Soziologie, Afrikaforscher und Hochschullehrer
- Schwarz, Alfons (1921–1995), deutscher Politiker (CDU), MdL
- Schwarz, Alfons (* 1954), deutscher Leichtathlet
- Schwarz, Alfred (1867–1951), deutscher Kunstmaler
- Schwarz, Alfred (1904–1988), Geschäftsmann und Nachrichtendienstler
- Schwarz, Alois (1854–1928), mährischer Lehrer und Chemiker
- Schwarz, Alois (* 1952), österreichischer Geistlicher, katholischer Bischof von St. PöltenAlois Schwarz (* 1952)

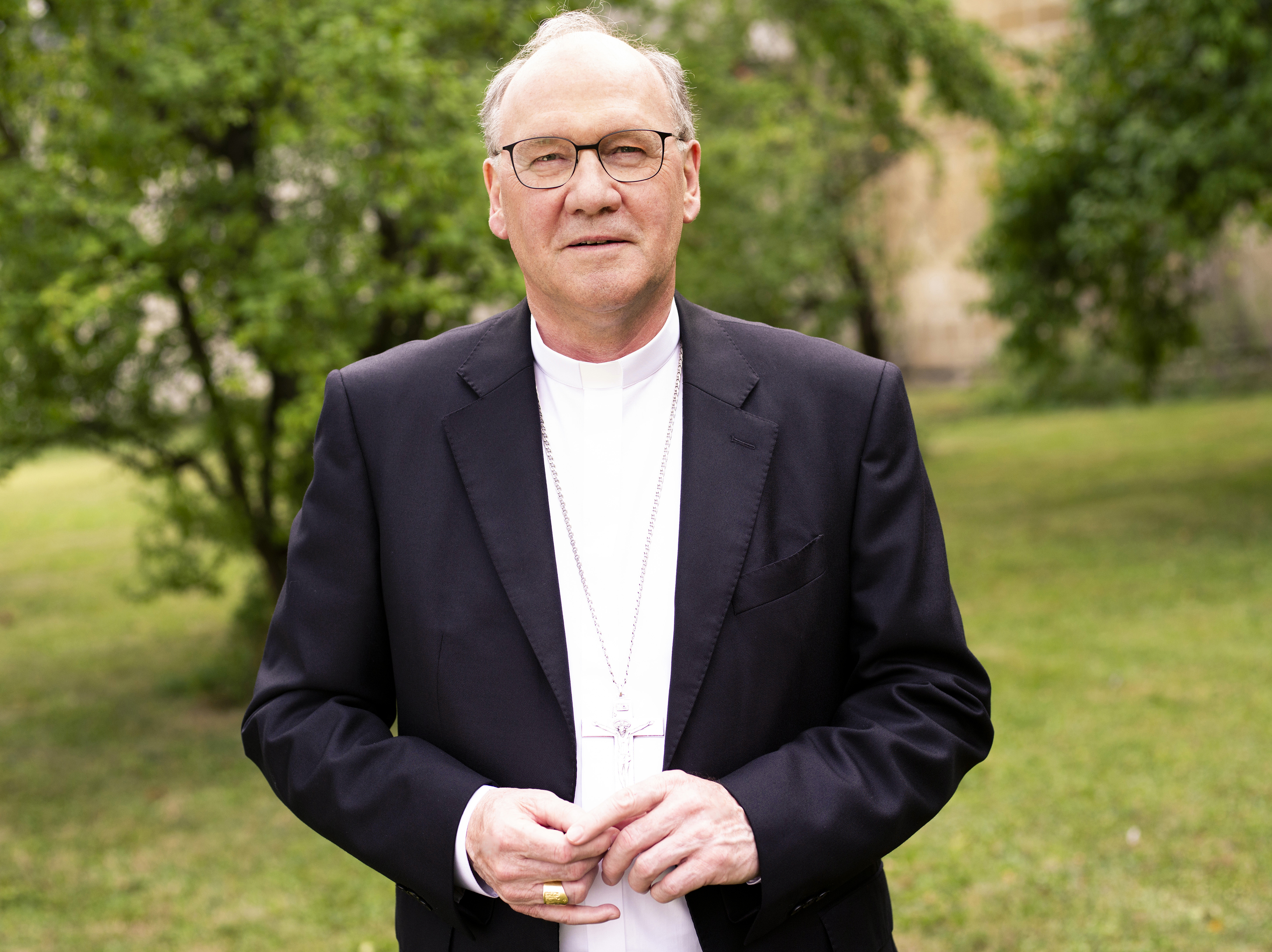
Alois Schwarz (* 1952)

- Schwarz, Alois (1965–1999), österreichischer Skilangläufer
- Schwarz, Anatolij (* 1951), deutscher Dichter, Schriftsteller, Dramatiker und Publizist
- Schwarz, André, deutscher Sportschütze
- Schwarz, Andrea (* 1955), deutsche Autorin spiritueller Bücher und Referentin
- Schwarz, Andrea (* 1957), deutsche Politikerin (Bündnis 90/Die Grünen), MdL
- Schwarz, Andreas († 1734), österreichischer Orgelbauer
- Schwarz, Andreas (1869–1955), deutscher Binnenschiffer und Abgeordneter
- Schwarz, Andreas (* 1965), deutscher Politiker (SPD), MdB
- Schwarz, Andreas (* 1979), deutscher Politiker (Bündnis 90/Die Grünen), MdL
- Schwarz, Andreas Bertalan (1886–1953), deutscher Rechtswissenschaftler
- Schwarz, Andreas Gottlob (1743–1806), deutscher Komponist und Fagottist
- Schwarz, Anja, deutsche Kulturwissenschaftlerin und Hochschullehrerin
- Schwarz, Annelies (* 1938), deutsche Pädagogin und Schriftstellerin
- Schwarz, Annette (1962–2020), deutsche Politikerin (CDU), MdL
- Schwarz, Annette (* 1984), deutsche Pornodarstellerin und FetischmodelAnnette Schwarz (* 1984)

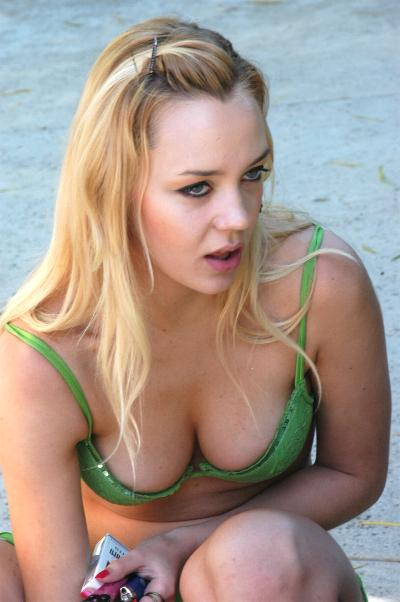
Annette Schwarz (* 1984)

- Schwarz, Anton (1853–1905), deutsch-böhmischer Bildhauer
- Schwarz, Anton (1858–1931), deutscher Komponist und Musikpädagoge
- Schwarz, Anton (1872–1946), österreichischer Politiker (CSP), Landtagsabgeordneter, Mitglied des Bundesrates
- Schwarz, Armin (* 1963), deutscher Rallyefahrer
- Schwarz, Armin (* 1968), deutscher Politiker (CDU), MdL
- Schwarz, Arno (* 1996), österreichischer American-Football-Spieler
- Schwarz, Arthur Zacharias (1880–1939), österreichischer Rabbiner und Kodikologe (Handschriftenkundler)
- Schwarz, Artur (1890–1957), deutscher Filmarchitekt
- Schwarz, Arturo (1924–2021), italienischer Autor, Kurator, Sammler und Kunsthändler
- Schwarz, Asad (* 1963), deutscher Schauspieler und SynchronsprecherAsad Schwarz (* 1963)

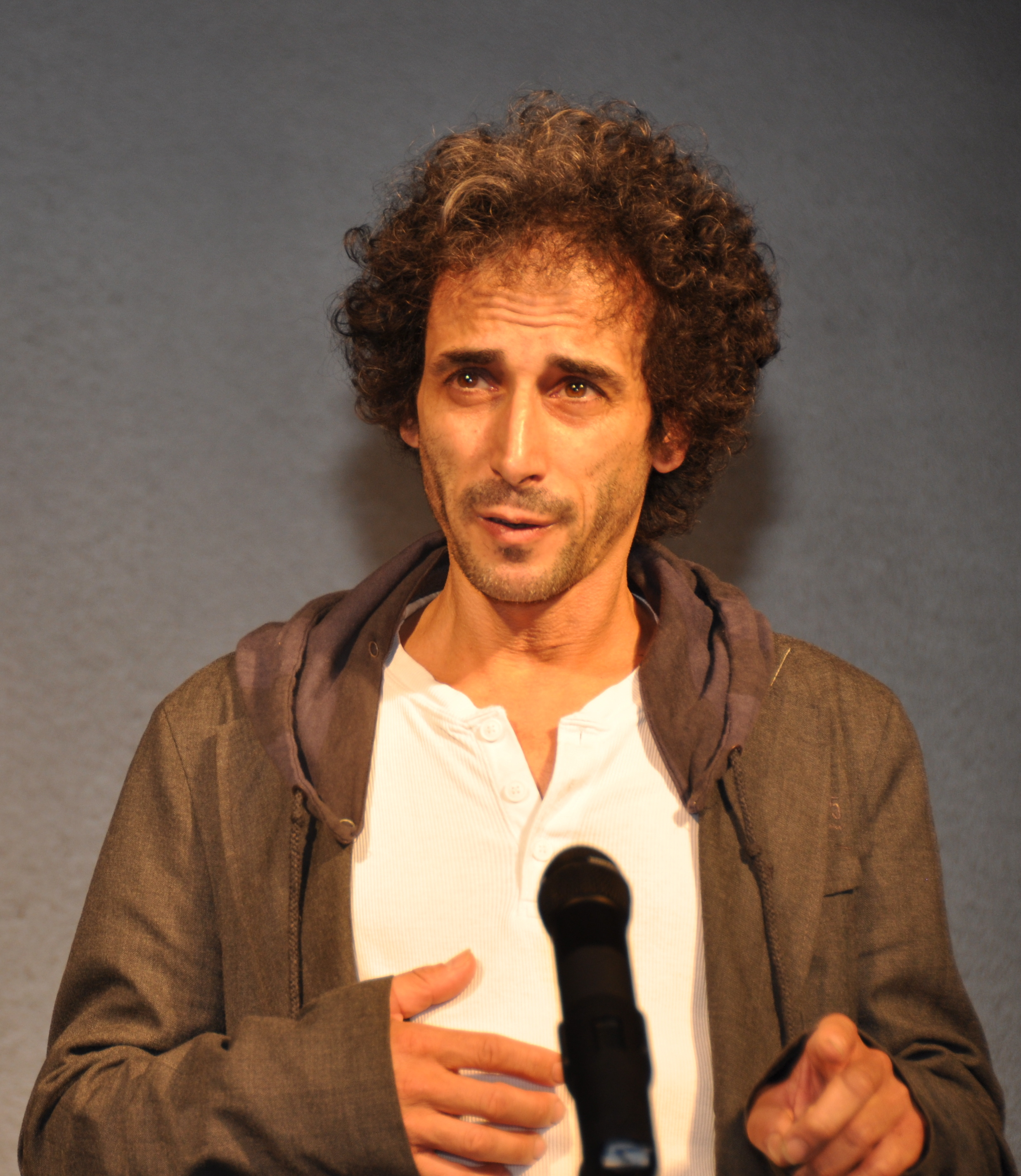
Asad Schwarz (* 1963)

- Schwarz, Astrid (* 1963), Technik- und Umweltphilosophin
- Schwarz, August Friedrich (1852–1915), deutscher Botaniker

##### Schwarz, B
- Schwarz, Balduin (1902–1993), deutscher Philosoph
- Schwarz, Barbara (* 1959), österreichische Politikerin (ÖVP)
- Schwarz, Bärbel (* 1978), deutsche Schauspielerin, Musikerin und Performerin
- Schwarz, Ben (* 1976), deutscher Politiker (SPD)
- Schwarz, Benjamin (* 1937), deutscher Übersetzer
- Schwarz, Benjamin (* 1986), deutscher Fußballspieler
- Schwarz, Benoît (* 1991), Schweizer Curler
- Schwarz, Berit (* 1967), deutsche Moderatorin und Autorin
- Schwarz, Bernhard (1844–1901), deutscher Pfarrer und Afrikaforscher
- Schwarz, Bernhard (1897–1971), deutscher Veterinärmediziner
- Schwarz, Bernhard (* 1954), deutscher Ingenieur und Hochschullehrer
- Schwarz, Berthold, deutscher Ordensmann und AlchemistBerthold Schwarz

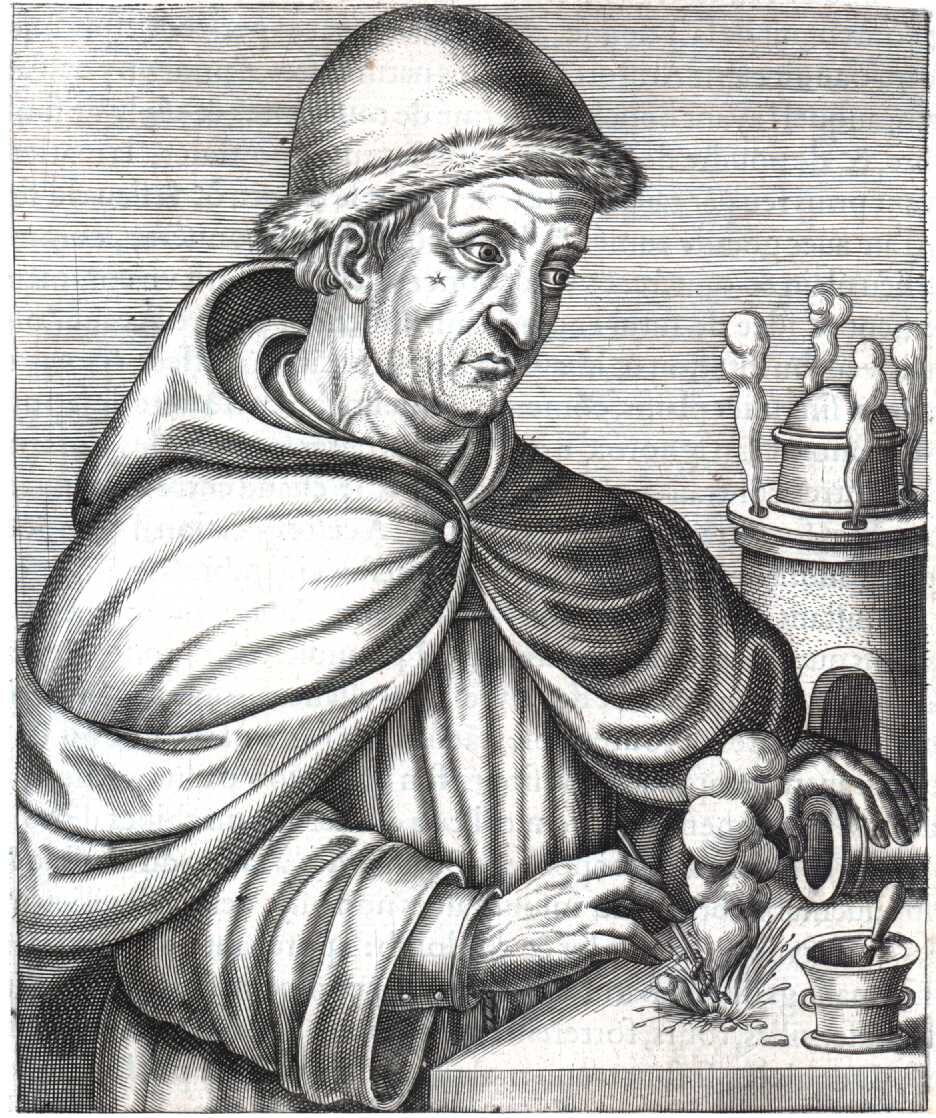
Berthold Schwarz

- Schwarz, Bettina (* 1982), österreichische Film- und Theaterschauspielerin
- Schwarz, Birgit (* 1956), deutsche Kunsthistorikerin
- Schwarz, Birgit (* 1968), österreichische Fernsehjournalistin
- Schwarz, Boris (1906–1983), US-amerikanischer Geiger und Musikwissenschaftler
- Schwarz, Bram (* 1998), niederländischer Ruderer
- Schwarz, Brigide (1940–2019), deutsche Mittelalterhistorikerin
- Schwarz, Brigitte (* 1960), österreichische Politikerin (SPÖ), Bürgermeisterin von Kapfenberg
- Schwarz, Büke (* 1988), deutsche Comic-Künstlerin

##### Schwarz, C
- Schwarz, Carl (1796–1885), Mitglied des kurhessischen Landtags
- Schwarz, Carl Benjamin (1757–1813), deutscher Zeichner, Kupferstecher und Maler
- Schwarz, Carl von (1817–1898), österreichischer Bauunternehmer
- Schwarz, Carlo (* 1980), deutscher American-Football-Spieler
- Schwarz, Caroline (* 1954), deutsche Politikerin (CDU), MdL
- Schwarz, Caspar (1789–1828), württembergischer Verwaltungsbeamter
- Schwarz, Cécile (1927–2014), Schweizer Logopädin und Hochschullehrerin
- Schwarz, Charline (* 2001), deutsche Bogenschützin
- Schwarz, Christian (1581–1648), Bürgermeister von Greifswald, Landrat
- Schwarz, Christian (1610–1679), Bürgermeister von Stralsund, Landrat in Schwedisch-Pommern
- Schwarz, Christian (* 1960), deutscher Autor
- Schwarz, Christian (* 1988), italienischer Naturbahnrodler
- Schwarz, Christian (* 1988), deutscher Handballspieler
- Schwarz, Christian A. (* 1960), deutscher evangelischer Theologe und Publizist für natürliche GemeindeentwicklungChristian A. Schwarz (* 1960)

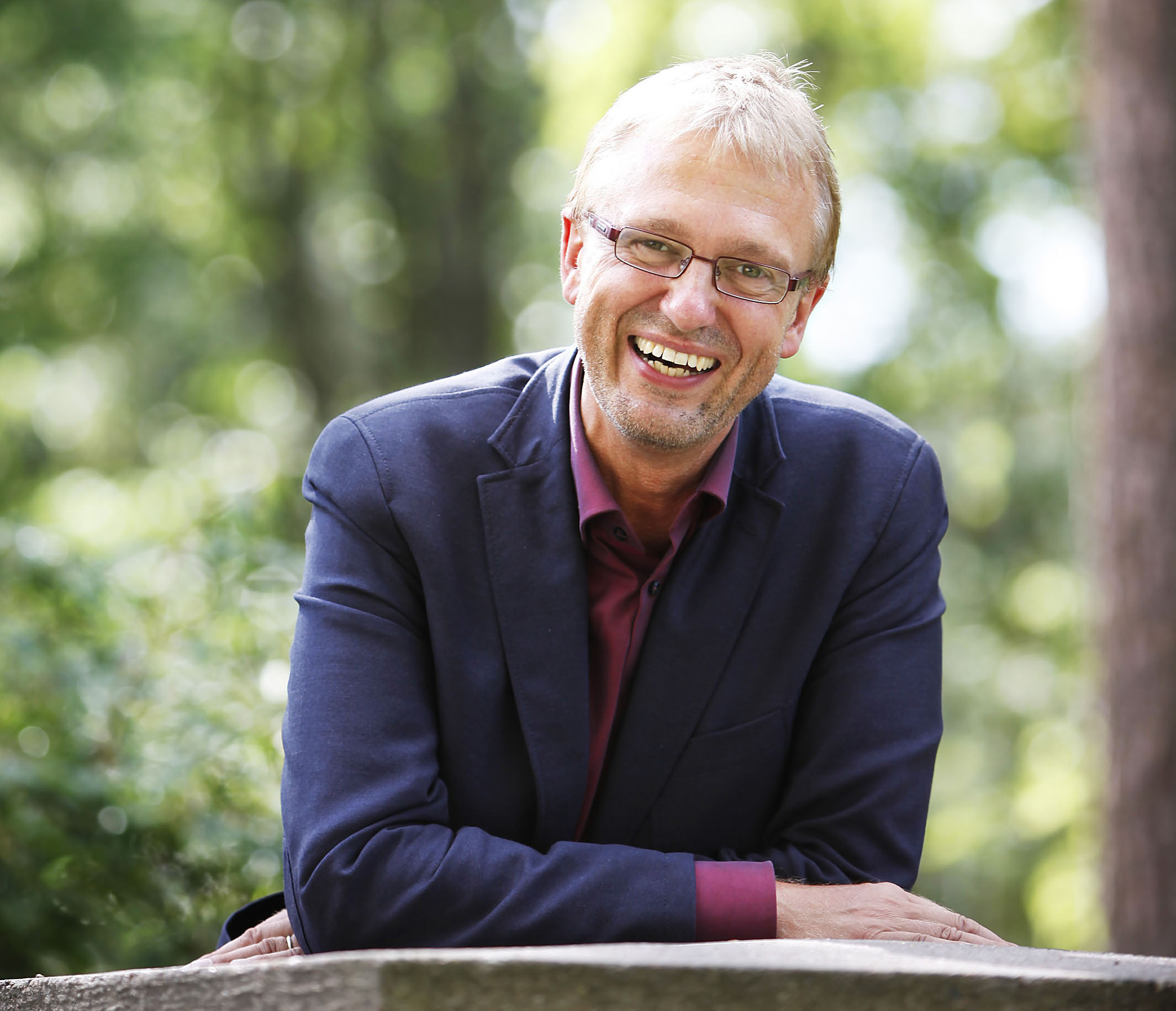
Christian A. Schwarz (* 1960)

- Schwarz, Christian Gottlieb (1675–1751), deutscher evangelischer Geistlicher und Hochschullehrer
- Schwarz, Christina (* 1962), US-amerikanische Schriftstellerin
- Schwarz, Christoph (* 1959), deutscher Skispringer und Skisprungfunktionär
- Schwarz, Christoph (* 1981), österreichischer Medienkünstler und Filmemacher
- Schwarz, Christoph (* 1986), deutscher Volleyball- und Beachvolleyballspieler
- Schwarz, Claudia (1972–2023), deutsche Autorin

##### Schwarz, D
- Schwarz, Dagmar (* 1948), österreichische Schauspielerin
- Schwarz, Daniel (1880–1969), deutscher Buchhalter, Naturschützer und Geologe
- Schwarz, Daniela (* 1985), Schweizer Fussballspielerin
- Schwarz, Danny (* 1975), deutscher FußballspielerDanny Schwarz (* 1975)

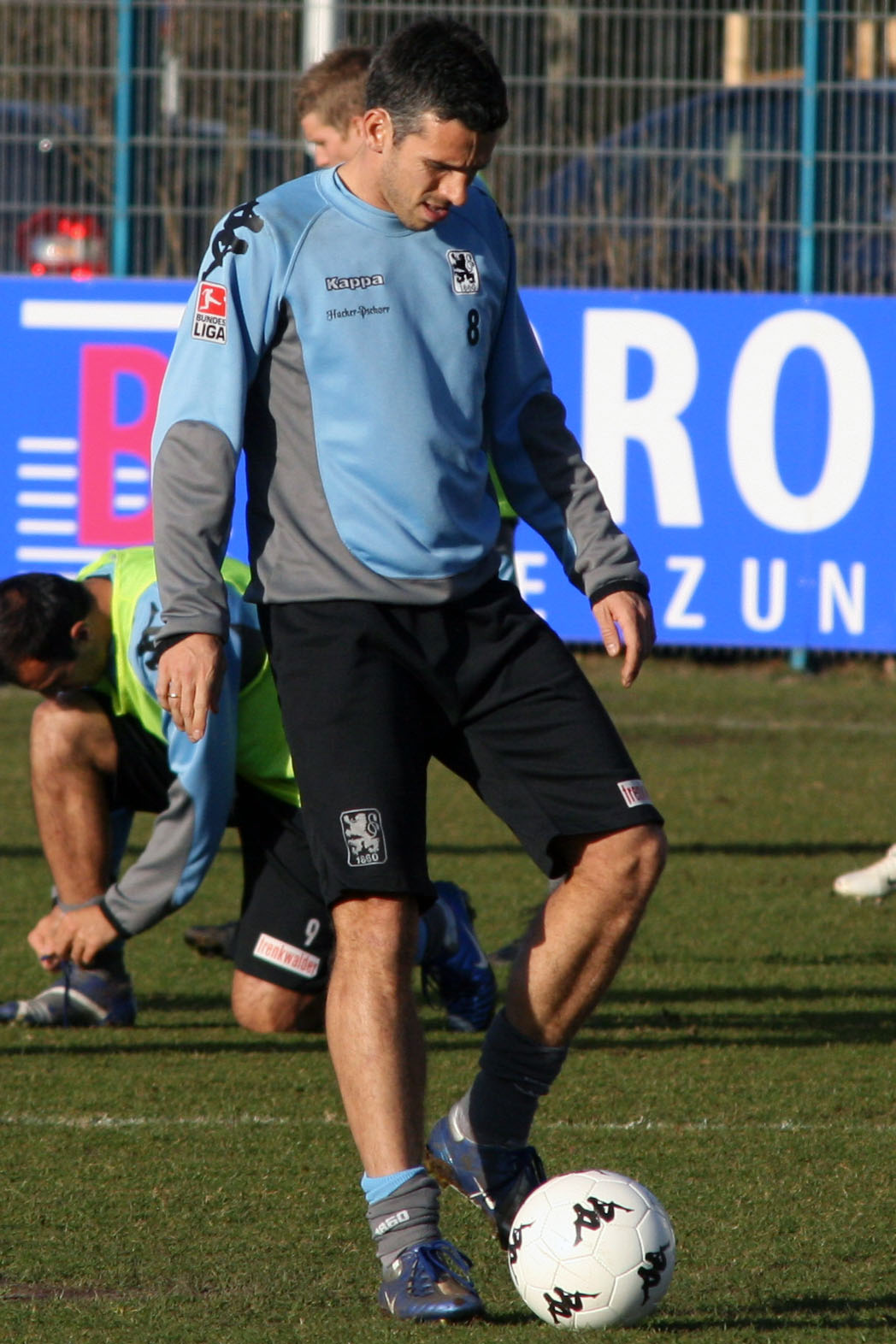
Danny Schwarz (* 1975)

- Schwarz, Danny (* 1986), britisches Model und ehemaliger DJ
- Schwarz, David (1850–1897), Luftschiffkonstrukteur
- Schwarz, Detlef (* 1958), deutscher Volleyballspieler und -trainer
- Schwarz, Detlef (1964–2023), deutscher Leichtathlet
- Schwarz, Dieter (* 1939), deutscher Unternehmer
- Schwarz, Dieter (* 1953), Schweizer Kurator und Autor
- Schwarz, Dietmar (* 1947), deutscher Ruderer
- Schwarz, Dietmar (* 1957), deutscher Dramaturg und Intendant
- Schwarz, Dietmar (* 1960), deutscher Boxer und Olympiateilnehmer (DDR)
- Schwarz, Dietrich (1913–2000), Schweizer Historiker sowie Numismatiker

##### Schwarz, E
- Schwarz, Edwin (* 1994), deutscher Fußballspieler
- Schwarz, Egbert (1890–1966), deutscher Chirurg und Gründungsrektor der Medizinischen Akademie Erfurt
- Schwarz, Egon (1907–1980), deutscher Jurist und Vertriebenenpolitiker
- Schwarz, Egon (1922–2017), US-amerikanischer Literaturwissenschaftler österreichischer Herkunft
- Schwarz, Elena (* 1988), österreichische Schauspielerin, Theaterregisseurin und Autorin
- Schwarz, Eleonore (* 1936), österreichische Sängerin
- Schwarz, Elisabeth (1925–2011), deutsche Redakteurin
- Schwarz, Elisabeth (* 1938), deutsche Schauspielerin
- Schwarz, Elisabeth (* 1984), österreichische Opern-, Operetten-, Oratorien-, Lied- und Konzertsängerin mit der Stimmlage Sopran
- Schwarz, Ella (1869–1962), deutsche Kindergärtnerin, Schulleiterin und Fröbelpädagogin
- Schwarz, Emil (* 1987), deutscher SchauspielerEmil Schwarz (* 1987)

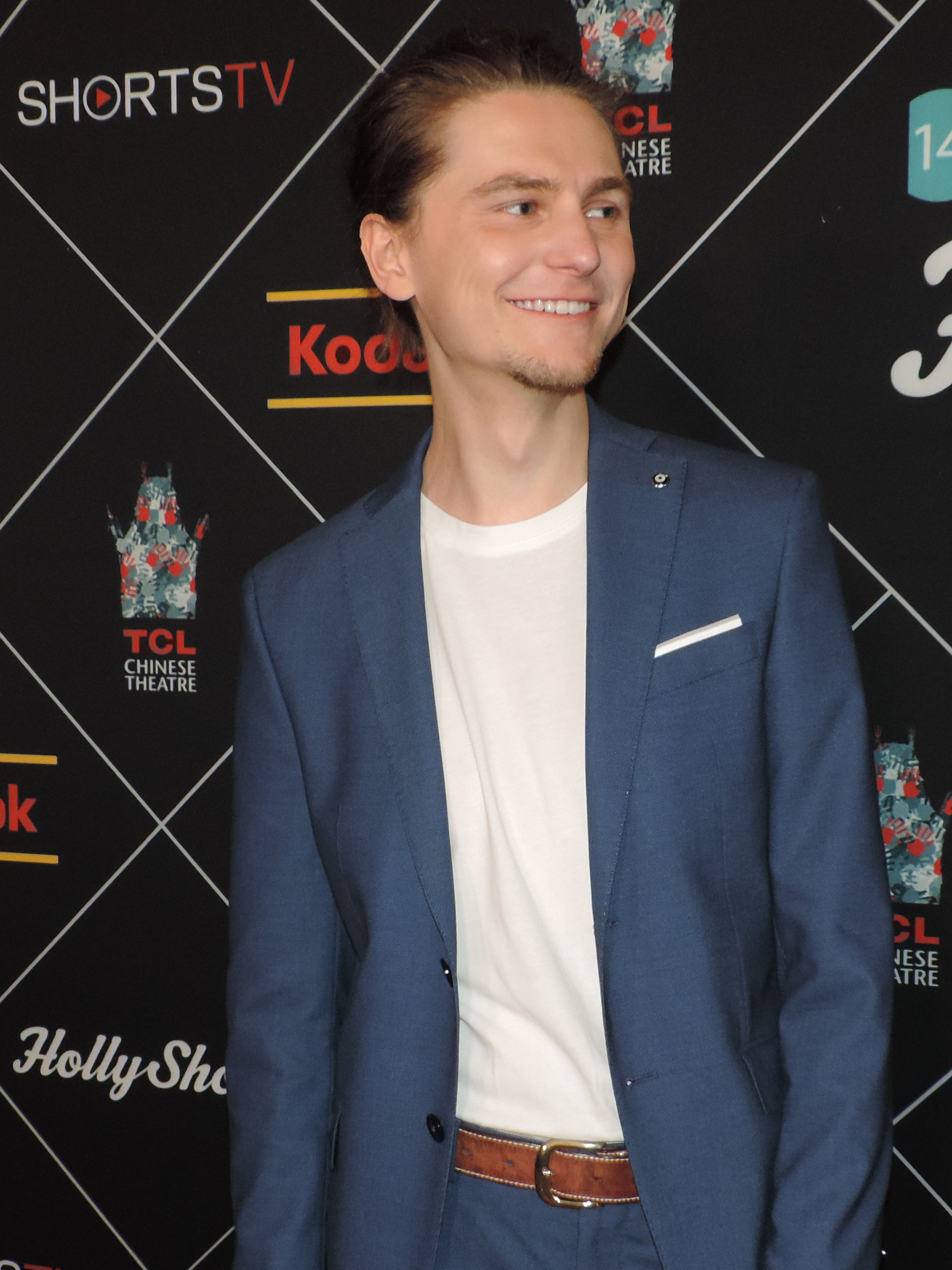
Emil Schwarz (* 1987)

- Schwarz, Emilie (* 1934), österreichische Behindertensportlerin
- Schwarz, Erica (1905–1983), deutsche Schriftstellerin
- Schwarz, Erich (1938–2014), deutscher Schauspieler und Hörspielsprecher
- Schwarz, Erika (* 1950), deutsche Autorin
- Schwarz, Ernö (1904–1974), ungarisch-US-amerikanischer Fußballspieler, -trainer und -manager
- Schwarz, Ernst (1845–1925), evangelischer Pfarrer und Gründer der Diakonie in Waiern
- Schwarz, Ernst (1886–1958), deutscher Politiker (SPD, USPD, KPD), MdR
- Schwarz, Ernst (1889–1962), deutscher Zoologe
- Schwarz, Ernst (1895–1983), deutscher Germanist
- Schwarz, Ernst (1904–1941), deutscher Politiker (NSDAP), MdR
- Schwarz, Ernst (1916–2003), österreichischer Sinologe, Lyriker, Essayist und Übersetzer
- Schwarz, Eugene Amandus (1844–1928), US-amerikanischer Entomologe

##### Schwarz, F
- Schwarz, Felix (1917–2013), Schweizer Architekt
- Schwarz, Ferdinand, österreichischer Orgelbauer
- Schwarz, Ferdinand (1808–1866), deutscher Architekt, Bauingenieur, hannoverscher und preußischer Baubeamter, Hochschullehrer
- Schwarz, Ferdinand (* 1997), deutscher Trompeter
- Schwarz, Flo V., deutscher Sänger, Gitarrist und MusikproduzentFlo V. Schwarz

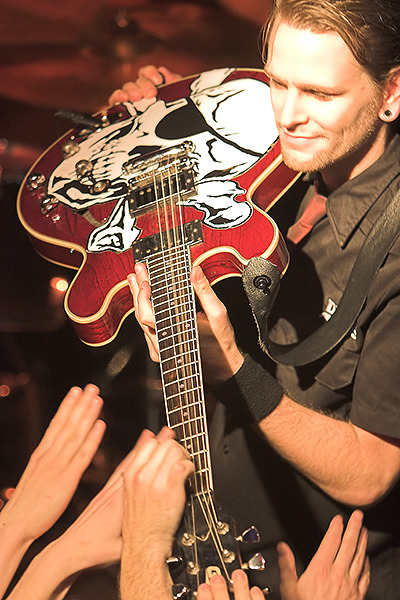
Flo V. Schwarz

- Schwarz, Florian (* 1974), deutscher Filmregisseur und Drehbuchautor
- Schwarz, Florian (* 1977), österreichischer Fußballspieler und Trainer
- Schwarz, Frank (1857–1928), deutscher Botaniker
- Schwarz, Franz (1826–1907), deutscher Verwaltungsjurist in Preußen
- Schwarz, Franz (1841–1911), deutsch-böhmischer Bildhauer
- Schwarz, Franz (1858–1919), österreichischer Opernsänger (Bariton)
- Schwarz, Franz (1899–1960), deutscher SS-Führer, zuletzt SS-Brigadeführer
- Schwarz, Franz (1940–2017), deutscher Politiker (SPD), MdL
- Schwarz, Franz Ferdinand (1934–2001), österreichischer Altphilologe
- Schwarz, Franz Sales (1849–1912), österreichischer Priester und Religionslehrer
- Schwarz, Franz Wenzel (1842–1919), deutsch-böhmischer Historienmaler, Porträtmaler und Glasmaler
- Schwarz, Franz Xaver († 1810), österreichischer Orgelbauer
- Schwarz, Franz Xaver (1822–1904), württembergischer Porträtmaler
- Schwarz, Franz Xaver (1875–1947), deutscher Politiker (NSDAP), MdR, Reichsschatzmeister der NSDAPFranz Xaver Schwarz (1875–1947)

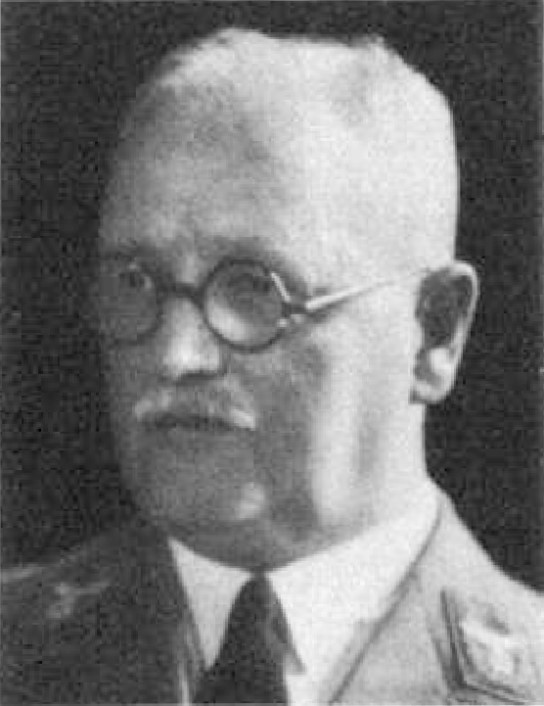
Franz Xaver Schwarz (1875–1947)

- Schwarz, Frieda (1887–1954), deutsche Schauspielerin, Rechtsanwältin, Notarin
- Schwarz, Friedrich (1875–1968), Bibliothekar in Danzig
- Schwarz, Friedrich (* 1880), deutscher Fechter und Olympiateilnehmer
- Schwarz, Friedrich (1886–1943), deutscher Kabarettist, Stimmungssänger und Damenimitator
- Schwarz, Friedrich (1895–1933), österreichischer Komponist und Textdichter
- Schwarz, Friedrich (1897–1963), deutscher Antifaschist und Übersetzer
- Schwarz, Friedrich Heinrich Christian (1766–1837), deutscher Theologe und Pädagoge
- Schwarz, Friedrich Immanuel (1728–1786), deutscher lutherischer Theologe und Pädagoge
- Schwarz, Friedrich Wilhelm (1815–1895), Mitbegründer der Neuapostolischen Kirche
- Schwarz, Fritz (1887–1958), Schweizer Autor und Politiker
- Schwarz, Fritz (1899–1961), deutscher Bobfahrer
- Schwarz, Fritz (1905–1974), deutscher Rechtshistoriker
- Schwarz, Fritz (1930–1985), deutscher evangelischer Geistlicher und Superintendent in Herne
- Schwarz, Fritz (1930–2023), Schweizer Architekt

##### Schwarz, G
- Schwarz, Gabriele (1914–1988), deutsche Geographin
- Schwarz, Gaby (* 1962), österreichische Fernseh- und Radiomoderatorin und Politikerin (ÖVP)
- Schwarz, Georg (1873–1948), deutscher Arbeitersekretär, Zeitungsexpedient und Politiker (Zentrum, BVP), MdR
- Schwarz, Georg (1896–1945), deutscher Politiker und Widerstandskämpfer
- Schwarz, Georg (1896–1979), deutscher Nahrungsmitteltechnologe, Hochschullehrer und Rektor der Universität Hohenheim
- Schwarz, Georg (1896–1943), deutscher Schriftsteller
- Schwarz, Georg (1902–1991), deutscher Schriftsteller
- Schwarz, Georg (1914–2010), deutscher Salesianer Don Boscos und Hochschullehrer
- Schwarz, Georg Christoph (1732–1792), deutscher katholischer Geistlicher und Hochschullehrer
- Schwarz, Géraldine (* 1974), französisch-deutsche Journalistin und BuchautorinGéraldine Schwarz (* 1974)

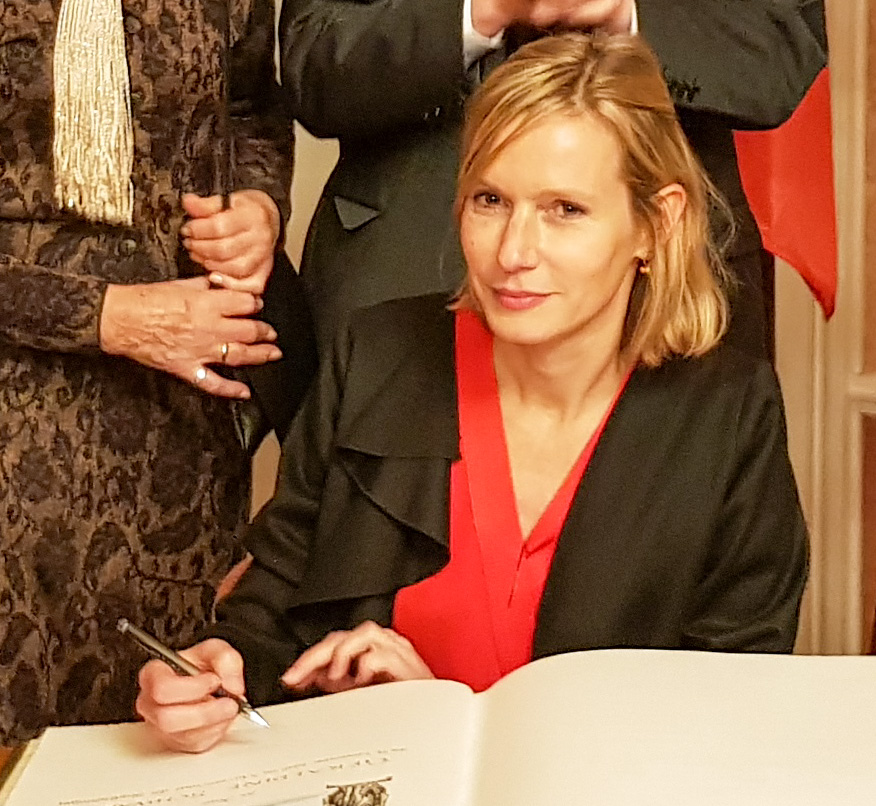
Géraldine Schwarz (* 1974)

- Schwarz, Gerard (* 1947), amerikanischer Dirigent
- Schwarz, Gerda (1941–2015), österreichische Klassische Archäologin
- Schwarz, Gerhard (1902–1995), deutscher Kirchenmusiker und Organist
- Schwarz, Gerhard (1919–1992), deutscher Politiker (SPD), MdA
- Schwarz, Gerhard (1930–2015), deutscher Physiker
- Schwarz, Gerhard (1937–2022), österreichischer Autor, Philosoph und Hochschullehrer
- Schwarz, Gerhard (* 1940), deutscher Maler und Grafiker und war Hochschullehrer
- Schwarz, Gerhard (* 1951), österreichisch-schweizerischer Journalist, Publizist und Autor
- Schwarz, Gideon E. (1933–2007), Mathematiker und Professor der Statistik an der Hebräischen Universität Jerusalem
- Schwarz, Gina (* 1968), österreichische Jazzmusikerin (Bass, Komposition)
- Schwarz, Gisela (* 1943), deutsche Politikerin (SPD), MdBB
- Schwarz, Gisela (* 1949), deutsche Politikerin (SPD), MdL
- Schwarz, Gottfried (1707–1786), deutscher evangelischer Theologe
- Schwarz, Gottfried (1913–1944), stellvertretender Lagerkommandant im Vernichtungslager Belzec
- Schwarz, Gotthold (* 1952), deutscher Sänger (Bassbariton), Dirigent und ThomaskantorGotthold Schwarz (* 1952)

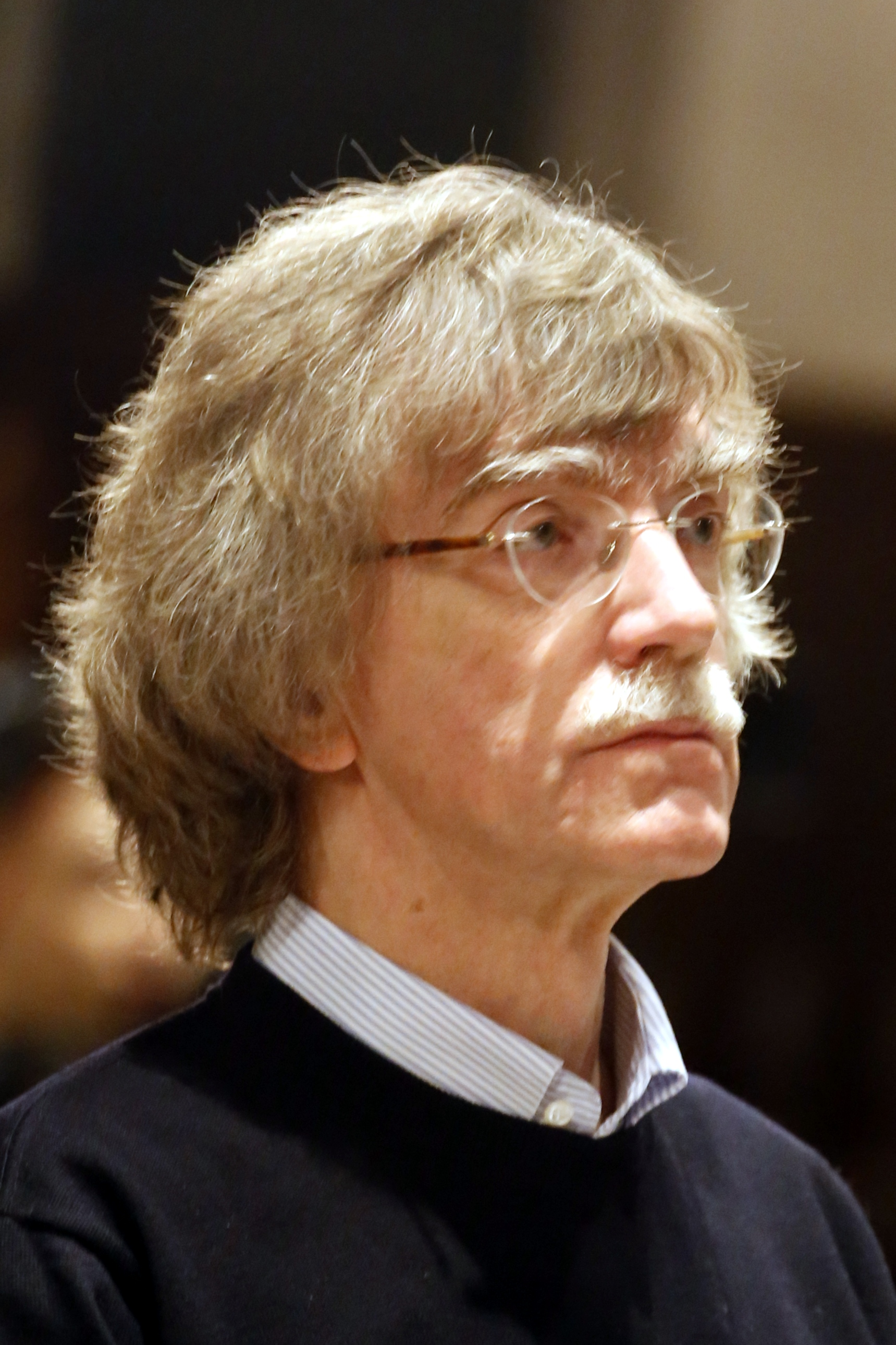
Gotthold Schwarz (* 1952)

- Schwarz, Günter (1931–2000), deutscher Politiker (SPD), MdL
- Schwarz, Günter (* 1949), deutscher Brigadegeneral der Bundeswehr
- Schwarz, Günter (* 1950), deutscher Kommunalpolitiker (SPD) und Bürgermeister (Gemeinde Seevetal) a. D.
- Schwarz, Günter Christian (1955–2005), deutscher Rechtswissenschaftler
- Schwarz, Günther (1928–2009), deutscher Philologe und evangelischer Theologe
- Schwarz, Günther (1928–1944), deutscher Widerstandskämpfer
- Schwarz, Günther (1941–2022), deutscher Politiker (CDU), MdL und Jurist
- Schwarz, Gustav, deutscher Maler und Kupferstecher

##### Schwarz, H
- Schwarz, Hanna (1875–1935), deutsche Akt- und Porträtfotografin
- Schwarz, Hanna (* 1943), deutsche Opernsängerin
- Schwarz, Hannes (1926–2014), österreichischer Maler
- Schwarz, Hanns (1888–1945), österreichischer Filmregisseur
- Schwarz, Hans (* 1492), deutscher Medailleur und Bildhauer
- Schwarz, Hans (1883–1960), deutscher Ringer
- Schwarz, Hans (1890–1967), deutscher Dramatiker, Lyriker
- Schwarz, Hans (1895–1965), Schweizer Autor, Offizier, Verleger und Reiter
- Schwarz, Hans (1904–1970), österreichischer Marxist, KZ-Häftling und Widerstandskämpfer
- Schwarz, Hans (1908–1983), deutscher Ringer und Schauspieler
- Schwarz, Hans (* 1909), deutscher Parteifunktionär der KPD
- Schwarz, Hans (1912–1996), deutscher Schwimmer
- Schwarz, Hans (* 1939), deutscher evangelisch-lutherischer Theologe und Hochschullehrer
- Schwarz, Hans Kaspar (1891–1966), Schweizer Kunstmaler
- Schwarz, Hans Rudolf (* 1930), Schweizer Mathematiker
- Schwarz, Hans Wilhelm Holm (1935–2019), deutscher Archivar und Historiker
- Schwarz, Hans-Günter (* 1941), deutscher Weinbautechniker, Kellermeister und Weingutverwalter
- Schwarz, Hans-Günther (* 1945), deutscher Germanist und Hochschullehrer
- Schwarz, Hans-Otto (1929–2011), deutscher Politiker (SPD), MdL
- Schwarz, Hans-Peter (1934–2017), deutscher Zeithistoriker und PolitikwissenschaftlerHans-Peter Schwarz (1934–2017)

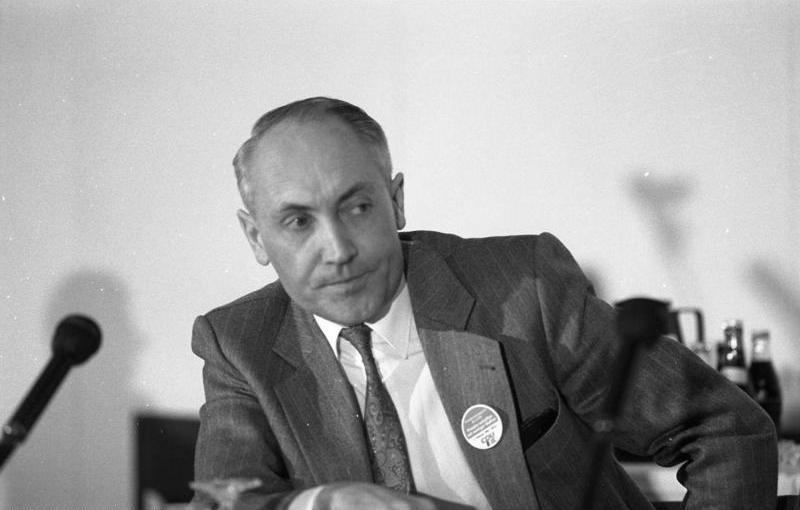
Hans-Peter Schwarz (1934–2017)

- Schwarz, Hans-Peter (* 1945), deutscher Kunsthistoriker, Rektor der Zürcher Hochschule der Künste (ZHdK)
- Schwarz, Hans-Werner (* 1946), deutscher Politiker (FDP), MdL
- Schwarz, Harald (1921–1995), deutscher Puppenspieler und letzter Bühnenleiter der Hohnsteiner Puppenbühnen
- Schwarz, Harald (* 1957), deutscher Elektroingenieur und Hochschullehrer
- Schwarz, Harry (1924–2010), südafrikanischer Politiker (United Party, Reform Party, Progressive Federal Party) der Anti-Apartheid-Bewegung und Diplomat
- Schwarz, Heiko (* 1989), deutscher Fußballspieler
- Schwarz, Heinrich (1894–1974), Kunsthistoriker
- Schwarz, Heinrich (1903–1977), deutscher Jurist, Maler und Bildhauer
- Schwarz, Heinrich (1906–1947), deutscher Lagerkommandant im KZ Auschwitz III Monowitz
- Schwarz, Heinrich August (1822–1893), deutscher Richter und Politiker
- Schwarz, Heinrich Jakob (* 1787), Landtagsabgeordneter Großherzogtum Hessen
- Schwarz, Heinrich M. (1911–1957), deutscher Kunsthistoriker und Fotograf
- Schwarz, Heinz (1920–1994), Schweizer Bildhauer und Maler
- Schwarz, Heinz (1921–2016), deutscher Politiker und Wirtschafts- und Parteifunktionär (SED) in der DDR
- Schwarz, Heinz (1928–2023), deutscher Politiker (CDU), MdL, MdB
- Schwarz, Heinz Wilhelm (1927–2004), deutscher Regisseur
- Schwarz, Helene (1927–2021), deutsche Sekretärin an der Deutschen Film- und Fernsehakademie, Schatzmeisterin des Fördervereins und Studienberaterin
- Schwarz, Hellmut (1938–2023), deutscher Anglist, Hochschullehrer, Autor und Herausgeber von Lernmaterialien
- Schwarz, Helmut (1919–2018), deutscher Offizier, zuletzt Brigadegeneral der Bundeswehr
- Schwarz, Helmut (1928–2009), österreichischer Regisseur, Dramaturg und Schriftsteller
- Schwarz, Helmut (* 1943), deutscher Chemiker
- Schwarz, Helmut (1952–2022), deutscher Wirtschaftshistoriker und Museumsleiter
- Schwarz, Hendrik (* 1996), deutscher American-Football-Spieler
- Schwarz, Henning (1928–1993), deutscher Politiker (CDU), MdL, Landesminister und kommissarischer Ministerpräsident von Schleswig-HolsteinHenning Schwarz (1928–1993)

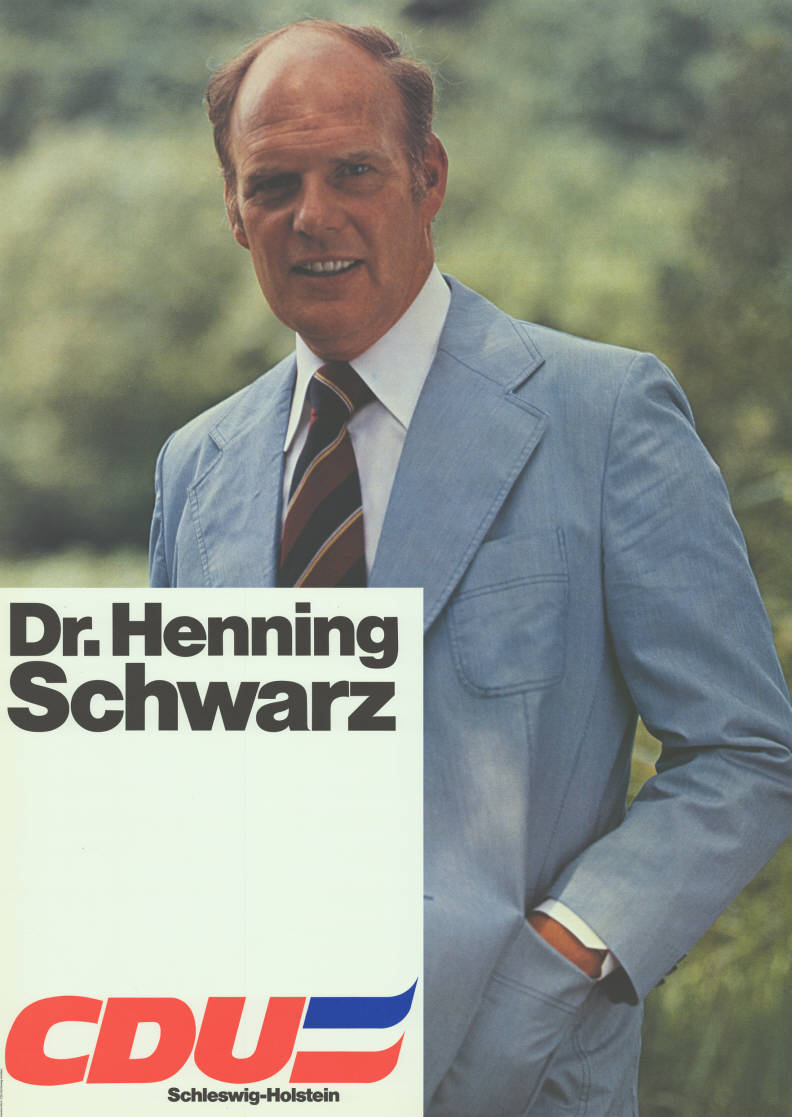
Henning Schwarz (1928–1993)

- Schwarz, Henrik (* 1972), deutscher DJ und Musiker
- Schwarz, Herbert (* 1953), deutscher Eisschnellläufer
- Schwarz, Hermann (1864–1951), deutscher Philosoph
- Schwarz, Hermann (1908–1995), deutscher Wissenschaftler und Industrieller
- Schwarz, Hermann (1914–1950), deutscher Fußballspieler
- Schwarz, Hermann Amandus (1843–1921), deutscher Mathematiker
- Schwarz, Hildegard (* 1914), deutsche Politikerin (DFD)
- Schwarz, Horst (* 1939), deutscher Jazzmusiker (Trompete, Komposition)
- Schwarz, Horst (* 1942), deutscher Ringer
- Schwarz, Horst (* 1945), deutscher Autor und Märchenerzähler
- Schwarz, Hubert (1923–2004), deutscher Politiker (SPD), MdA
- Schwarz, Hubert (* 1954), deutscher Extremsportler, Buchautor und Seminarredner
- Schwarz, Hubert (* 1958), deutscher Fußballspieler
- Schwarz, Hubert (* 1960), deutscher Skisportler
- Schwarz, Hugo (1817–1897), deutscher Reichsgerichtsrat

##### Schwarz, I
- Schwarz, Ignaz (1795–1880), deutscher Arzt, Abgeordneter und Schriftsteller
- Schwarz, Ignaz (1867–1925), österreichischer Antiquar und Historiker
- Schwarz, Ildephons (1752–1794), deutscher katholischer Theologe
- Schwarz, Irene (* 1960), deutsche Schauspielerin
- Schwarz, Isaak Iossifowitsch (1923–2009), russischer Komponist
- Schwarz, Israel (1830–1875), deutscher Rabbiner und religiöser Dichter
- Schwarz, Ivonne (* 1978), deutsche Schauspielerin und Diplom-Demographin

##### Schwarz, J
- Schwarz, Jaecki (* 1946), deutscher Schauspieler
- Schwarz, Jakob (* 1985), österreichischer Politiker (Grüne), Abgeordneter zum Nationalrat
- Schwarz, Jean Albert (1873–1957), deutscher Politiker (Zentrum), MdR
- Schwarz, Jelena (1948–2010), russische Lyrikerin
- Schwarz, Jens (* 1968), deutscher Dokumentarfotograf und Dozent
- Schwarz, Jessica (* 1977), deutsche Schauspielerin, Synchronsprecherin, Hörbuchsprecherin und ModeratorinJessica Schwarz (* 1977)

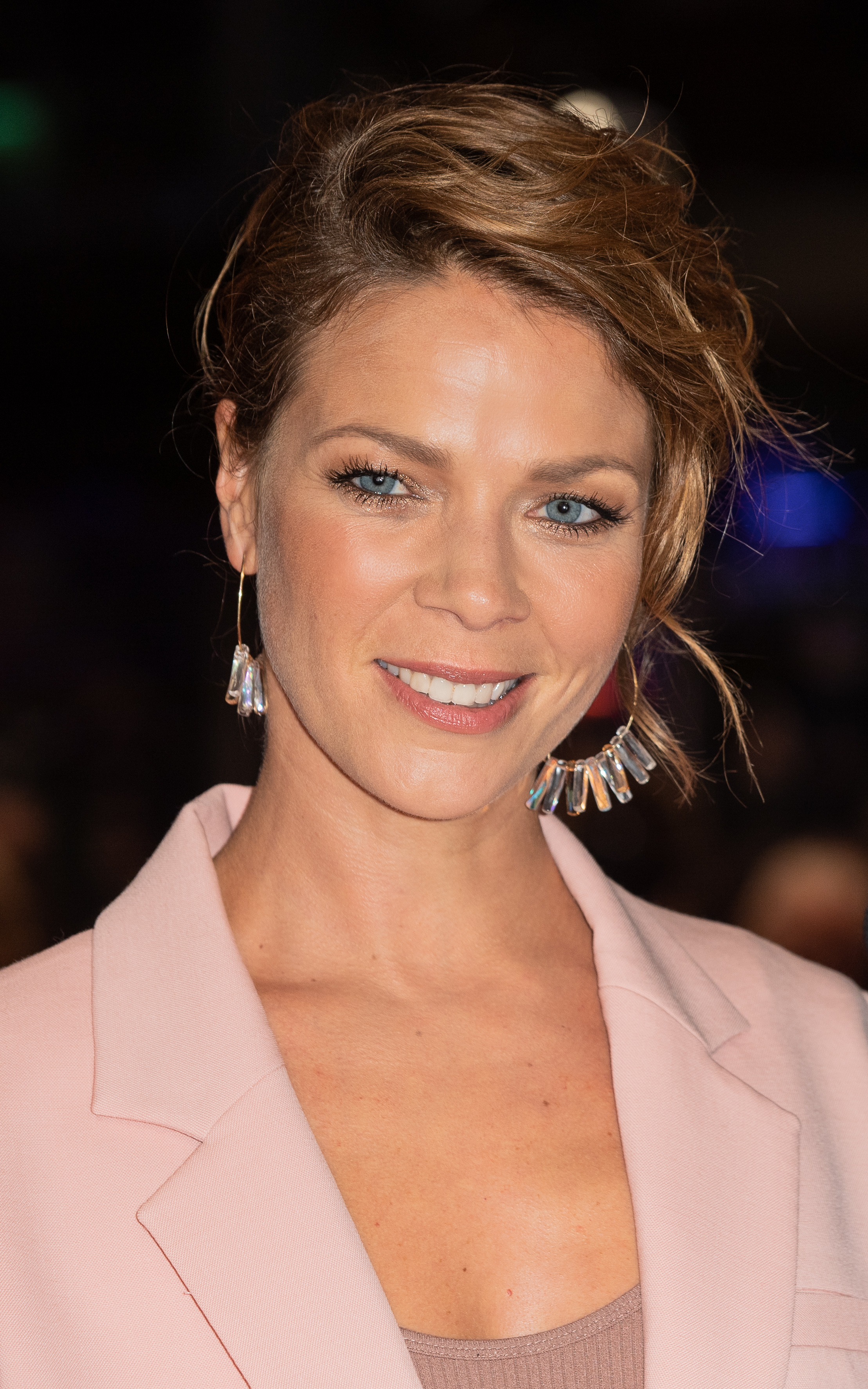
Jessica Schwarz (* 1977)

- Schwarz, Jewgeni Lwowitsch (1896–1958), russischer Schriftsteller und DramatikerJewgeni Lwowitsch Schwarz (1896–1958)

Jewgeni Lwowitsch Schwarz (1896–1958)

- Schwarz, Joachim (1930–1998), deutscher Diakon, Kirchenmusiker, Komponist, Kirchenmusikdirektor, Herausgeber
- Schwarz, Joachim Chaim (1909–1992), deutscher Schriftsteller
- Schwarz, Joe (* 1937), US-amerikanischer Politiker
- Schwarz, Johann, österreichischer Fußballspieler
- Schwarz, Johann (1842–1916), deutscher Bäckermeister und Politiker, MdR
- Schwarz, Johann (1852–1928), deutscher Gewerkschaftsfunktionär
- Schwarz, Johann (1891–1914), österreichischer Fußballspieler
- Schwarz, Johann (* 1933), österreichischer Politiker (ÖVP), Landtagsabgeordneter im Burgenland
- Schwarz, Johann Georg (1751–1784), ungarisch-russischer Germanist, Pädagoge, Aufklärer und Hochschullehrer
- Schwarz, Johann Georg Gottlob (1734–1788), deutscher evangelischer Theologe
- Schwarz, Johann Konrad (1676–1747), deutscher Gymnasiallehrer und evangelischer Theologe
- Schwarz, Johann Wolfgang (1747–1835), deutsch-österreichischer Spielleiter, Dramatiker und Mautaufseher
- Schwarz, Johannes (* 1977), österreichischer Politiker (SPÖ), Landtagsabgeordneter
- Schwarz, Johannes Maria (* 1978), österreichischer Priester des Erzbistum Vaduz
- Schwarz, John (* 1941), US-amerikanischer theoretischer Physiker
- Schwarz, Jörg (* 1968), deutscher Historiker
- Schwarz, Josef (1873–1927), österreichischer Politiker (CSP), Landtagsabgeordneter
- Schwarz, Josef (1894–1980), italienischer katholischer Priester und Lehrer (Südtirol)
- Schwarz, Josef (1910–1985), deutscher Politiker (GB/BHE, GDP, CDU), MdL
- Schwarz, Josef (1932–2019), deutscher Bezirksverwaltungsleiter im MfS
- Schwarz, Josef (* 1939), österreichischer Schauspieler
- Schwarz, Josef (* 1941), deutscher Leichtathlet
- Schwarz, Joseph (1804–1865), deutscher Geograph, Palästinaforscher und Rabbiner
- Schwarz, Joseph (* 1848), deutsch-böhmischer Bildhauer
- Schwarz, Joseph (1881–1926), lettisch-deutscher Opernsänger (Bariton)
- Schwarz, Joseph (1883–1945), russisch-amerikanischer Pianist und Musikpädagoge
- Schwarz, Judith (* 1989), österreichische Jazzmusikerin (Schlagzeug, Komposition)
- Schwarz, Julius (1862–1934), deutscher Orgelbauer
- Schwarz, Julius (1880–1949), deutscher Gewerkschafter und Politiker (SPD, SPS), MdL
- Schwarz, Jürgen (1936–2020), deutscher Politikwissenschaftler
- Schwarz, Jürgen (* 1937), deutscher Kommunalpolitiker (DSU), Volkskammerabgeordneter
- Schwarz, Jürgen (* 1940), deutscher Gymnasiallehrer und Schulbuchautor
- Schwarz, Jürgen (* 1964), deutscher Fußballspieler

##### Schwarz, K
- Schwarz, Karl (1812–1885), deutscher Theologe
- Schwarz, Karl (1882–1949), deutscher Politiker (DDP, CDU), MdL und Landrat
- Schwarz, Karl (1885–1962), deutsch-israelischer Kunsthistoriker
- Schwarz, Karl (1886–1959), deutscher Architekt
- Schwarz, Karl August (1781–1853), deutscher Architekt und großherzoglich badischer Baubeamter
- Schwarz, Karl Ludwig Albert (1871–1931), deutscher Bankier, Mäzen Bahai-Funktionär
- Schwarz, Karl W. (* 1952), österreichischer Kirchenhistoriker
- Schwarz, Karl-Peter (* 1952), österreichischer Journalist
- Schwarz, Kaspar (1811–1879), österreichischer Kaufmann und Politiker, Landtagsabgeordneter, Bürgermeister in Freistadt
- Schwarz, Katharina (* 1972), deutsche Schauspielerin
- Schwarz, Kay (* 1976), deutscher Künstler
- Schwarz, Klaus (1915–1985), deutscher Prähistoriker und Mittelalterarchäologe
- Schwarz, Klaus Peter (1940–2005), deutscher Künstler, Jurist, Pädagoge und Unternehmer
- Schwarz, Klaus-Peter (* 1955), deutscher Philosoph und Lyriker
- Schwarz, Kristof (* 1987), deutscher Basketballspieler
- Schwarz, Kurt (1887–1973), deutscher Landrat in Bayreuth
- Schwarz, Kurt (* 1937), deutscher Fotograf und Bildjournalist
- Schwarz, Kurt L. (1909–1983), österreichischer Antiquar
- Schwarz, Kyrill-Alexander (* 1968), deutscher Rechtswissenschaftler

##### Schwarz, L
- Schwarz, Laina (* 1982), deutsche Theater- und Filmschauspielerin
- Schwarz, Lavoslav (1837–1906), kroatisch-jüdischer Kaufmann
- Schwarz, Lena (* 1976), deutsche Schauspielerin
- Schwarz, Leo (1931–2018), deutscher römisch-katholischer Geistlicher, Weihbischof in Trier
- Schwarz, Leopold (1877–1962), deutscher Hygienemediziner und Professor
- Schwarz, Lew Alexandrowitsch (1898–1962), sowjetischer Komponist
- Schwarz, Libgart (* 1941), österreichische Schauspielerin
- Schwarz, Lieselotte (1930–2003), deutsche Malerin und Bilderbuchillustratorin
- Schwarz, Lotte (1902–1984), tschechoslowakische Pädagogin und Übersetzerin
- Schwarz, Lotte (1910–1971), deutschschweizerische Bibliothekarin
- Schwarz, Luca, deutscher Volleyballspieler
- Schwarz, Ludwig (1819–1889), deutscher Wollfärber und Politiker (FP, DFP), MdR
- Schwarz, Ludwig (1822–1894), deutsch-russischer Astronom, Topograf und Geodät
- Schwarz, Ludwig (* 1940), österreichischer Theologe, emeritierter Bischof von Linz
- Schwarz, Ludwig Stefan (1925–1981), rumänischer Journalist und deutschsprachiger Mundartautor

##### Schwarz, M
- Schwarz, Magdalena (1900–1971), deutsch-jüdische Ärztin
- Schwarz, Malte (* 1989), deutscher Basketballspieler
- Schwarz, Manfred (* 1956), deutscher Koch
- Schwarz, Manfred (* 1985), italienischer Kulturvermittler und Historiker (Südtirol)
- Schwarz, Marco (* 1995), österreichischer SkirennläuferMarco Schwarz (* 1995)

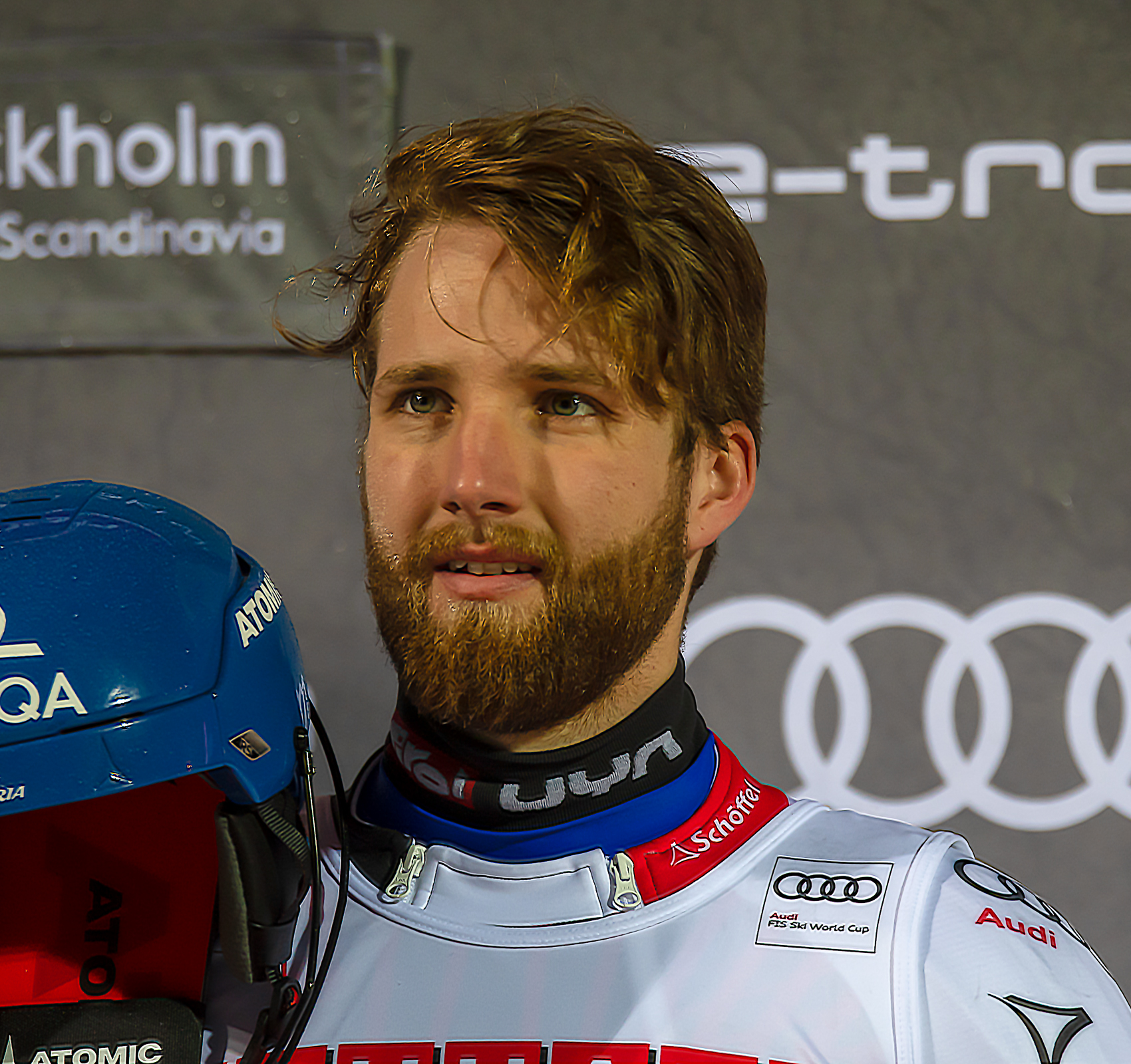
Marco Schwarz (* 1995)

- Schwarz, Marek (* 1986), tschechischer Eishockeytorwart
- Schwarz, Maria (1877–1963), deutsche Schauspielerin
- Schwarz, Maria (1906–1992), deutsche Richterin am Bundessozialgericht
- Schwarz, Maria (1921–2018), deutsche Architektin und Hochschullehrerin
- Schwarz, Marie Beatrice (1898–1969), niederländische Botanikerin und Phytologin
- Schwarz, Mario (* 1945), österreichischer Kunsthistoriker
- Schwarz, Marquard (1887–1968), US-amerikanischer Schwimmer
- Schwarz, Martin (1885–1945), deutscher Architekt
- Schwarz, Martin (* 1935), deutscher Politiker (CDU), MdL
- Schwarz, Martin (* 1946), Schweizer Künstler, Autor und Verleger
- Schwarz, Martin (* 1971), österreichischer Journalist und Publizist
- Schwarz, Martin Maria (* 1963), deutscher Rundfunkmoderator, Sprecher und Autor
- Schwarz, Martina (* 1960), deutsche Volleyballspielerin
- Schwarz, Mathias (* 1952), deutscher Jurist
- Schwarz, Matthäus (* 1497), Kaufmann und Kunstliebhaber in AugsburgMatthäus Schwarz (* 1497)

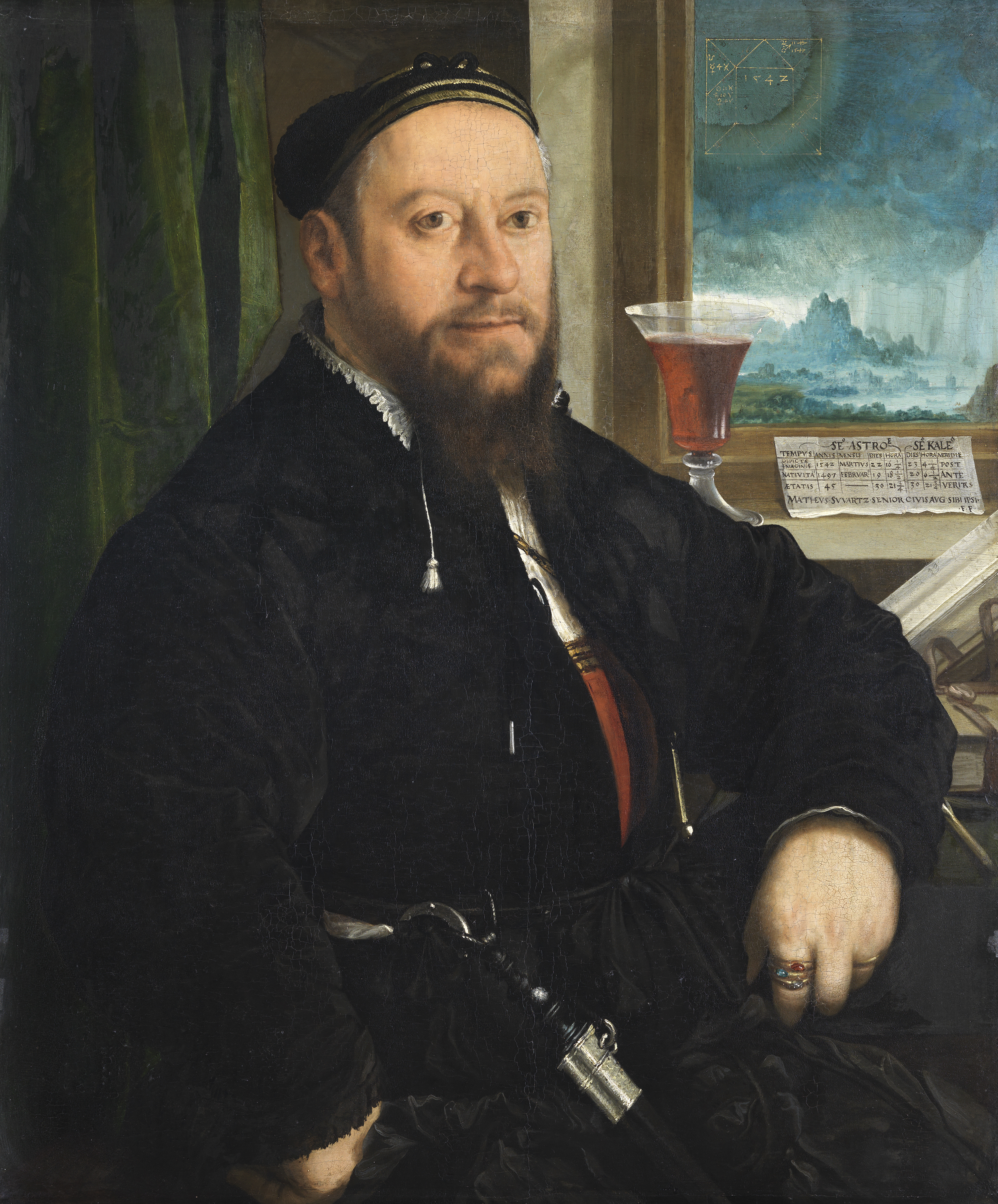
Matthäus Schwarz (* 1497)

- Schwarz, Matthias (* 1967), deutscher Mathematiker
- Schwarz, Matthias (* 1987), deutscher Fußballspieler
- Schwarz, Max, deutscher Bildhauer
- Schwarz, Max (1898–1991), deutscher HNO-Arzt sowie Hochschullehrer
- Schwarz, Max (1904–1979), deutscher Politiker (SPD), MdL Niedersachsen
- Schwarz, Max Karl (1895–1963), deutscher Gärtner, Garten- und Landschaftsarchitekt
- Schwarz, Meier (1926–2022), israelischer Hydrobiologe
- Schwarz, Meike, Miss Germany 1992
- Schwarz, Melanie (* 1989), italienische Naturbahnrodlerin
- Schwarz, Michael (1940–2021), deutscher Kunsthistoriker und Kurator
- Schwarz, Michael (* 1964), deutscher Architekt, Stadtplaner und Hochschullehrer
- Schwarz, Michael (* 1967), deutscher Basketballspieler und -trainer
- Schwarz, Michael (* 1979), deutscher Regisseur und Dokumentarfilmer
- Schwarz, Michael Viktor (* 1956), deutscher Kunsthistoriker
- Schwarz, Michl (1878–1968), österreichischer Arzt und Fußballfunktionär
- Schwarz, Miroslav (* 1975), deutscher Schachspieler und -trainer
- Schwarz, Mommie (1876–1942), niederländischer Maler
- Schwarz, Monika (* 1946), deutsche Schauspielerin
- Schwarz, Monika (* 1989), deutsche Boxsportlerin

##### Schwarz, N
- Schwarz, Naomi Maike (* 1994), deutsche paralympische Schwimmerin
- Schwarz, Nathalie (* 1993), österreichische Skilangläuferin
- Schwarz, Norbert (* 1947), deutscher Schauspieler, Puppenspieler, Erzähler, Theaterleiter, Synchron- und Hörspielsprecher
- Schwarz, Norbert (* 1953), US-amerikanischer Sozialpsychologe und Hochschullehrer

##### Schwarz, O
- Schwarz, Oliver (* 1989), deutscher Filmregisseur, Filmeditor, Maskenbildner und Spezialeffektekünstler
- Schwarz, Olly (1877–1960), österreichische Frauenrechtlerin, Pädagogin und Schulgründerin
- Schwarz, Oskar (1886–1981), deutscher Politiker (SPD)
- Schwarz, Oswald (1883–1949), österreichischer Mediziner
- Schwarz, Otfried (1912–1999), deutscher Finanzjurist und Bundesrichter
- Schwarz, Otto (1876–1960), deutscher Reichsgerichtsrat
- Schwarz, Otto (1891–1964), deutscher Politiker (SPD), Landrat des Landkreises Siegen (1945–46) und Oberbürgermeister der Stadt Siegen (1945–1946)
- Schwarz, Otto (1900–1983), deutscher Botaniker
- Schwarz, Otto (1928–2017), Schweizer Handballspieler
- Schwarz, Otto M. (* 1967), österreichischer Komponist und Dirigent

##### Schwarz, P
- Schwarz, Paul (1867–1938), deutscher Orientalist und Philologe
- Schwarz, Paul (1877–1951), deutscher Ingenieur und Kommunalpolitiker
- Schwarz, Paul (1882–1966), deutscher Radrennfahrer und Funktionär
- Schwarz, Paul (1882–1951), deutscher Diplomat
- Schwarz, Paul (1887–1980), österreichischer Sänger
- Schwarz, Paul (* 1946), deutscher Jazzmusiker und Komponist
- Schwarz, Paul Kurt (1916–2010), österreichischer Maler und Grafiker
- Schwarz, Pawlo (* 1982), ukrainischer lutherischer Pfarrer und Bischöflicher Visitator der Deutschen Evangelisch-Lutherischen Kirche der Ukraine
- Schwarz, Peggy (* 1971), deutsche Eiskunstläuferin
- Schwarz, Peter, deutscher Autor
- Schwarz, Peter (* 1909), deutscher Maurerpolier, Gewerkschafter und Politiker (SPD)
- Schwarz, Peter (* 1953), deutscher Fußballspieler
- Schwarz, Peter B. (1953–2019), österreichischer Fußballspieler
- Schwarz, Peter-Andrew (* 1960), schweizerischer provinzialrömischer Archäologe
- Schwarz, Philip, deutscher Schauspieler, Synchronsprecher und Musicaldarsteller
- Schwarz, Philip Noah (* 2001), deutscher SchauspielerPhilip Noah Schwarz (* 2001)

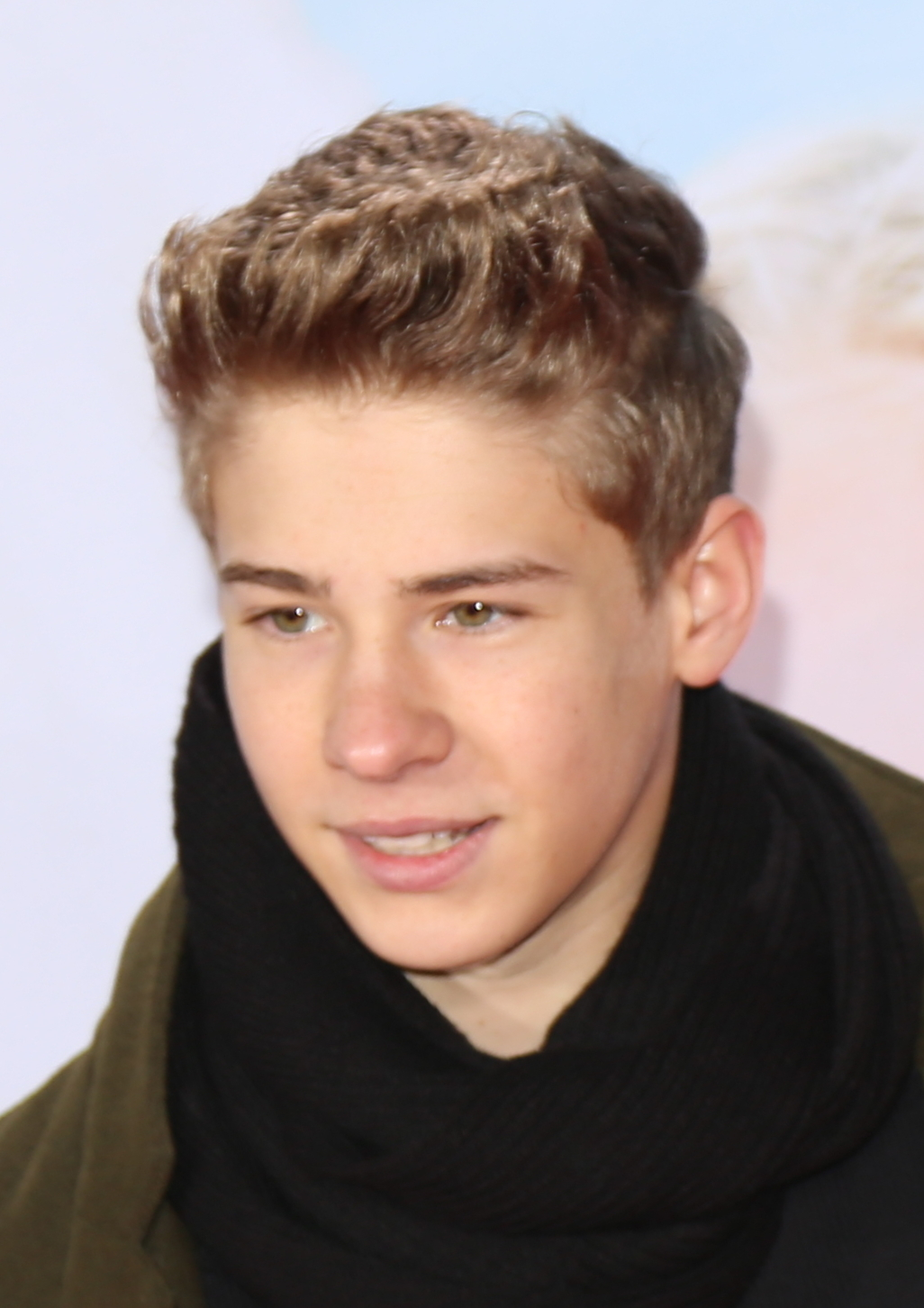
Philip Noah Schwarz (* 2001)

##### Schwarz, R
- Schwarz, Rainer (1940–2020), deutscher Sinologe und Übersetzer
- Schwarz, Rainer (* 1941), deutscher Wirtschaftswissenschaftler und Philosoph
- Schwarz, Rainer (1952–2013), deutscher Theater- und Hörspielregisseur
- Schwarz, Rainer (* 1956), deutscher Flughafenmanager
- Schwarz, Rainer (* 1959), deutscher Leichtathlet
- Schwarz, Ralf (* 1959), deutscher Prähistoriker
- Schwarz, Ralf-Olivier (* 1976), deutsch-französischer Musik- und Kulturhistoriker
- Schwarz, Raphael (1907–1943), deutscher römisch-katholischer Ordensmann, Missionar und Märtyrer
- Schwarz, Regina (* 1951), deutsche Schriftstellerin
- Schwarz, Regine (* 1965), deutsche Unternehmensbeteiligte, Verlegerin, Autorin, Regisseurin und Musikerin
- Schwarz, Reiner (* 1940), deutscher Maler, Lithograf und Zeichner
- Schwarz, Reiner (* 1949), deutscher Politiker (SPD)
- Schwarz, Reinhard (1929–2022), deutscher Theologe
- Schwarz, Reinhold (1888–1952), deutscher Politiker (LDPD), MdV
- Schwarz, Reinhold (1929–2017), deutscher Gynäkologe
- Schwarz, Reinhold (1946–2008), deutscher Psychoanalytiker und Arzt
- Schwarz, Rena, deutsche Schauspielerin und Kabarettistin
- Schwarz, Renate (1937–2019), deutsche Juristin, Rechtsanwältin und Richterin am Verfassungsgerichtshof für das Land Nordrhein-Westfalen
- Schwarz, Robert (1887–1963), deutscher Chemiker und Hochschullehrer für Chemie
- Schwarz, Robert (1899–1962), deutscher Maler und gilt als Vertreter der Kunst im Nationalsozialismus
- Schwarz, Robert (* 1951), deutscher Grafiker und Buchkünstler
- Schwarz, Roberto (* 1938), brasilianischer Literaturkritiker, Autor und Literaturtheoretiker
- Schwarz, Roger (* 1961), deutscher Basketballschiedsrichter
- Schwarz, Roland (* 1996), deutscher Ringer im griechisch-römischen Stil
- Schwarz, Rolf (1926–2013), deutscher Schachspieler und Schachautor
- Schwarz, Rosalia (1833–1870), Theaterschauspielerin
- Schwarz, Rose (1935–2017), deutsche Missionarin, Kranken- und OP-Schwester
- Schwarz, Rüdiger (1914–1978), deutscher Landesforstmeister
- Schwarz, Rudo (1906–1983), deutscher Maler, Zeichner, Fotograf und Autor
- Schwarz, Rudolf (1878–1960), deutscher Bildhauer und Maler
- Schwarz, Rudolf (1897–1961), deutscher Architekt und Hochschullehrer
- Schwarz, Rudolf (1904–1934), deutscher KPD-Funktionär, Widerstandskämpfer gegen das NS-Regime
- Schwarz, Rudolf (1904–1963), deutscher Schriftsteller, Werbefachmann und Parapsychologe
- Schwarz, Rudolf (1905–1994), britischer Dirigent und Pianist österreichischer Herkunft
- Schwarz, Rudolf (* 1985), deutscher Naturbahnrodler

##### Schwarz, S
- Schwarz, Samuel (1814–1868), Schweizer Politiker
- Schwarz, Samuel (* 1971), Schweizer Theaterregisseur
- Schwarz, Samuel (* 1983), deutscher Eisschnellläufer
- Schwarz, Sandro (* 1978), deutscher Fußballspieler und -trainer
- Schwarz, Saskia (* 1975), deutsche Schauspielerin und Regisseurin
- Schwarz, Saskia (* 1982), deutsche Fußballspielerin
- Schwarz, Sebald (1866–1934), deutscher Pädagoge und Schulreformer, zuletzt Schulrat in Lübeck (1925–1933)
- Schwarz, Sebastian (1809–1870), österreichischer Priester und Ordensstifter
- Schwarz, Sebastian (* 1984), deutscher SchauspielerSebastian Schwarz (* 1984)

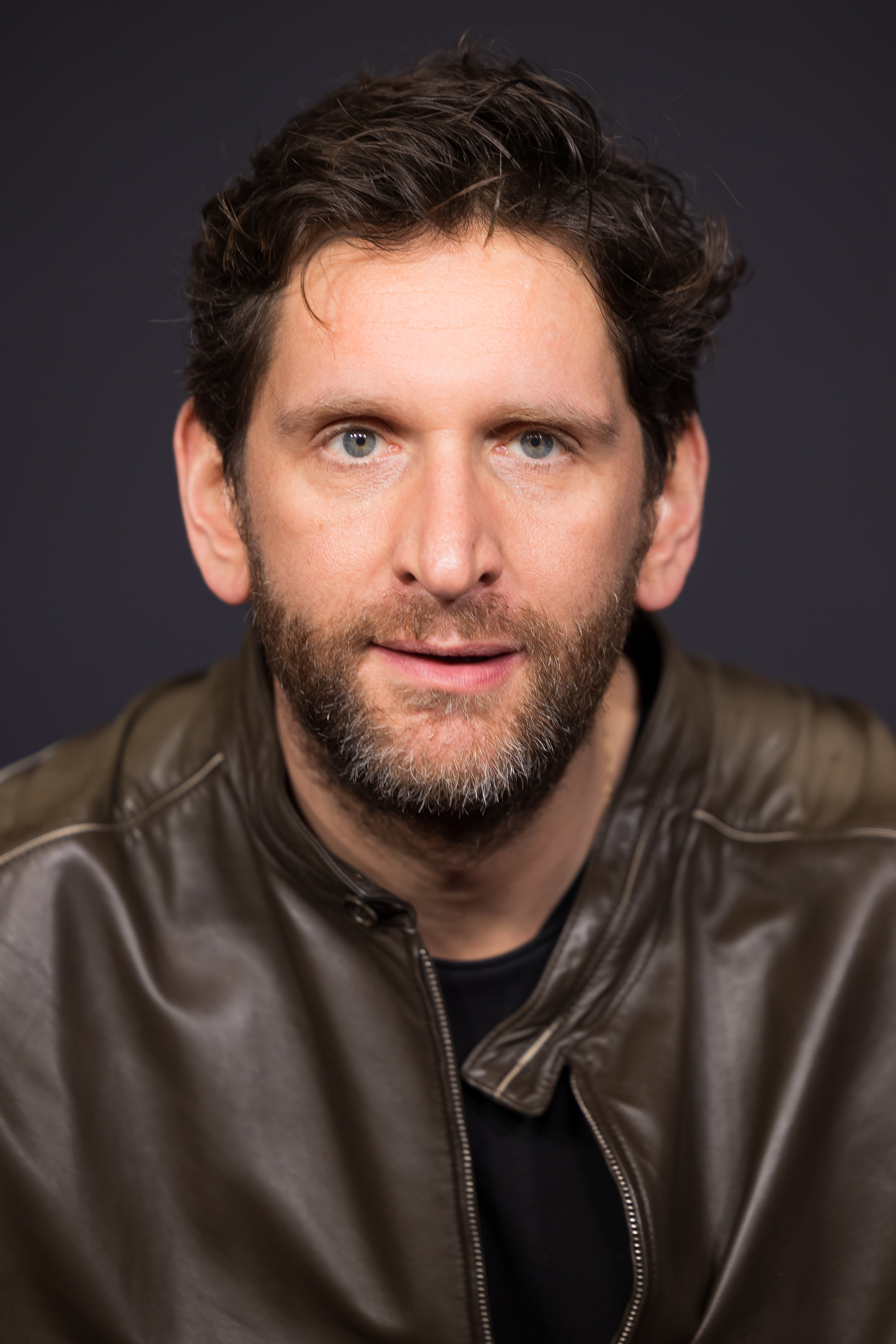
Sebastian Schwarz (* 1984)

- Schwarz, Sebastian (* 1985), deutscher Volleyball-Nationalspieler
- Schwarz, Sebastian (* 1986), deutscher Eishockeyspieler
- Schwarz, Sebastian (* 2003), österreichischer Fußballspieler
- Schwarz, Sebastian F. (* 1974), deutscher Kulturmanager und Opernintendant
- Schwarz, Shaul (* 1974), israelischer Fotojournalist
- Schwarz, Sibylla (1621–1638), deutsche Dichterin
- Schwarz, Siggi (* 1958), deutscher Gitarrist
- Schwarz, Sigismund (1849–1919), österreichischer Bankier und Unternehmer
- Schwarz, Silas (* 1997), deutscher Fußballspieler
- Schwarz, Simon (* 1971), österreichischer SchauspielerSimon Schwarz (* 1971)

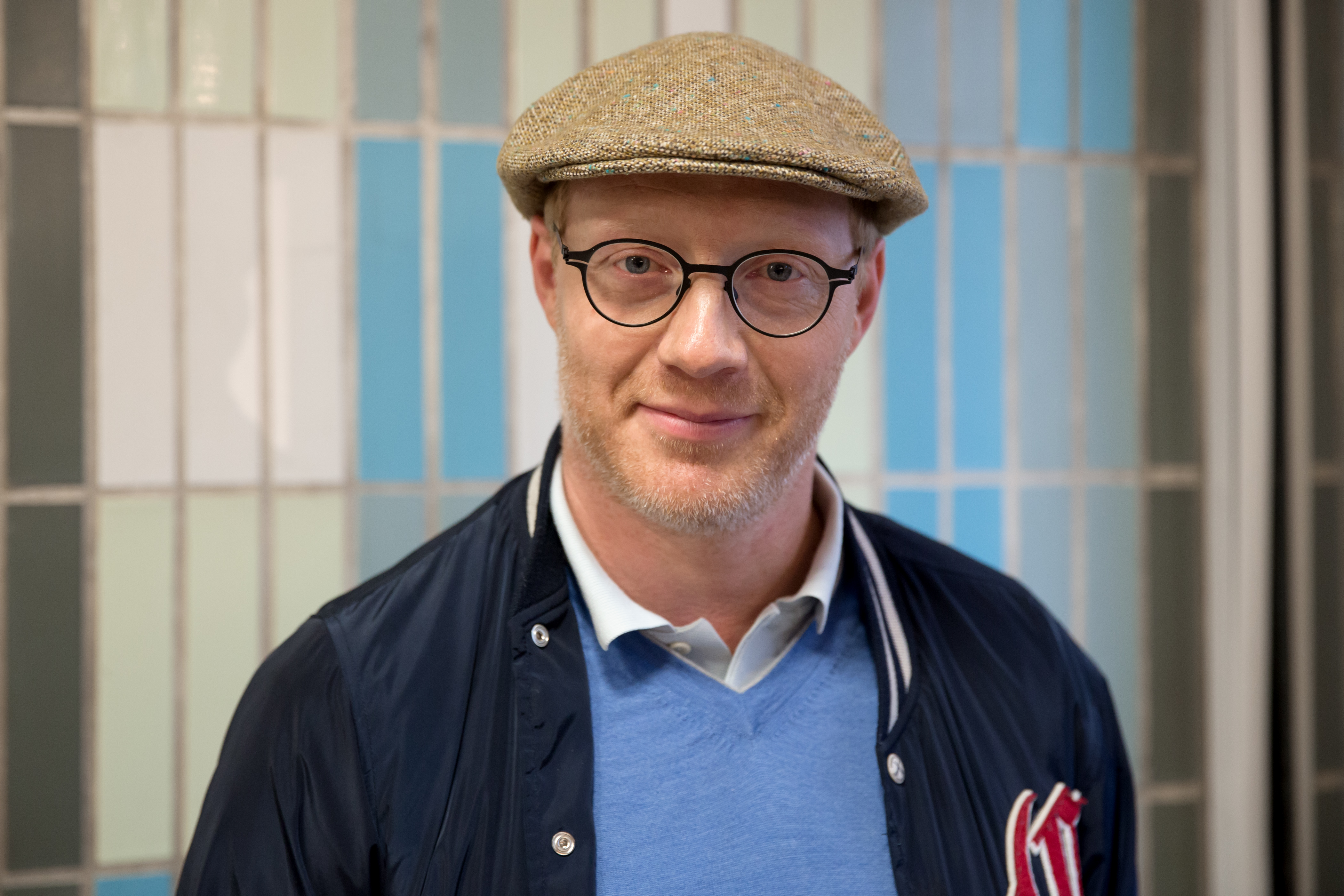
Simon Schwarz (* 1971)

- Schwarz, Sissy (* 1936), österreichische Eiskunstläuferin
- Schwarz, Solomon M. (1883–1973), russisch-US-amerikanischer Soziologe
- Schwarz, Sophie (1754–1789), deutsch-baltische Schriftstellerin
- Schwarz, Stefan (1914–1996), slowakischer Mathematiker
- Schwarz, Stefan (* 1959), deutscher Politiker (CDU), MdB
- Schwarz, Stefan (* 1965), deutscher Journalist, Satiriker und Schriftsteller
- Schwarz, Stefan (* 1969), schwedischer Fußballspieler
- Schwarz, Stephan (* 1965), deutscher Unternehmer und Politiker (parteilos, SPD)Stephan Schwarz (* 1965)

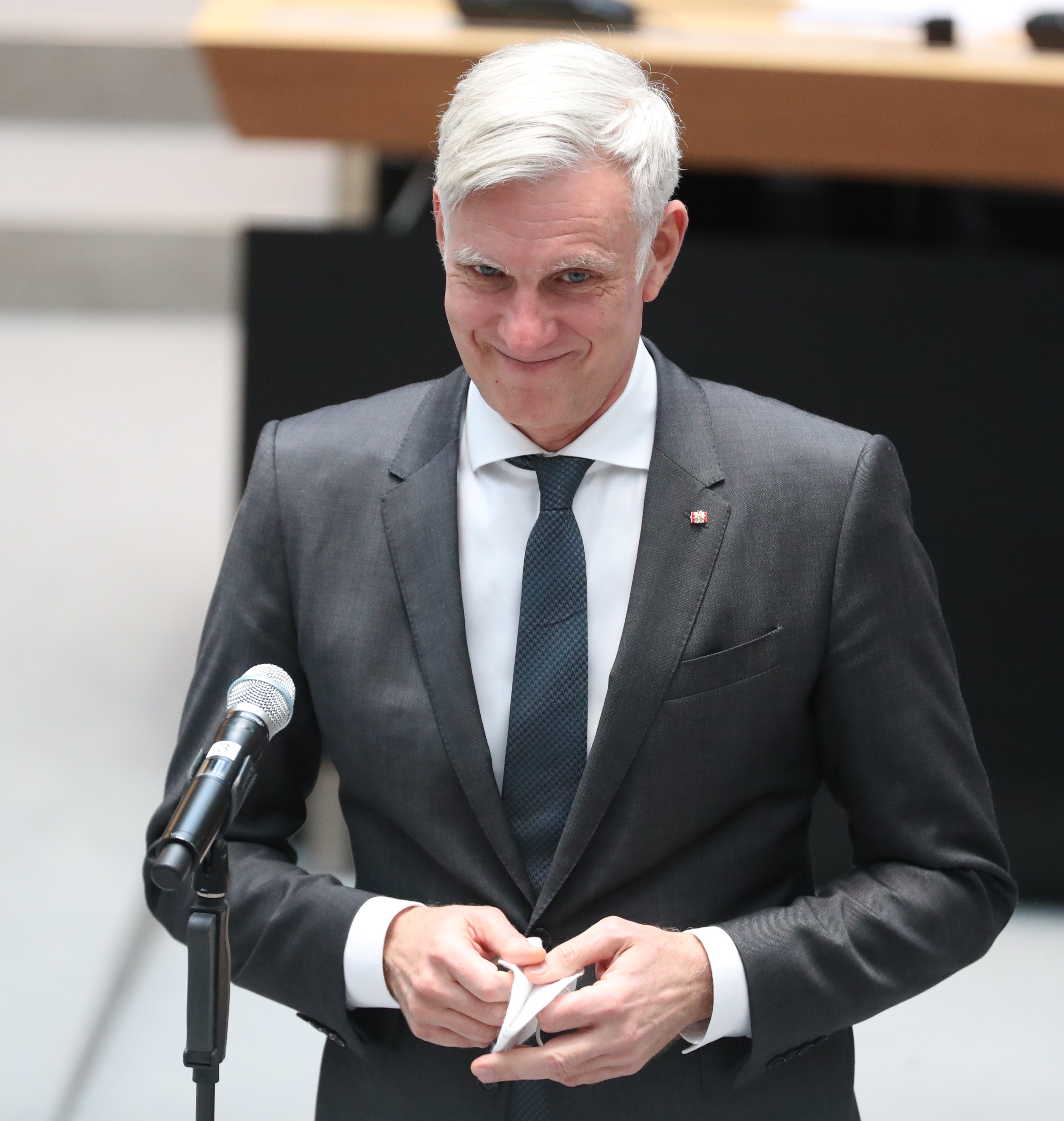
Stephan Schwarz (* 1965)

- Schwarz, Stephen D. (* 1932), österreichischer Philosoph
- Schwarz, Susanne, deutsche evangelische Theologin
- Schwarz, Susanne Maria (* 1986), deutsch-schweizerische Pianistin
- Schwarz, Sven (* 2002), deutscher Schwimmer
- Schwarz, Sylvia (* 1969), deutsche Schauspielerin und Hörspielsprecherin

##### Schwarz, T
- Schwarz, Tabea (* 2000), deutsche Volleyball- und Beachvolleyballspielerin
- Schwarz, Tamara (* 1987), italienische Naturbahnrodlerin
- Schwarz, Tanja (* 1970), deutsche Schriftstellerin
- Schwarz, Theobald († 1561), evangelischer Theologe und Reformator
- Schwarz, Theodor (1777–1850), deutscher evangelischer Pfarrer, Schriftsteller und Maler
- Schwarz, Theodor (1915–1968), Schweizer orthodox-marxistischer Philosoph
- Schwarz, Thomas (* 1957), deutscher Journalist und Publizist
- Schwarz, Thomas (* 1958), deutscher Politiker (SPD), MdL
- Schwarz, Thomas (* 1960), deutscher Kirchenmusiker und Organist
- Schwarz, Tom (* 1994), deutscher Boxer

##### Schwarz, U
- Schwarz, Uli (1934–2006), deutscher Biologe
- Schwarz, Ullrich (* 1950), deutscher Architekturtheoretiker, Hochschullehrer und Publizist
- Schwarz, Ulrich (1422–1478), Ratsherr und Stadtpfleger in Augsburg
- Schwarz, Ulrich (* 1944), deutscher Historiker und Archivar
- Schwarz, Ulrich (* 1947), deutscher Regisseur, Dramaturg, Schauspieler und Schauspieldozent
- Schwarz, Ulrich (* 1954), deutscher Polizist und Polizeipräsident von Tuttlingen
- Schwarz, Ulrich (* 1966), deutscher theoretischer Physiker
- Schwarz, Ulrike (* 1958), österreichische Politikerin (Grüne), Landtagsabgeordnete
- Schwarz, Urs (1905–1996), Schweizer Redaktor sowie Hochschullehrer
- Schwarz, Urs (1926–2015), Schweizer Politiker (FDP)
- Schwarz, Uwe (* 1957), deutscher Politiker (SPD), MdL

##### Schwarz, V
- Schwarz, Valentin (* 1989), österreichischer Opernregisseur
- Schwarz, Vera (1889–1964), österreichische Opernsängerin
- Schwarz, Vera (1929–1980), deutsche Cembalistin und Musikforscherin
- Schwarz, Viktoria (* 1985), österreichische Kanutin

##### Schwarz, W
- Schwarz, W. H. Eugen (* 1937), deutscher Chemiker
- Schwarz, Walter (1886–1957), deutscher evangelischer Geistlicher und Medienmanager
- Schwarz, Walter (1906–1988), deutsch-israelischer Jurist
- Schwarz, Walter (* 1931), deutscher Kunstglasbläser und Glaskünstler
- Schwarz, Walter (* 1936), deutscher Fußballspieler
- Schwarz, Walter A. (* 1944), österreichischer Militärhistoriker und Sportschütze
- Schwarz, Walter Andreas (1913–1992), deutscher Sänger, Schriftsteller, Kabarettist, Hörspielautor, -sprecher und Übersetzer
- Schwarz, Werner (1900–1982), deutscher Politiker (CDU), MdB
- Schwarz, Werner (1902–1942), deutscher Politiker (NSDAP), MdR, MdL
- Schwarz, Werner (1918–1994), Schweizer Künstler
- Schwarz, Werner (1924–2010), deutscher Maler
- Schwarz, Werner, deutscher Musiker (Akkordeon, Piano) und Bandleader der Jazz- und Unterhaltungsmusik
- Schwarz, Werner (* 1960), deutscher Landwirt, Agrarfunktionär und Politiker (CDU)
- Schwarz, Werner (* 1961), deutscher Binnenschiffer
- Schwarz, Werner (* 1964), österreichischer Nordischer Kombinierer
- Schwarz, Wilfried (* 1937), deutscher Maler und Lehrer
- Schwarz, Wilhelm (1887–1966), deutscher Politiker (Zentrum, CDU)
- Schwarz, Wilhelm (1902–1975), deutscher Politiker (NSDAP), MdR
- Schwarz, Will (1894–1946), deutscher expressionistischer Maler
- Schwarz, Will (1907–1992), deutscher Architekt, Stadtplaner und Künstler
- Schwarz, Willi (1902–1975), deutscher Widerstandskämpfer gegen den Nationalsozialismus
- Schwarz, Winfried (* 1934), deutscher Schauspieler
- Schwarz, Wolf (1917–2003), deutscher Rechtsanwalt, Filmproduzent und Filmmanager
- Schwarz, Wolfgang (1916–2012), deutscher Schriftsteller
- Schwarz, Wolfgang (* 1925), deutscher Schauspieler und Synchronsprecher
- Schwarz, Wolfgang (1926–2021), deutscher Widerstandskämpfer während der Zeit des Zweiten Weltkriegs
- Schwarz, Wolfgang (1934–2013), deutscher Mathematiker
- Schwarz, Wolfgang (* 1942), österreichischer Geograph (Universitätsdozent)
- Schwarz, Wolfgang (* 1947), österreichischer Eiskunstläufer und Olympiasieger
- Schwarz, Wolfgang (* 1952), deutscher Sachbuchautor
- Schwarz, Wolfgang (* 1954), deutscher Politiker (SPD), MdL

##### Schwarz, Z
- Schwarz, Zbyněk (* 1951), tschechischer Badmintonspieler

#### Schwarz-

##### Schwarz-A
- Schwarz-Angele, Eva-Maria (* 1949), deutsche Richterin am Bundespatentgericht

##### Schwarz-B
- Schwarz-Bart, André (1928–2006), französischer Schriftsteller
- Schwarz-Bart, Jacques (* 1962), französischer Jazzsaxophonist
- Schwarz-Bart, Simone (* 1938), französisch-guadeloupische Schriftstellerin

##### Schwarz-E
- Schwarz-Eckart, Gabriele (1937–1943), deutsches Mädchen, Opfer des Holocaust

##### Schwarz-F
- Schwarz-Friesel, Monika (* 1961), deutsche Kognitionswissenschaftlerin und TU-Berlin-Professorin
- Schwarz-Fuchs, Christine (* 1974), österreichische Politikerin und Unternehmerin

##### Schwarz-G
- Schwarz-Gagg, Margarita (1899–1989), Schweizer Mutter der schweizerischen Mutterschaftsversicherung
- Schwarz-Gardos, Alice (1916–2007), israelische Journalistin

##### Schwarz-H
- Schwarz-Hausmann, Andrea (* 1966), österreichische Juristin und Autorin
- Schwarz-Helberger, Gertrud (1894–1991), österreichisch-deutsche Künstlerin

##### Schwarz-N
- Schwarz-Neumaier, Leonore (1889–1942), österreichische Opernsängerin (Alt)

##### Schwarz-R
- Schwarz-Raacke, Susanne (* 1958), deutsche Industriedesignerin und Professorin
- Schwarz-Ritter, Petra (* 1972), österreichische Tennisspielerin

##### Schwarz-S
- Schwarz-Schiller, Ilse (* 1936), Pianistin, Klavierpädagogin und Konzertveranstalterin
- Schwarz-Schilling, Christian (* 1930), deutscher Politiker (CDU), MdL, MdBChristian Schwarz-Schilling (* 1930)

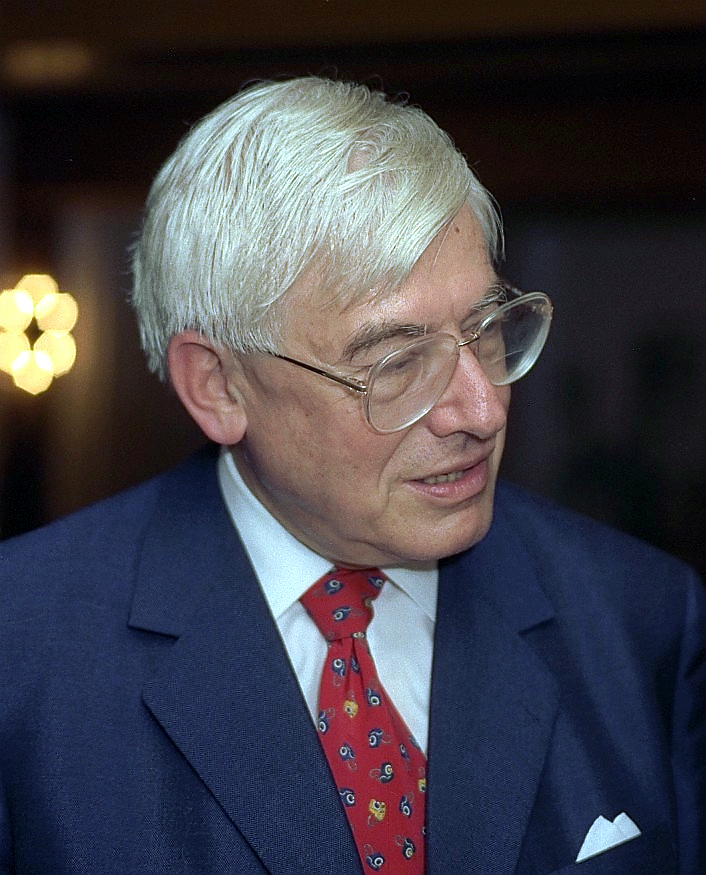
Christian Schwarz-Schilling (* 1930)

- Schwarz-Schilling, Marie-Luise (1932–2024), deutsche Unternehmerin und Autorin
- Schwarz-Schilling, Reinhard (1904–1985), deutscher Komponist
- Schwarz-Schumann, Helga (* 1955), deutsche Politikerin (SPD), MdL
- Schwarz-Schütte, Patrick (* 1956), deutscher Unternehmer, Präsident der Deutsch-Französischen Industrie- und Handelskammer
- Schwarz-Schütte, Rolf (1920–2019), deutscher Unternehmer und Mäzen
- Schwarz-Senborn, Wilhelm von (1816–1903), österreichischer Diplomat

##### Schwarz-T
- Schwarz-Thiersch, Christine (1908–1992), deutsch-schweizerische Malerin

##### Schwarz-W
- Schwarz-Waldegg, Fritz (1889–1942), österreichischer Maler

#### Schwarza
- Schwarzacher, Walter (1892–1958), österreichisch-deutscher Gerichtsmediziner
- Schwarzacher-Joyce, Patrick-Paul (* 1972), irischer Skirennläufer

#### Schwarzb
- Schwarzbach, Anna Franziska (* 1949), deutsche Architektin und Bildhauerin
- Schwarzbach, Heinz (* 1936), deutscher Architekt, Stadtplaner und Hochschullehrer
- Schwarzbach, Helmar (* 1943), deutscher Fußballtorhüter
- Schwarzbach, Julia (* 1989), deutsche Gewichtheberin
- Schwarzbach, Martin (1907–2003), deutscher Geowissenschaftler, Begründer der Paläoklimatologie
- Schwarzbach, Matthias (* 1966), deutscher Mediziner und Hochschullehrer für Chirurgie
- Schwarzbach, Stefanie (* 1963), deutsche Boulespielerin
- Schwarzbacher, Matthias (* 2005), slowakischer Radrennfahrer
- Schwarzbart, Ignacy (1888–1961), polnischer Politiker und jüdischer Verbandsfunktionär
- Schwarzbauer, Engelbert (1911–1972), österreichischer katholischer Theologe
- Schwarzbauer, Franz (* 1953), deutscher Literaturwissenschaftler und Kulturmanager
- Schwarzbauer, Harald (* 1957), österreichischer Politiker (ÖVP), Landtagsabgeordneter
- Schwarzbauer, Jan (* 1966), deutscher Umweltchemiker
- Schwarzbauer, Julius (* 1873), deutscher Musikinstrumenten- und Orgelbauer
- Schwarzbauer, Luca (* 1996), deutscher MountainbikerLuca Schwarzbauer (* 1996)

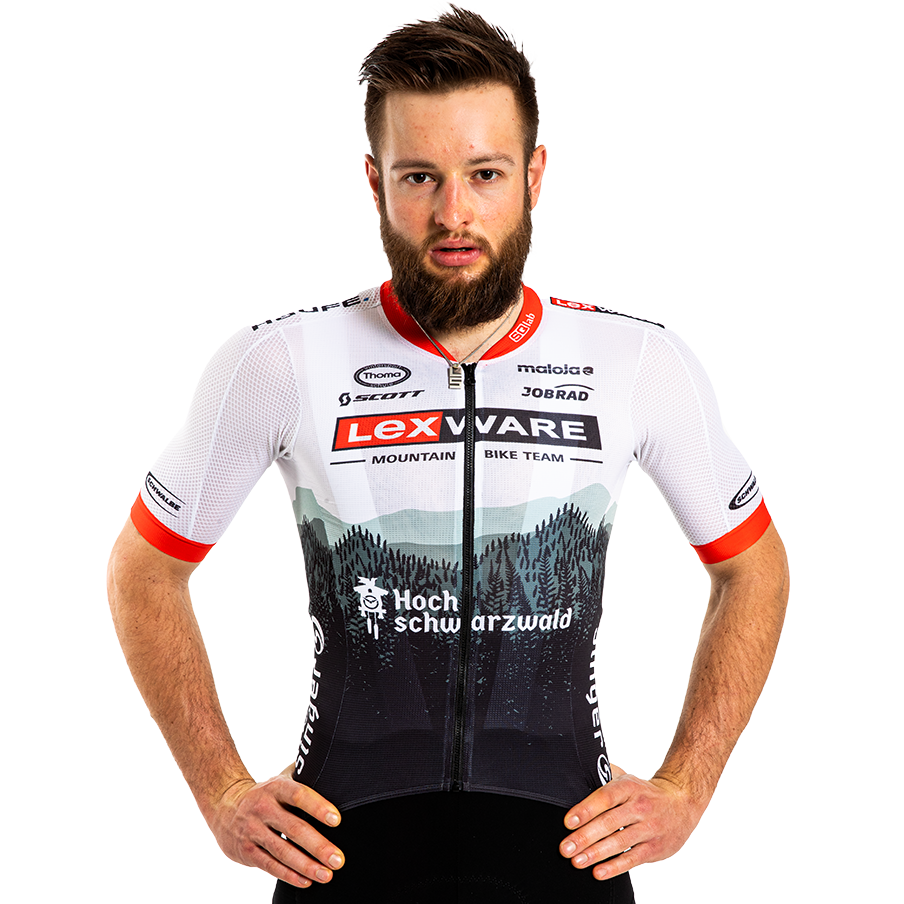
Luca Schwarzbauer (* 1996)

- Schwarzbaum, Haim (1911–1983), israelischer Orientalist und Erzählforscher
- Schwarzbaum, Leon (1921–2022), deutsch-polnisch-jüdischer Holocaustüberlebender
- Schwarzbeck, Fritz (1902–1989), deutscher Bildhauer
- Schwarzberg, Heiner (* 1974), deutscher Prähistoriker
- Schwarzberg, Hirsch (1907–1987), litauischer Aktivist der Holocaust-Überlebenden
- Schwarzböck, Rudolf (* 1947), österreichischer Landwirt und Politiker (ÖVP), Landtagsabgeordneter, Abgeordneter zum Nationalrat
- Schwarzböck-Fischer, Beatrix (1808–1885), Sängerin
- Schwarzbold, Hermann (1886–1956), deutscher Kommunalpolitiker (SPD/KPO/SED)
- Schwarzbreim, Julian Lwowitsch (1920–1996), russischer Architekt, Baubeamter
- Schwarzburg, Anna Luise von (1871–1951), deutsche Adlige, Fürstin von Schwarzburg-Sondershausen und Schwarzburg-Rudolstadt
- Schwarzburg, Friedrich Günther von (1901–1971), deutscher Adliger, Chef des Hauses Schwarzburg
- Schwarzburg, Sizzo von (1860–1926), deutscher Adliger, letzter Erbprinz von Schwarzburg
- Schwarzburg-Rudolstadt, Sophia Juliane von (1639–1672), Dichterin geistlicher Lieder

#### Schwarze
- Schwarze Sara, sagenhafte christliche MissionarinSchwarze Sara

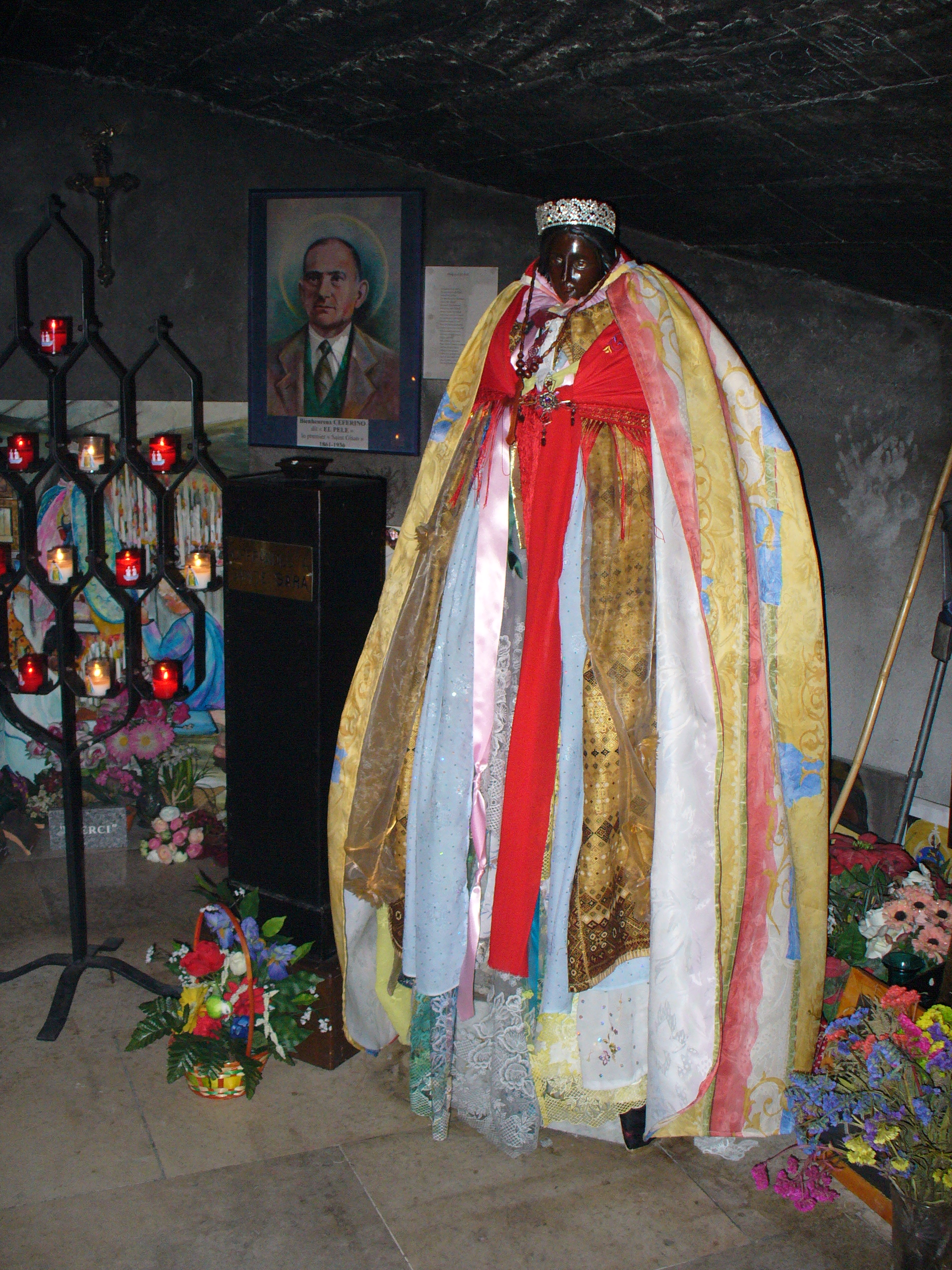
Schwarze Sara

- Schwarze Witwe von Bodenfelde (* 1939), deutsche Mörderin
- Schwarze, Achim (* 1958), deutscher Sachbuchautor
- Schwarze, Aloys (1921–1990), deutscher Politiker (SPD), MdL
- Schwarze, Barbara (* 1951), deutsche Soziologin
- Schwarze, Bernhard, deutscher Sozialdemokrat
- Schwarze, Bruno (1876–1960), deutscher Ingenieur und Ministerialbeamter
- Schwarze, Christoph (* 1935), deutscher Romanist
- Schwarze, Claudia (* 1958), deutsche Cellistin und Musikpädagogin
- Schwarze, Dieter (1942–2011), deutscher Politiker (DSU)
- Schwarze, Erich (1897–1964), deutscher Veterinärmediziner und Hochschullehrer
- Schwarze, Friedhelm (* 1953), deutscher Fußballspieler
- Schwarze, Friedrich Oskar von (1816–1886), deutscher Jurist und Politiker (LRP), MdR, MdL (Königreich Sachsen)
- Schwarze, Gertrud (1915–1977), deutsche Keramikerin
- Schwarze, Gunter (1928–2013), deutscher Mathematiker; Professor für Systemanalyse
- Schwarze, Hanns Werner (1924–1991), deutscher Journalist und Hochschullehrer
- Schwarze, Hans Dieter (1926–1994), deutscher Schriftsteller, Schauspieler und Fernseh-Regisseur
- Schwarze, Hans-Joachim (1917–1995), deutscher Politiker (CDU), MdA
- Schwarze, Hermann, deutscher Rugbyspieler
- Schwarze, Johannes von (1849–1919), deutscher Reichsgerichtsrat
- Schwarze, Julian (* 1983), deutscher Politikwissenschaftler und Politiker (Bündnis 90/Die Grünen), MdA
- Schwarze, Julius Heinrich († 1775), deutscher Baumeister
- Schwarze, Jürgen (1944–2024), deutscher Jurist
- Schwarze, Klaus (1940–2024), deutscher Sportjournalist
- Schwarze, Kurt (1888–1961), deutscher Politiker, MdL
- Schwarze, Kurt (1900–1976), deutscher Architekt
- Schwarze, Marcus (* 1969), deutscher Journalist und Buchautor
- Schwarze, Max (1874–1928), Wegbereiter der Sportwissenschaft
- Schwarze, Max (1885–1951), deutscher Fußballspieler
- Schwarze, Michael (* 1939), deutscher Bildhauer
- Schwarze, Michael (1945–1984), deutscher Journalist
- Schwarze, Michael (* 1965), deutscher Romanist
- Schwarze, Paul (1888–1943), Dresdner Arbeiterfunktionär, Kommunalpolitiker und Widerstandskämpfer
- Schwarze, Paul von (1843–1893), deutscher Ingenieur
- Schwarze, Roland (* 1961), deutscher Rechtswissenschaftler und Hochschullehrer
- Schwarze, Rudolf (1825–1900), deutscher Gymnasialprofessor und Heimatkundler
- Schwarze, Stefan (* 1962), deutscher Seefahrer, Kapitän der Polarstern
- Schwarze, Ulrich (* 1940), deutscher Amateurhistoriker und ehemaliger Jurist
- Schwarze, Werner (1907–1975), deutscher Kommunist
- Schwarze, Werner (1913–2007), deutscher Chemiker bei der Degussa AG
- Schwarze, Wilhelm (1851–1937), deutscher Jurist und Politiker (Zentrum), Mitglied des preußischen Landtages, MdR
- Schwarze, Wolfgang (* 1939), deutscher Autor, Dramaturg und Dramaturg
- Schwarze-Neuß, Elisabeth (1930–2019), deutsche Archivarin und Historikerin
- Schwarzeburger, Johann Bernhard (1672–1741), deutscher Bildhauer und Steinschneider des Barock
- Schwarzecker, Josef Leo (* 1952), österreichischer Manager
- Schwärzel, Helene (* 1902), deutsche Buchhalterin, die den Widerstandskämpfer Carl Friedrich Goerdeler an die Nationalsozialisten verriet
- Schwärzel, Werner (* 1948), deutscher Motorradrennfahrer
- Schwarzelühr-Sutter, Rita (* 1962), deutsche Politikerin (SPD), MdBRita Schwarzelühr-Sutter (* 1962)

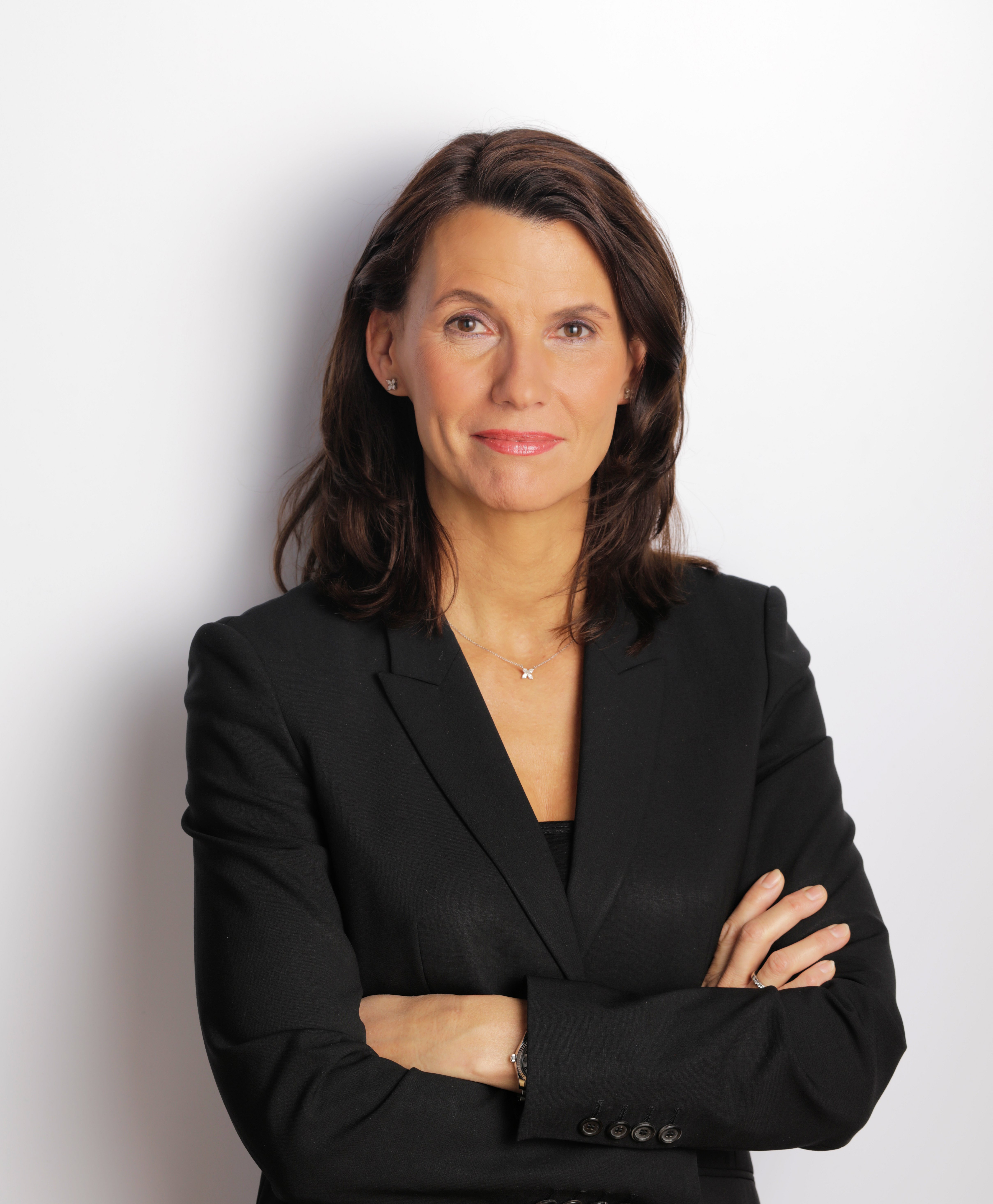
Rita Schwarzelühr-Sutter (* 1962)

- Schwarzen Buchstaben, Else zum, Waldenserin im Umfeld des Straßburger Waldenserprozess 1400/1401
- Schwarzenau, Annette (1943–2009), deutsche Gesundheitspolitikerin (Grüne)
- Schwarzenau, Carl Ludwig Friedrich von (1751–1820), Rat, Kammerherr und hessen-darmstädtischer Gesandter
- Schwarzenau, Christoph Ludwig (1647–1722), deutscher lutherischer Theologe
- Schwarzenau, Paul (1923–2006), deutscher evangelischer Theologe
- Schwarzenbach, Alexis (* 1971), Schweizer Historiker, Kurator und Autor
- Schwarzenbach, Annemarie (1908–1942), Schweizer Schriftstellerin, Journalistin und FotografinAnnemarie Schwarzenbach (1908–1942)

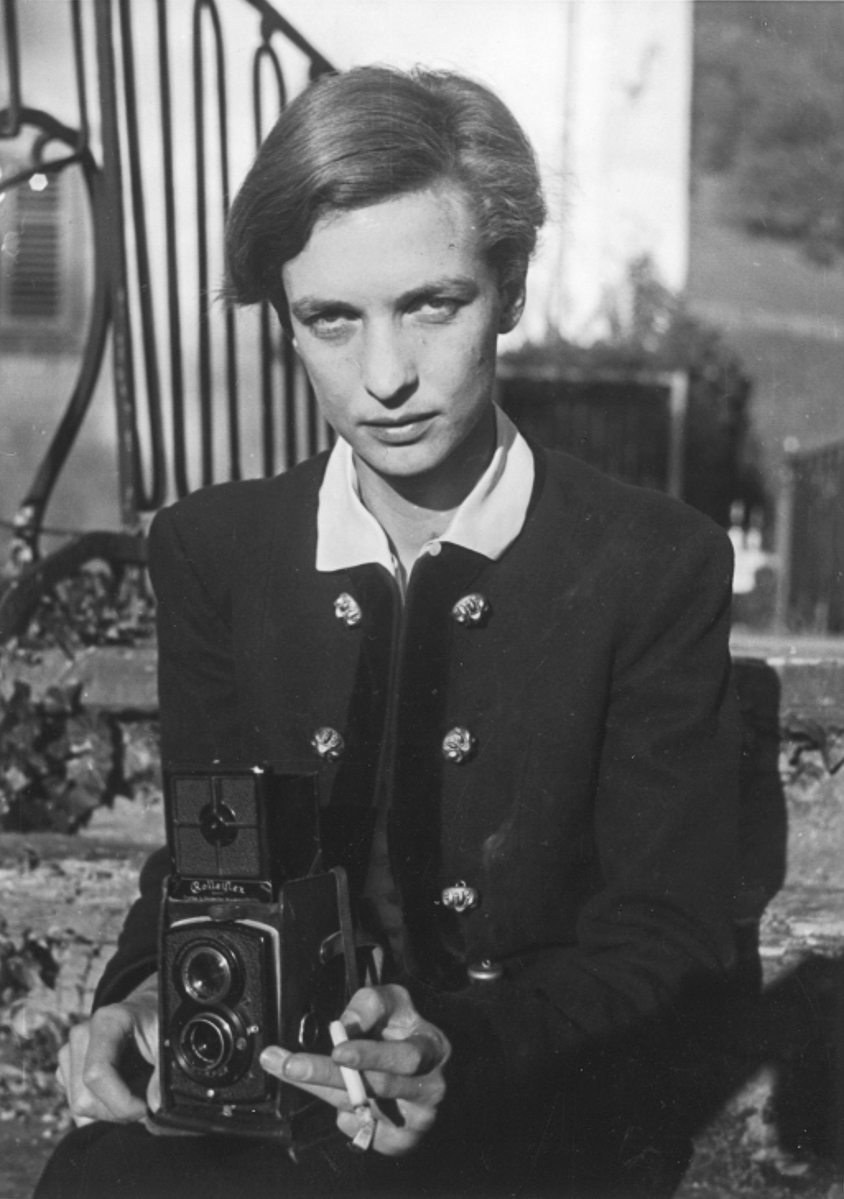
Annemarie Schwarzenbach (1908–1942)

- Schwarzenbach, Gerold (1904–1978), Schweizer Chemiker
- Schwarzenbach, Hans (1913–1993), Schweizer Unternehmer und Pferdesportler
- Schwarzenbach, James (1911–1994), Schweizer Politiker
- Schwarzenbach, Johannes (1804–1861), Schweizer Textilindustrieller und Politiker
- Schwarzenbach, Peter (* 1938), Schweizer Musiker, Musikpädagoge und Buchautor
- Schwarzenbach, Pierre (* 1950), Schweizer Industrieller und Künstler
- Schwarzenbach, René (* 1945), Schweizer Umweltchemiker und Hochschullehrer
- Schwarzenbach, Urs (* 1948), Schweizer Financier, Kunstsammler und Hotelbesitzer
- Schwarzenbach-Wille, Renée (1883–1959), Schweizer Fotografin
- Schwarzenbacher, Josef (* 1956), österreichischer Politiker (ÖVP), Abgeordneter zum Salzburger Landtag
- Schwarzenbacher, Maria (1926–2003), österreichische Skirennläuferin
- Schwarzenbacher, Robert (* 1973), österreichischer Biochemiker und Chemielehrer
- Schwarzenbauer, Peter (* 1959), deutscher Manager
- Schwarzenbeck, Georg (* 1948), deutscher FußballspielerGeorg Schwarzenbeck (* 1948)

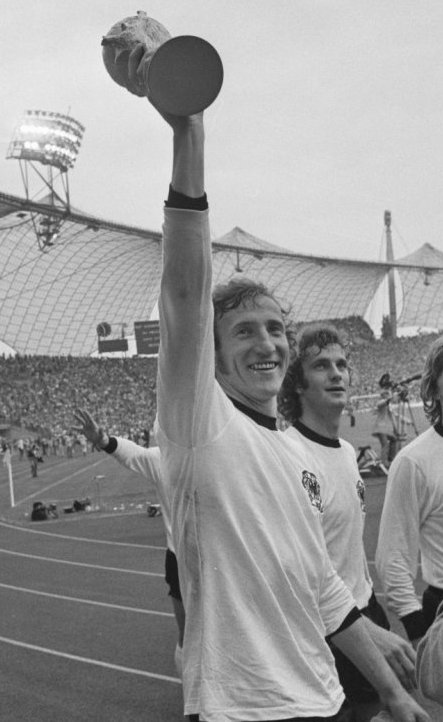
Georg Schwarzenbeck (* 1948)

- Schwarzenberg, Adam von (1583–1641), Berater des Kurfürsten Georg Wilhelm von Brandenburg und Herrenmeister des Johanniterordens
- Schwarzenberg, Adolf von (1551–1600), deutscher Feldherr in den Türkenkriegen
- Schwarzenberg, Adolph (1890–1950), österreichischer Adliger
- Schwarzenberg, Anke (* 1954), deutsche Politikerin (Die Linke), MdL
- Schwarzenberg, Benedikta zu (1865–1943), römisch-katholische Benediktinerin und Äbtissin der Abtei St. Gabriel
- Schwarzenberg, Edmund zu (1803–1873), österreichischer Feldmarschall
- Schwarzenberg, Elisabeth (1926–2004), österreichische Opernsängerin (Sopran)
- Schwarzenberg, Ernst von (1773–1821), Bischof von Raab, Komponist und Domherr in Köln
- Schwarzenberg, Felix zu (1800–1852), österreichischer Politiker und Diplomat
- Schwarzenberg, Friedrich Karl zu (1800–1870), kaiserlich-österreichischer Generalmajor und Schriftsteller
- Schwarzenberg, Friedrich zu (1809–1885), Erzbischof Salzburg; Erzbischof von Prag
- Schwarzenberg, Georg Ludwig von (1586–1646), Erzherzoglicher und kaiserlicher Gesandter und General
- Schwarzenberg, Hermann (1830–1897), preußischer Verwaltungsjurist und Regierungspräsident
- Schwarzenberg, Hubert (* 1921), deutscher Radrennfahrer
- Schwarzenberg, Johann Adolf II. zu (1799–1888), österreichischer Großgrundbesitzer, Diplomat und Politiker
- Schwarzenberg, Johann Adolf von (1615–1683), österreichischer Adliger, Präsident des Reichshofrates
- Schwarzenberg, Johann von (1463–1528), Hofmeister des Fürstbischofs von Bamberg
- Schwarzenberg, Johannes (1903–1978), österreichischer Diplomat
- Schwarzenberg, Karel (1937–2023), tschechisch-schweizerischer Politiker, Landwirt und UnternehmerKarel Schwarzenberg (1937–2023)

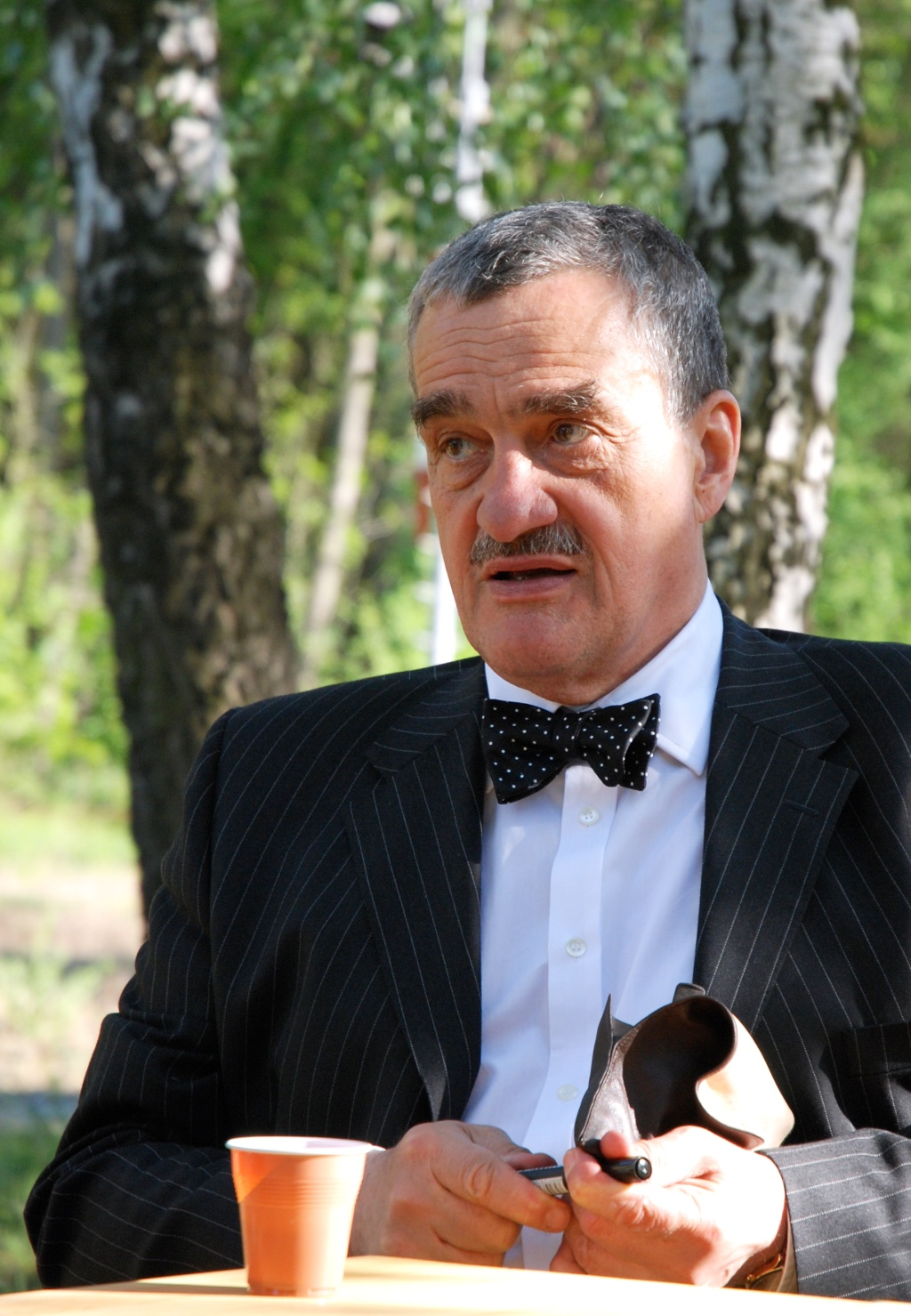
Karel Schwarzenberg (1937–2023)

- Schwarzenberg, Karl IV. zu (1859–1913), böhmischer Politiker
- Schwarzenberg, Karl Philipp Borromäus zu (1802–1858), altösterreichischer General
- Schwarzenberg, Karl Philipp zu (1771–1820), österreichischer Feldmarschall aus dem Haus Schwarzenberg
- Schwarzenberg, Lila (* 1968), österreichische Filmproduzentin
- Schwarzenberg, Ludwig (1787–1857), deutscher Jurist und Politiker
- Schwarzenberg, Maria Jacoba von (1515–1594), Äbtissin des Damenstifts Buchau
- Schwarzenberg, Nils (* 1985), deutscher Musicaldarsteller
- Schwarzenberg, Petra, deutsche Journalistin und Fernsehmoderatorin
- Schwarzenberg, Philipp (1817–1885), deutscher Chemiker, Unternehmer und Politiker (DFP), Abgeordneter der Frankfurter Nationalversammlung, MdR
- Schwarzenberger, Andreas (1816–1877), Baumeister in Passau
- Schwarzenberger, Georg (1908–1991), deutsch-britischer Völkerrechtler
- Schwarzenberger, Georg (* 1942), österreichischer Landwirt und Politiker (ÖVP), Abgeordneter zum Nationalrat
- Schwarzenberger, Otto (1900–1980), deutscher SS-Führer im RKFDV, Angeklagter in den Nürnberger Nachfolgeprozessen
- Schwarzenberger, Reinhard (* 1977), österreichischer Skispringer
- Schwarzenberger, Thomas (* 1970), deutscher Kommunalpolitiker (CSU)
- Schwarzenberger, Ulrike (* 1947), österreichische Drehbuchautorin und Filmeditorin
- Schwarzenberger, Xaver (* 1946), österreichischer Kameramann und Regisseur
- Schwarzenböck, Franz (1923–2010), deutscher Geistlicher, Weihbischof der Erzdiözese München und Freising
- Schwarzenegger, Arnold (* 1947), österreichisch-US-amerikanischer Schauspieler und PolitikerArnold Schwarzenegger (* 1947)

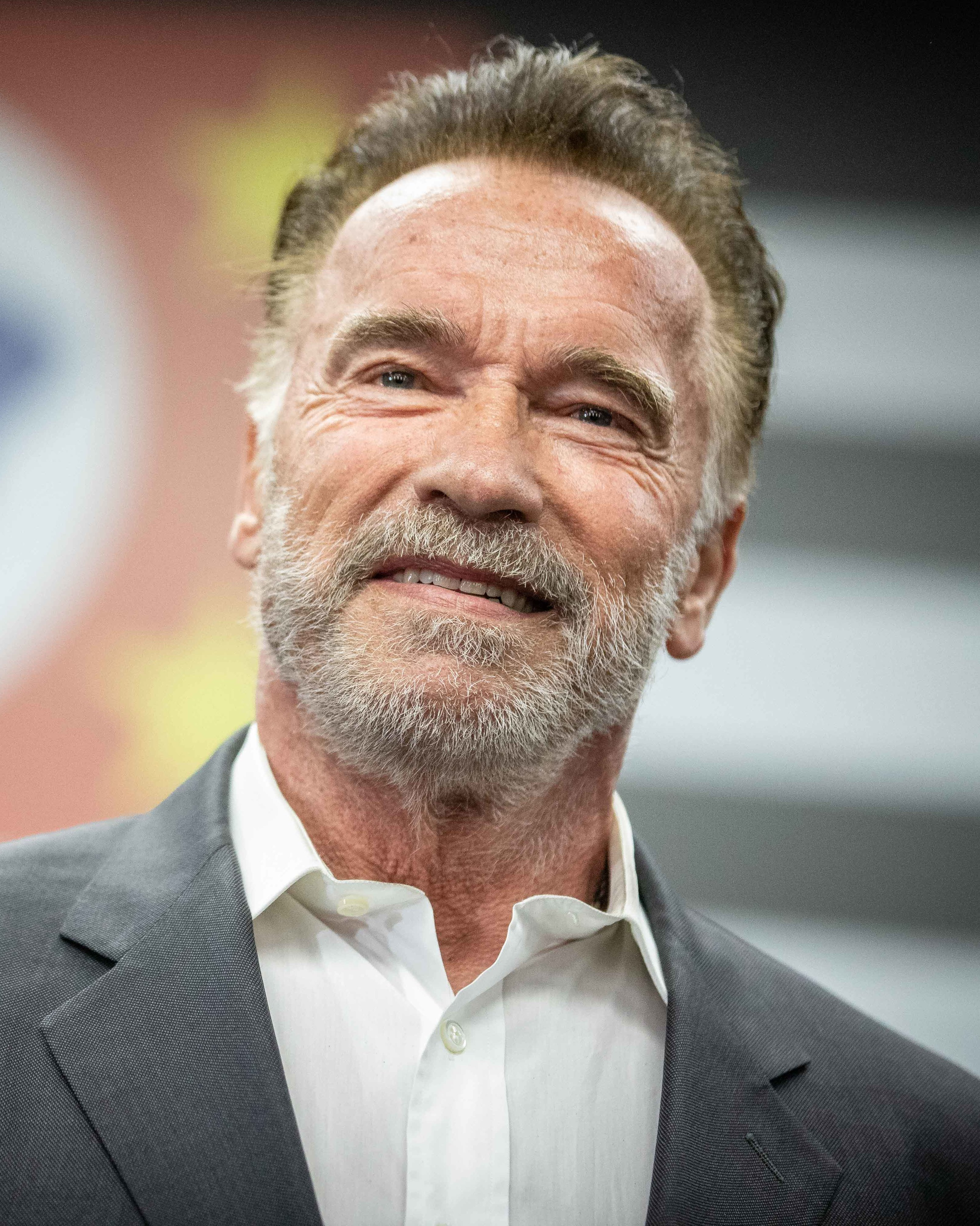
Arnold Schwarzenegger (* 1947)

- Schwarzenegger, Christian (* 1959), Schweizer Rechtswissenschafter und Kriminologe
- Schwarzenegger, Gustav (1907–1972), österreichischer Gendarm
- Schwarzenegger, Katherine (* 1989), US-amerikanische Autorin und Bloggerin
- Schwarzenegger, Patrick (* 1993), amerikanisch-österreichischer SchauspielerPatrick Schwarzenegger (* 1993)

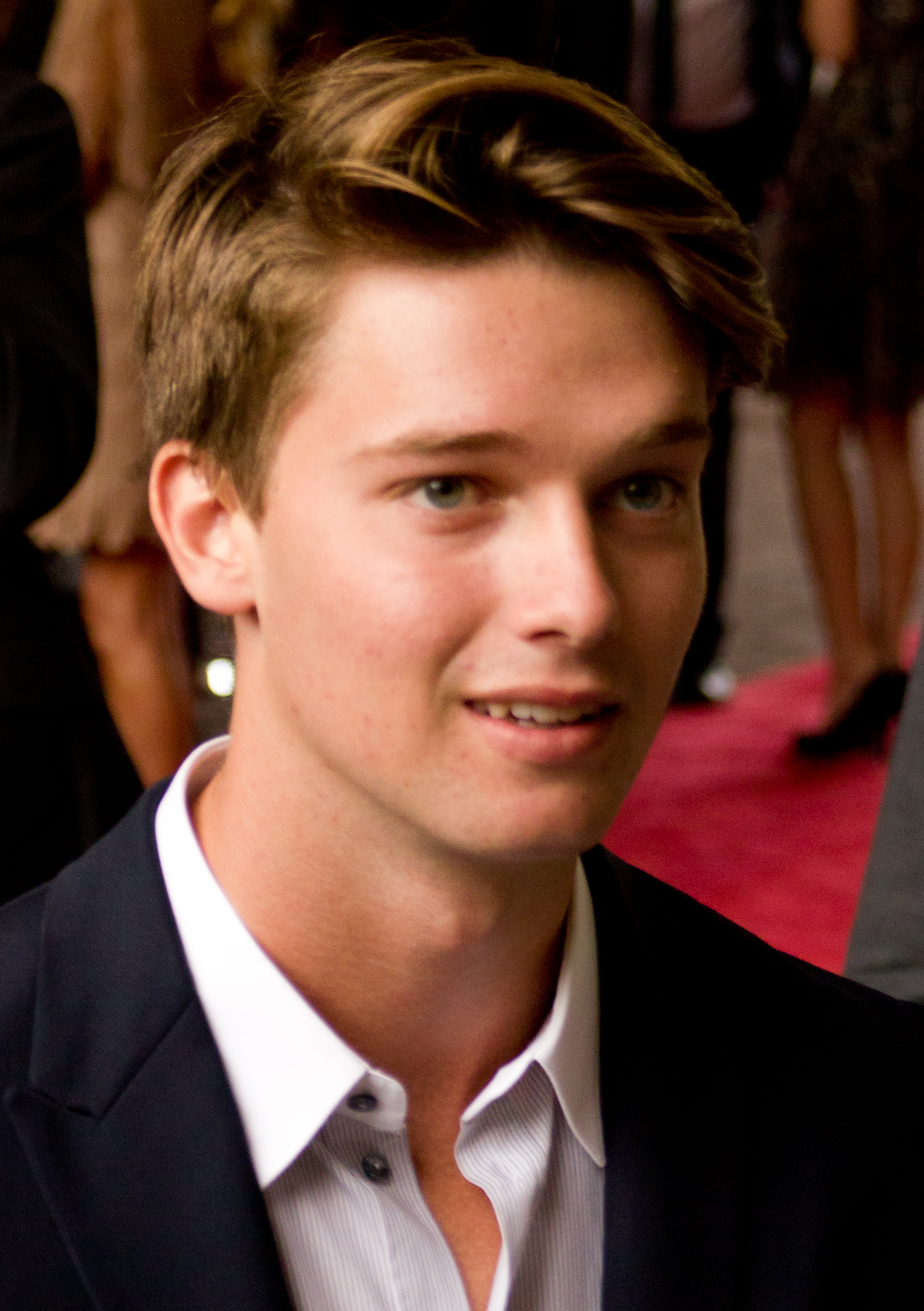
Patrick Schwarzenegger (* 1993)

- Schwarzenfeld, Gertrude von (1906–2000), deutsche Schriftstellerin, Malerin und Illustratorin
- Schwarzenholz, Christian (* 1951), deutscher Politiker (Bündnis 90/Die Grünen, PDS), MdL
- Schwarzentruber, Hans (1929–1982), Schweizer Turner
- Schwarzentruber, Pius (* 1965), Schweizer Radsportler
- Schwarzer Ewald, angelsächsischer Missionar in Westfalen und Märtyrer
- Schwarzer, Alfred (* 1951), deutscher Fußballspieler
- Schwarzer, Alice (* 1942), deutsche Publizistin und Frauenrechtlerin
- Schwarzer, Bernd (* 1954), deutscher Künstler
- Schwarzer, Christian (* 1969), deutscher Handballspieler und -trainer
- Schwarzer, Christina (* 1976), deutsche Politikerin (CDU), MdB
- Schwarzer, Daniela (* 1973), deutsche Politikwissenschaftlerin und Vorständin der Bertelsmann Stiftung
- Schwarzer, Dominik (* 1986), deutscher Sänger, Songwriter, Komponist und Musikproduzent
- Schwarzer, Edmund (1868–1952), deutscher Porträtmaler der Düsseldorfer Schule
- Schwarzer, Hans, österreichischer Fußballspieler
- Schwarzer, Heinrich (1922–1992), deutscher Radrennfahrer
- Schwarzer, Helge (* 1985), deutscher Leichtathlet
- Schwarzer, Hendrik (* 1987), deutscher Komponist
- Schwarzer, Jan Eric (* 1980), deutscher Radrennfahrer
- Schwarzer, Johann (1880–1914), österreichischer Filmpionier
- Schwarzer, Josef (1881–1908), deutscher Schrittmacher
- Schwarzer, Kian (* 1999), deutscher Handballspieler
- Schwarzer, Leonie (* 1991), deutsche Journalistin, Hörfunk- und Fernsehmoderatorin
- Schwarzer, Ludwig (1912–1989), österreichischer Maler
- Schwarzer, Mark (* 1972), australischer Fußballtorhüter und Rekordnationalspieler AustraliensMark Schwarzer (* 1972)

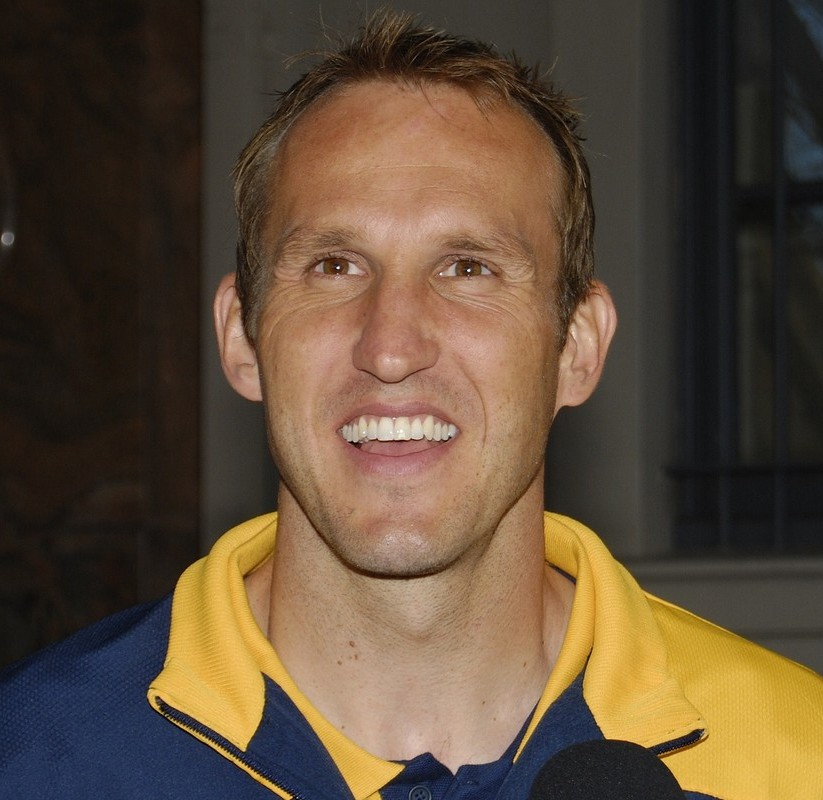
Mark Schwarzer (* 1972)

- Schwarzer, Max (1882–1955), deutscher Gebrauchsgraphiker
- Schwarzer, Ralf (* 1943), deutscher Psychologe und Professor der Psychologie
- Schwarzer, Raphael, deutscher Opernsänger (Bariton)
- Schwarzer, Rudolf (1879–1965), deutscher Politiker (BVP), MdR
- Schwarzer, Stefan (* 1981), deutscher Chemiker und Chemiedidaktiker
- Schwarzer, Waldemar (* 1889), deutscher Fußballspieler

#### Schwarzf
- Schwarzfeldt, Barbara (* 1957), deutsche Schwimmerin

#### Schwarzg
- Schwarzgruber, Patricia (* 1982), venezolanische Schauspielerin
- Schwarzgruber, Rudolf (1900–1943), deutscher Bergsteiger und Expeditionsleiter

#### Schwarzh
- Schwarzhaupt, Elisabeth (1901–1986), deutsche Politikerin (CDU), Ministerin für Gesundheit
- Schwarzhaupt, Wilhelm (1871–1961), deutscher Pädagoge und Politiker (DVP, LDP), MdL
- Schwarzhuber, Angelika (* 1965), deutsche Autorin
- Schwarzhuber, Johann (1904–1947), deutscher SS-Obersturmführer und Schutzhaftlagerführer
- Schwarzhuber, Simpert (1727–1795), deutscher katholischer Theologe

#### Schwarzi
- Schwarzinger, Franz (* 1958), österreichischer Maler und Zeichner
- Schwarzinger, Michael (* 1955), österreichischer Botschafter in Seoul

#### Schwarzj
- Schwarzjirg, Bianca (* 1980), österreichische Fernsehmoderatorin
- Schwarzjirg, Harald (* 1950), österreichischer Autor
- Schwarzjirg, Sasa (* 1986), österreichische Moderatorin und JournalistinSasa Schwarzjirg (* 1986)

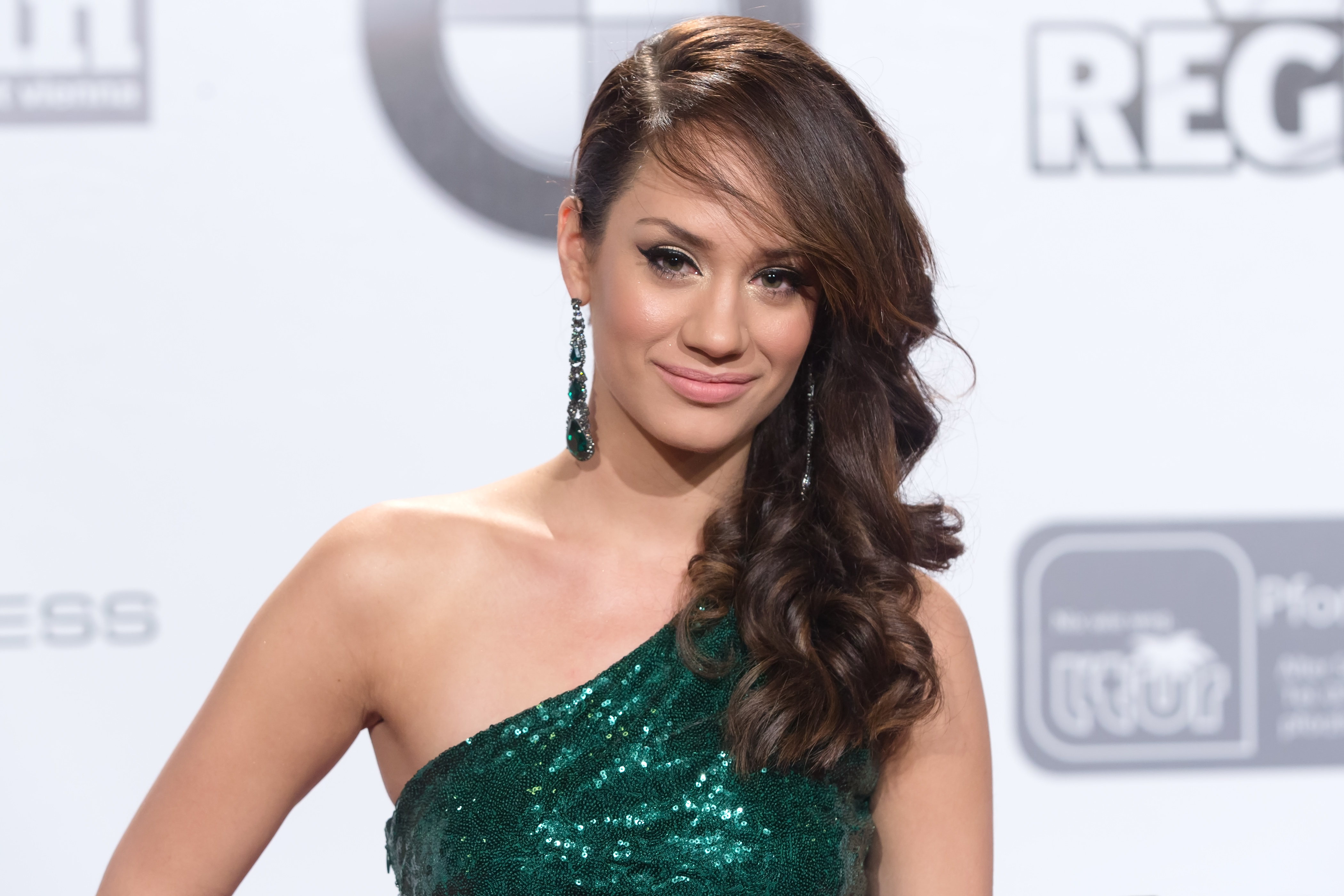
Sasa Schwarzjirg (* 1986)

#### Schwarzk
- Schwarzkogler, Rudolf (1940–1969), österreichischer Fotograf und Künstler
- Schwarzkopf, Amadeus (1924–2015), schweizerischer Pianist und Klavierpädagoge
- Schwarzkopf, Anton (1924–2001), deutscher Konstrukteur von Fahrgeschäften und Achterbahnen
- Schwarzkopf, Bernhard (1825–1896), deutscher Bürgermeister und Abgeordneter
- Schwarzkopf, Christian (1685–1760), deutscher Zimmermeister und kurhannoverscher Bergbauingenieur
- Schwarzkopf, Daniel August (1738–1817), deutscher Hofgärtner und Garteninspektor
- Schwarzkopf, Dietrich (1927–2020), deutscher Journalist, Medienpolitiker, Hochschullehrer und Autor
- Schwarzkopf, Elisabeth (1915–2006), deutsch-britische Opern- und LiedsängerinElisabeth Schwarzkopf (1915–2006)

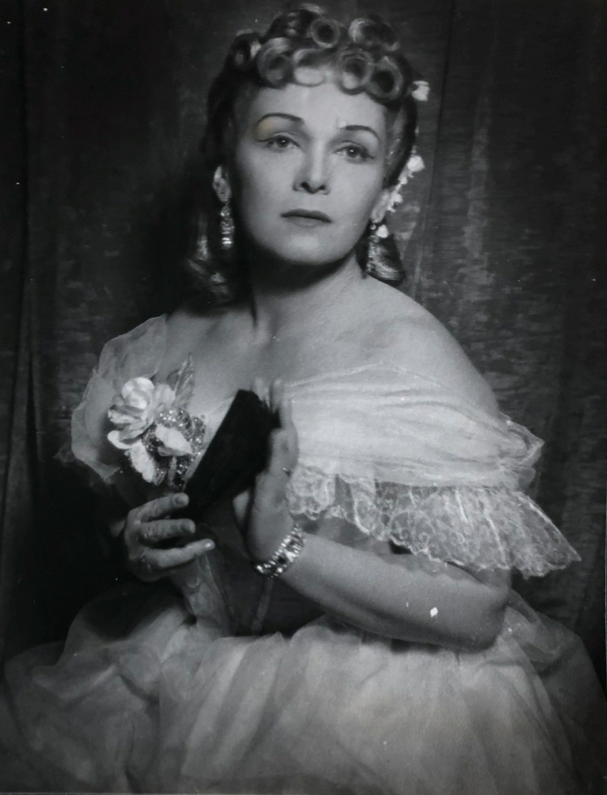
Elisabeth Schwarzkopf (1915–2006)

- Schwarzkopf, Ewald († 1944), deutscher Buchhändler
- Schwarzkopf, Georg Heinrich (1735–1795), deutscher Verwaltungsjurist und Amtmann
- Schwarzkopf, H. Norman senior (1895–1958), US-amerikanischer Polizeioffizier und General
- Schwarzkopf, Hans (1873–1921), deutscher Chemiker und Unternehmer
- Schwarzkopf, Heinrich (1912–1998), deutscher Ringer
- Schwarzkopf, Heinz (1909–1969), deutscher Jurist und Unternehmer
- Schwarzkopf, Hilde (1932–2015), österreichische Unternehmerin
- Schwarzkopf, Jakob (1926–2001), deutscher Glasmaler
- Schwarzkopf, Joachim von (1766–1806), deutscher Jurist, Historiker und Diplomat im Dienste des Kurfürstentums Hannover
- Schwarzkopf, Jutta (1953–2016), deutsche Historikerin
- Schwarzkopf, Karl (1884–1954), deutscher Jurist, Verwaltungsbeamter und Politiker
- Schwarzkopf, Karl Heinrich († 1846), deutscher Modelleur und Bildhauer
- Schwarzkopf, Karl-Heinz (* 1940), deutscher Journalist und Autor
- Schwarzkopf, Klaus (1922–1991), deutscher Schauspieler und Synchronsprecher
- Schwarzkopf, Lilli (* 1983), deutsche Siebenkämpferin
- Schwarzkopf, Margarete von (* 1948), deutsche Journalistin, Autorin, Redakteurin und Moderatorin
- Schwarzkopf, Nikolaus (1884–1962), deutscher Schriftsteller
- Schwarzkopf, Norman junior (1934–2012), US-amerikanischer General, Kommandeur der Koalitionstruppen während des Zweiten GolfkriegesNorman Schwarzkopf junior (1934–2012)

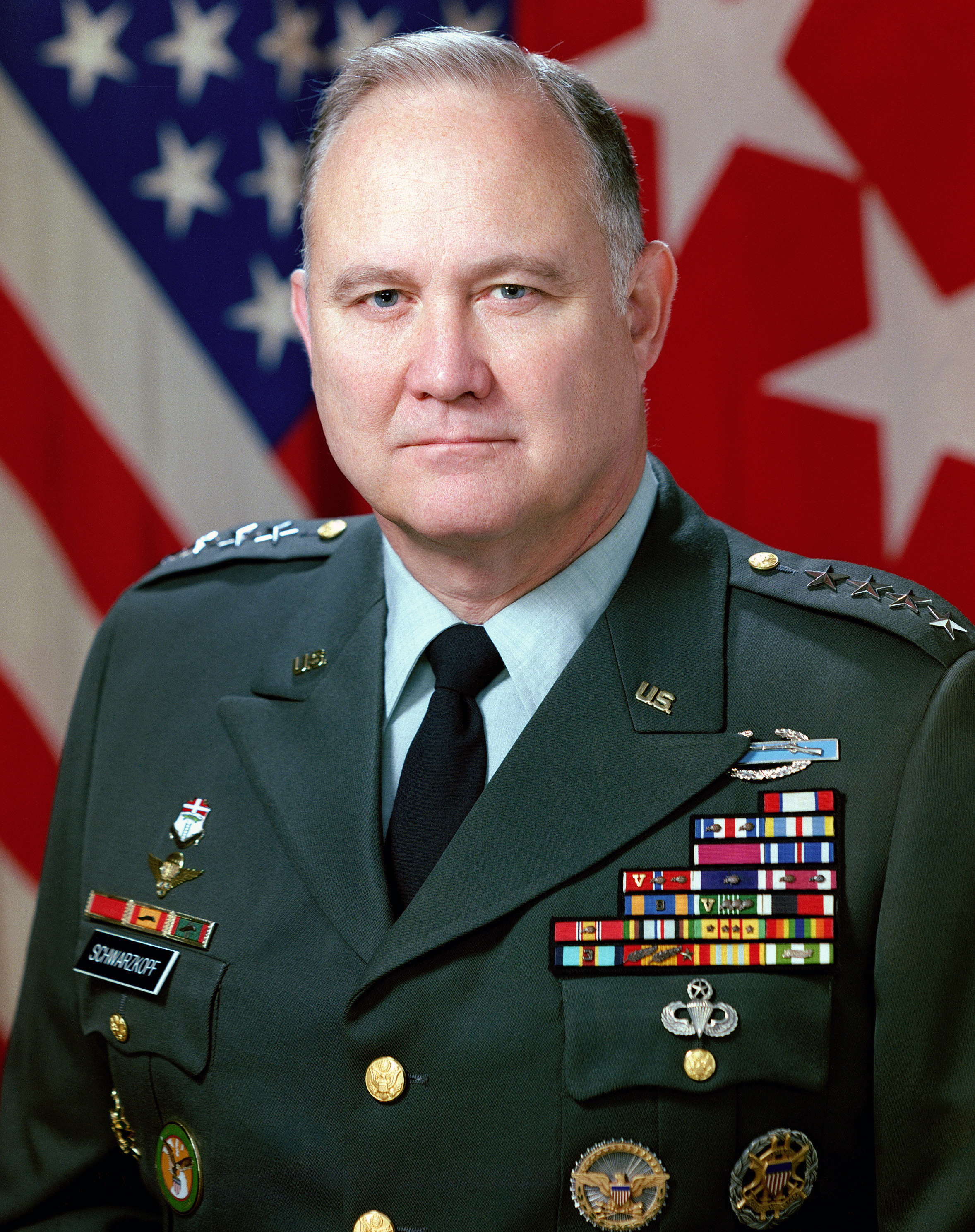
Norman Schwarzkopf junior (1934–2012)

- Schwarzkopf, Oskar von (1838–1903), Prälat und Generalsuperintendent von Schwäbisch Hall und Heilbronn sowie Oberhofprediger in Stuttgart
- Schwarzkopf, Otto von (1839–1889), deutscher Verwaltungsjurist und Parlamentarier
- Schwarzkopf, Paul (1886–1970), österreichischer Erfinder und Industrieller
- Schwarzkopf, Ralf (* 1968), deutscher Politiker (CDU), MdL NRW
- Schwarzkopf, Richard (1893–1963), deutscher Graphiker, Illustrator, Holzschneider
- Schwarzkopf, Steffen (* 1973), deutscher Journalist, Redakteur und ReporterSteffen Schwarzkopf (* 1973)

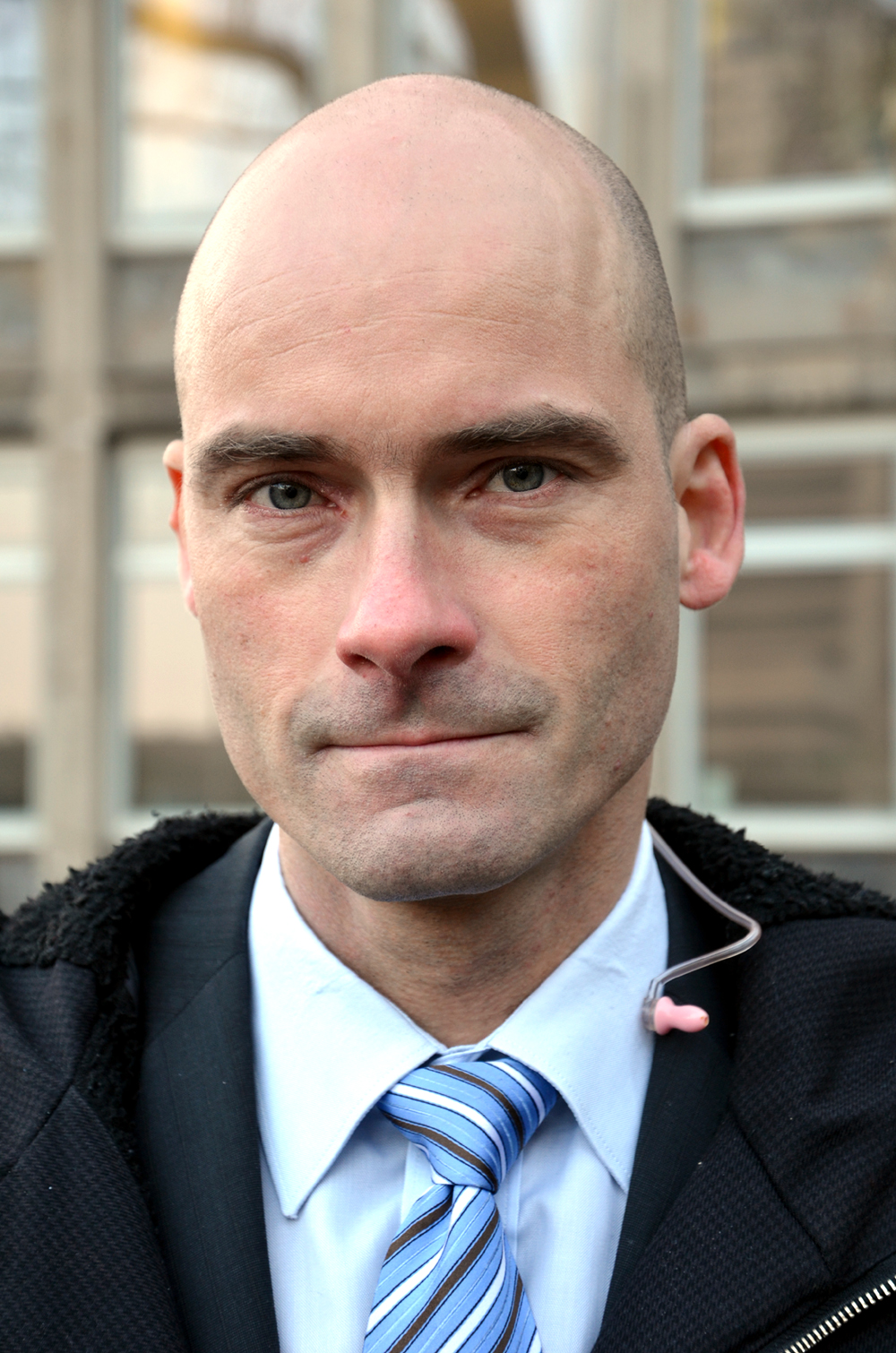
Steffen Schwarzkopf (* 1973)

- Schwarzkopf, Timo (* 1991), deutscher Boxer

#### Schwarzl
- Schwarzl, Georg (* 1993), österreichischer Politiker (Die Grünen – Die Grüne Alternative)
- Schwarzl, Karl (1746–1809), deutscher katholischer Theologe
- Schwarzl, Roland (* 1980), österreichischer Leichtathlet
- Schwarzl, Ursula (* 1960), österreichische Politikerin (Grüne), Landtagsabgeordnete in Tirol
- Schwarzl, Walter (1911–2001), österreichischer Künstler und Kunsterzieher
- Schwärzler, Erich (* 1953), österreichischer Politiker (ÖVP), Landesrat, Abgeordneter zum Nationalrat
- Schwärzler, Gebhard (1815–1896), österreichischer Industrieller
- Schwärzler, Joel (* 2006), österreichischer Tennisspieler
- Schwärzler, Kaspar (1880–1966), österreichischer Politiker; Landtagsabgeordneter zum Vorarlberger Landtag
- Schwärzler, Klaus (* 1973), deutscher Schlagzeuger
- Schwärzler, Martin (* 1994), österreichischer Fußballspieler
- Schwärzler, Vinzenz (1898–1967), österreichischer Politiker, Landtagsabgeordneter von Vorarlberg
- Schwarzlose, Andreas Wilhelm (1867–1936), deutscher Waffenentwickler

#### Schwarzm
- Schwarzmaier, Agnes (* 1962), deutsche Klassische Archäologin
- Schwarzmaier, Caroline (* 1988), deutsche Synchronsprecherin
- Schwarzmaier, Hansmartin (1932–2021), deutscher Historiker und Archivar
- Schwarzmaier, Katharina (* 1985), deutsche Schauspielerin und Synchronsprecherin
- Schwarzmaier, Michael (* 1940), deutscher Schauspieler und Synchronsprecher
- Schwarzmaier, Rudolf (1886–1952), deutscher Verwaltungsjurist
- Schwarzmaier, Tim (* 1990), deutscher Synchronsprecher
- Schwarzman, Leonid Aronowitsch (1920–2022), sowjetischer und russischer Illustrator und Zeichentrickfilmer
- Schwarzman, Robert Michailowitsch (* 1999), russischer Automobilrennfahrer
- Schwarzman, Roman (* 1936), ukrainischer Überlebender und Zeitzeuge des Holocaust
- Schwarzman, Stephen A. (* 1947), US-amerikanischer Unternehmer, Investmentbanker und MäzenStephen A. Schwarzman (* 1947)

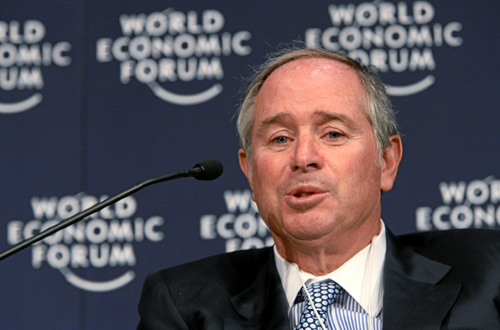
Stephen A. Schwarzman (* 1947)

- Schwarzman, Teddy (* 1979), US-amerikanischer Filmproduzent
- Schwarzmann, Alfred (1912–2000), deutscher Turner
- Schwarzmann, Andrea (* 1965), österreichische Politikerin (ÖVP) und Landwirtin
- Schwarzmann, Hans (1913–1994), deutscher Diplomat, Botschafter in Mexiko und Marokko
- Schwarzmann, Helma (* 1948), deutsche Ausbilderin, Referentin und Wettkampfrichterin im Voltigiersport
- Schwarzmann, Joseph (1806–1890), österreichischer Ornament- und Dekorationsmaler
- Schwarzmann, Martina (* 1979), deutsche KabarettistinMartina Schwarzmann (* 1979)

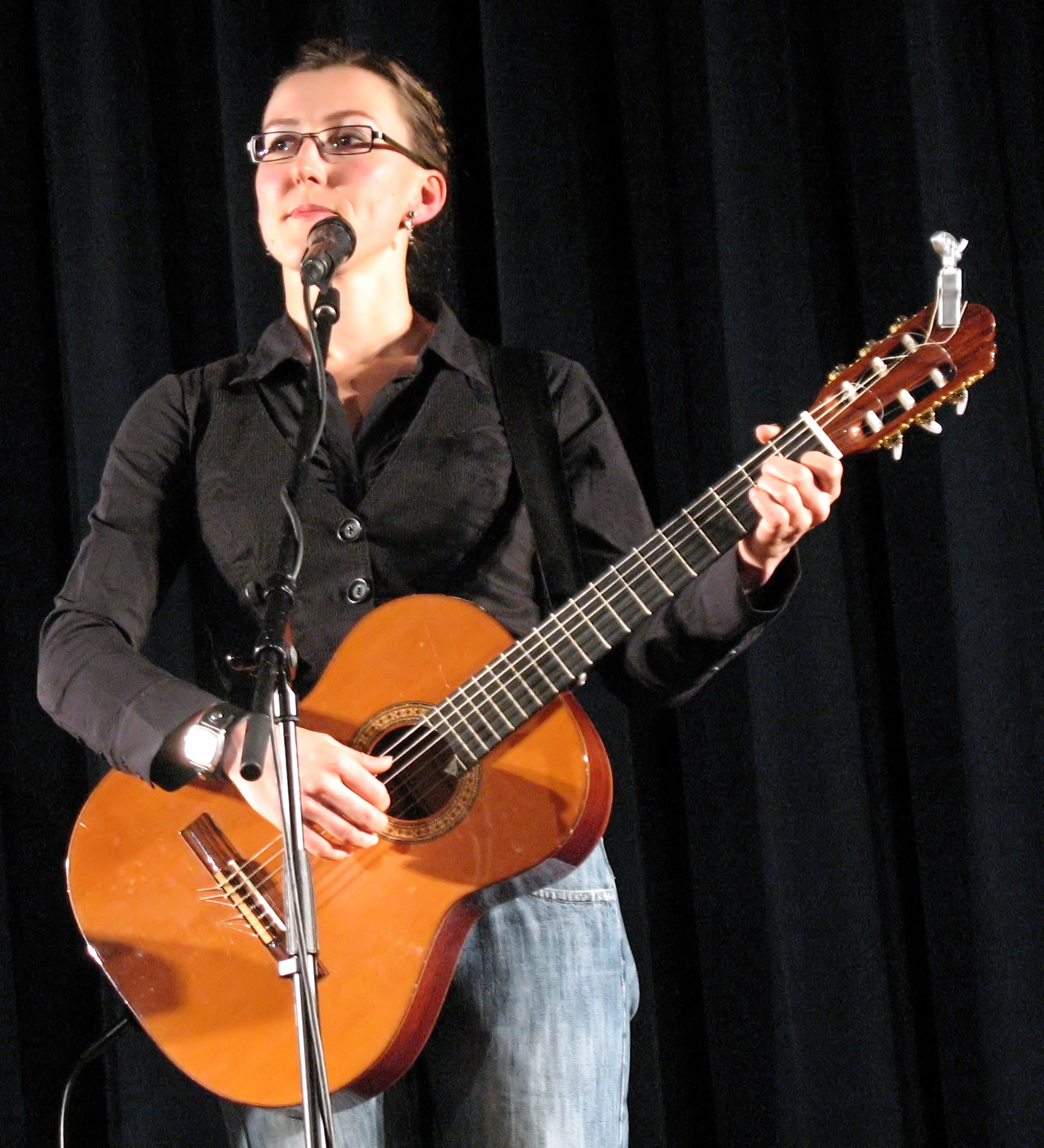
Martina Schwarzmann (* 1979)

- Schwarzmann, Michael (* 1953), deutscher Schauspieler, Regisseur, Schauspielpädagoge und Hochschullehrer
- Schwarzmann, Michael (* 1991), deutscher Radrennfahrer
- Schwarzmann, Stefan (* 1965), deutscher Schlagzeuger
- Schwarzmann, Thomas (* 1971), österreichischer Entertainer, Moderator, Musiker und Sänger
- Schwarzmann, Viktor (1912–1990), österreichischer Politiker (SPÖ), Landtagsabgeordneter von Vorarlberg, Mitglied des Bundesrates
- Schwarzmann, Walter (1821–1886), Präsident des badischen Verwaltungsgerichtshofes; Abgeordneter der ersten und zweiten Kammer der badischen Ständeversammlung
- Schwarzmüller, Theo (* 1961), deutscher Historiker und Autor

#### Schwarzo
- Schwarzott, Friedrich (1890–1967), österreichischer Politiker (ÖVP), Landtagsabgeordneter, Mitglied des Bundesrates
- Schwarzová, Vendula (1939–2011), tschechische Tischtennisspielerin

#### Schwarzr
- Schwarzrock, Marcus (* 1967), deutscher Rudertrainer
- SchwarzRund, Dominikaner*in

#### Schwarzs
- Schwarzschild, Alfred (1874–1948), deutscher Maler
- Schwarzschild, Heinrich (1803–1878), deutscher Arzt, Publizist und Dichter
- Schwarzschild, Karl (1873–1916), deutscher Astronom und PhysikerKarl Schwarzschild (1873–1916)

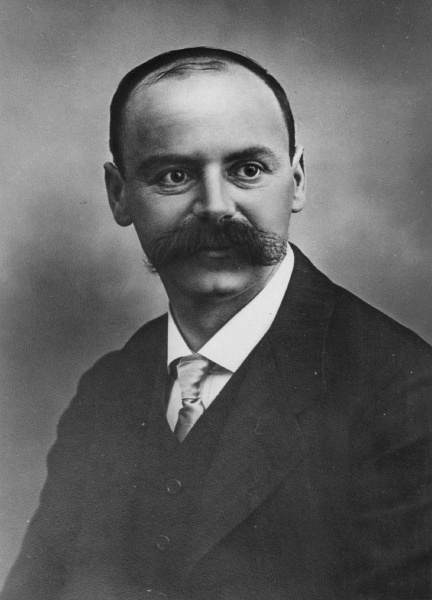
Karl Schwarzschild (1873–1916)

- Schwarzschild, Leopold (1891–1950), deutscher Publizist und Soziologe
- Schwarzschild, Martin (1912–1997), deutsch-US-amerikanischer Astrophysiker

#### Schwarzw
- Schwarzwald, Christian (* 1971), österreichischer Künstler
- Schwarzwald, Eugenie (1872–1940), österreichische Pädagogin und Frauenrechtlerin
- Schwarzwald, Hermann (1871–1939), österreichischer Jurist und Bankdirektor
- Schwarzwald, Martin (* 1986), deutscher Handballtrainer
- Schwarzwälder, Franz (* 1949), deutscher Fußballspieler
- Schwarzwälder, Harry (1929–2019), deutscher Heimatforscher
- Schwarzwälder, Herbert (1919–2011), deutscher Historiker
- Schwarzwälder, Marion (* 1954), deutsche Musikerin und Schriftstellerin
- Schwarzwälder, Roland (* 1953), deutscher Fußballspieler
- Schwarzwälder, Rosemarie (* 1945), schweizerisch-österreichische Galeristin, Kunsthändlerin, Autorin
- Schwarzwälder, Werner (1944–2011), deutscher Journalist
- Schwarzweber, Hermann (1884–1972), deutscher Gymnasiallehrer, Skipionier, Autor und Publizist